# Liste du patrimoine mondial en Afrique

Carte des sites du patrimoine mondial en Afrique en 2023.
Aucun site
1 à 2 sites
3 à 4 sites
5 à 6 sites
Plus de 7 sites

Cet article recense les sites inscrits sur la liste du patrimoine mondial par l'UNESCO situés en Afrique.

## Généralités

### Inscription
Chaque année, le Comité du patrimoine mondial de l'UNESCO peut inscrire des sites sur la liste du patrimoine mondial. La sélection est fondée sur dix critères : six pour le patrimoine culturel (i–vi) et quatre pour le patrimoine naturel (vii–x) Certains sites, désignés comme « mixtes », représentent à la fois un patrimoine culturel et naturel. Les États peuvent également réaliser une inscription sur la liste indicative. Cette liste regroupe les éléments pour lesquels l'État partie a déposé un dossier de candidature à l'UNESCO, avant son acceptation. Elle constitue donc une sorte d'antichambre de la liste du patrimoine mondial.

### Caractéristiques de la région Afrique
L'UNESCO a organisé divisé ses activités en cinq régions depuis 1974 : l'Afrique, les États arabes, l'Asie et Pacifique, l'Europe et Amérique du Nord et l'Amérique latine et Caraïbes.
En conséquence, les sites sur le continent sont présents dans deux zones selon le découpage de l'UNESCO : « Afrique » et « États arabes ».
L'UNESCO ne prend en outre en considération que les États parties de la Convention pour la protection du patrimoine mondial, culturel et naturel sachant que la Somalie et le Soudan du Sud ne l'ont pas intégrée.
En outre, la Guinée équatoriale, le Liberia et Sao Tomé-et-Principe ont ratifié la convention mais n'ont soumis aucun site. Le Burundi, les Comores, Djibouti, la Guinée-Bissau, le Lesotho et l'Eswatini n'ont de sites inscrits que sur la liste indicative. En 2017, des sites en Angola et en Érythrée ont été inscrits, pour la première fois, sur la Liste du patrimoine mondial.
De façon générale, l’Afrique ne prend qu’une part congrue sur la liste du patrimoine mondial : sur les 1 073 sites homologués par l’Unesco en 2018, 93 seulement, soit moins de 10 %, sont africains. À elles seules, l’Italie et la France en possèdent davantage que l’Afrique.

### Difficultés à l'établissement de la liste du Patrimoine mondial en Afrique
Les difficultés pour les pays d'Afrique subsaharienne dans l'établissement des listes nationales du patrimoine mondial découlent, entre autres, d'une difficulté à distinguer patrimoine culturel matériel et immatériel, et des réticences des États très centralisés à organiser la concertation avec les communautés locales.
De plus, il semble que les populations locales soient rarement attachées aux patrimoine matériel, par exemple en Afrique de l'Ouest, où les constructions traditionnelles en terre nécessites des reconstructions fréquentes.
Enfin, les États africains manquent de moyens pour rédiger les dossiers de demande d'inscription puis les rapports périodiques exigés tous les six ans par la convention.

## Sites transfrontaliers
Plusieurs sites, transfrontaliers, sont communs à plusieurs pays.

## Patrimoine en péril
Le Comité du patrimoine mondial peut spécifier qu'un site est en péril s'il existe des « conditions menaçant les caractéristiques mêmes qui ont permis l'inscription d'un bien sur la liste du patrimoine mondial ».
En Afrique, en 2024, les treize sites suivants sont considérés comme en péril :
- 1984–1992, 1996 : Parc national de la Garamba (république démocratique du Congo)
- 1992 : Réserve naturelle intégrale du Mont Nimba (Côte d'Ivoire et Guinée)
- 1992 : Réserves naturelles de l'Aïr et du Ténéré (Niger)
- 1994 : Parc national des Virunga (république démocratique du Congo)
- 1997 : Parc national du Manovo-Gounda St. Floris (République centrafricaine)
- 1997 : Parc national de Kahuzi-Biega (république démocratique du Congo)
- 1999 : Parc national de la Salonga (république démocratique du Congo)
- 2001 : Abou Mena (Égypte)
- 2004 : Ruines de Kilwa Kisiwani et de Songo Mnara (Tanzanie)
- 2007 : Réserve de faune à okapis (république démocratique du Congo)
- 2010 : Forêts humides de l'Atsinanana (Madagascar)
- 2010 : Tombeaux des rois du Buganda à Kasubi (Ouganda)
- 2016 : Villes anciennes de Djenné (Mali)[8] — Site archéologique de Cyrène, ancienne ville de Ghadamès, site archéologique de Leptis Magna, site archéologique de Sabratha et sites rupestres du Tadrart Acacus (Libye)[9]

A la même date (2024), Onze sites ont été inscrits sur la liste du patrimoine en péril avant d'en être retirés par la suite :
- 1984–1988 : Parc national des oiseaux du Djoudj (Sénégal)
- 1984–1989 : Zone de conservation de Ngorongoro (Tanzanie)
- 1985–2007 : Palais royaux d'Abomey (Bénin)
- 1990–2005 : Tombouctou (Mali)
- 1996–2006 : Parc national de l'Ichkeul (Tunisie)
- 1996-2017[10] : Parc national du Simien (Éthiopie)
- 1999–2004 : Monts Rwenzori (Ouganda)
- 2000–2006 : Parc national des oiseaux du Djoudj (Sénégal)
- 2002–2006 : Tipaza (Algérie)
- 2003-2017[11] : Parc national de la Comoé (Côte d'Ivoire)
- 2007-2024 :  Parc national du Niokolo-Koba (Sénégal)

### (Madère)

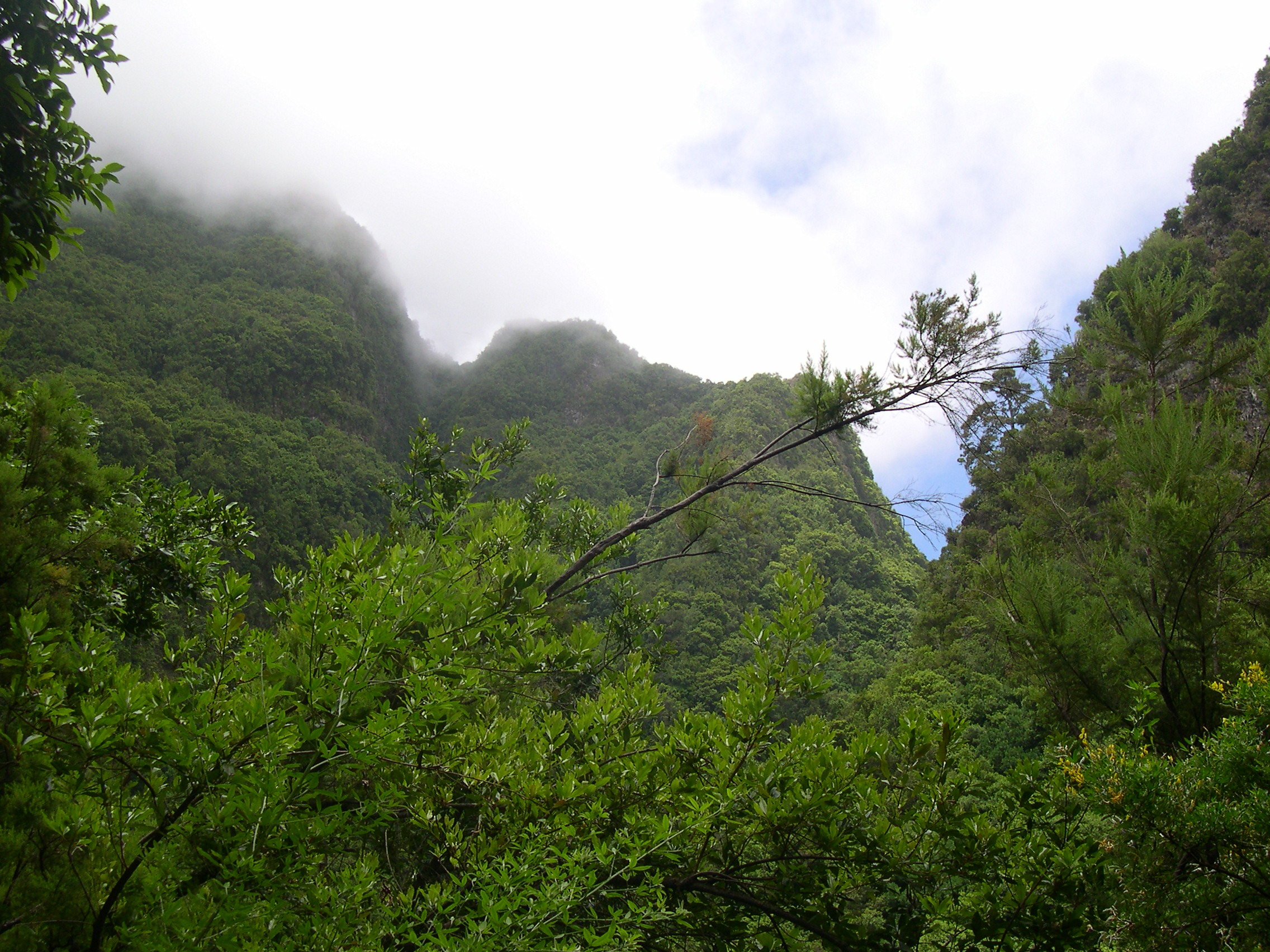
Laurisylve

## Sites
Légende
- Année : durant laquelle le site a été inscrit à la liste du patrimoine mondial
- Type site : indique s'il s'agit d'un site naturel, culturel ou mixte
- Nom du site : c'est le nom attribué au site

### Afrique du Sud
- 1999 - Culturel - Sites des hominidés fossiles d'Afrique du Sud.
- 1999 - Culturel - Robben Island.
- 1999 - Naturel - Parc de la zone humide d'iSimangaliso.
- 2003 - Culturel - Mapungubwe.
- 2004 - Naturel - Région floristique du Cap.
- 2005 - Naturel - Dôme de Vredefort.
- 2007 - Culturel - Richtersveld.
- 2017 - Culturel - Paysage culturel des ǂKhomani.
- 2018 - Naturel - Barberton Makhonjwa.
- 2024 - Culturel - Droits de l'homme, libération et réconciliation : les sites de mémoire de Nelson Mandela.
- 2024 - Culturel - L'émergence du comportement humain moderne : les sites d'occupation du Pléistocène en Afrique du Sud.

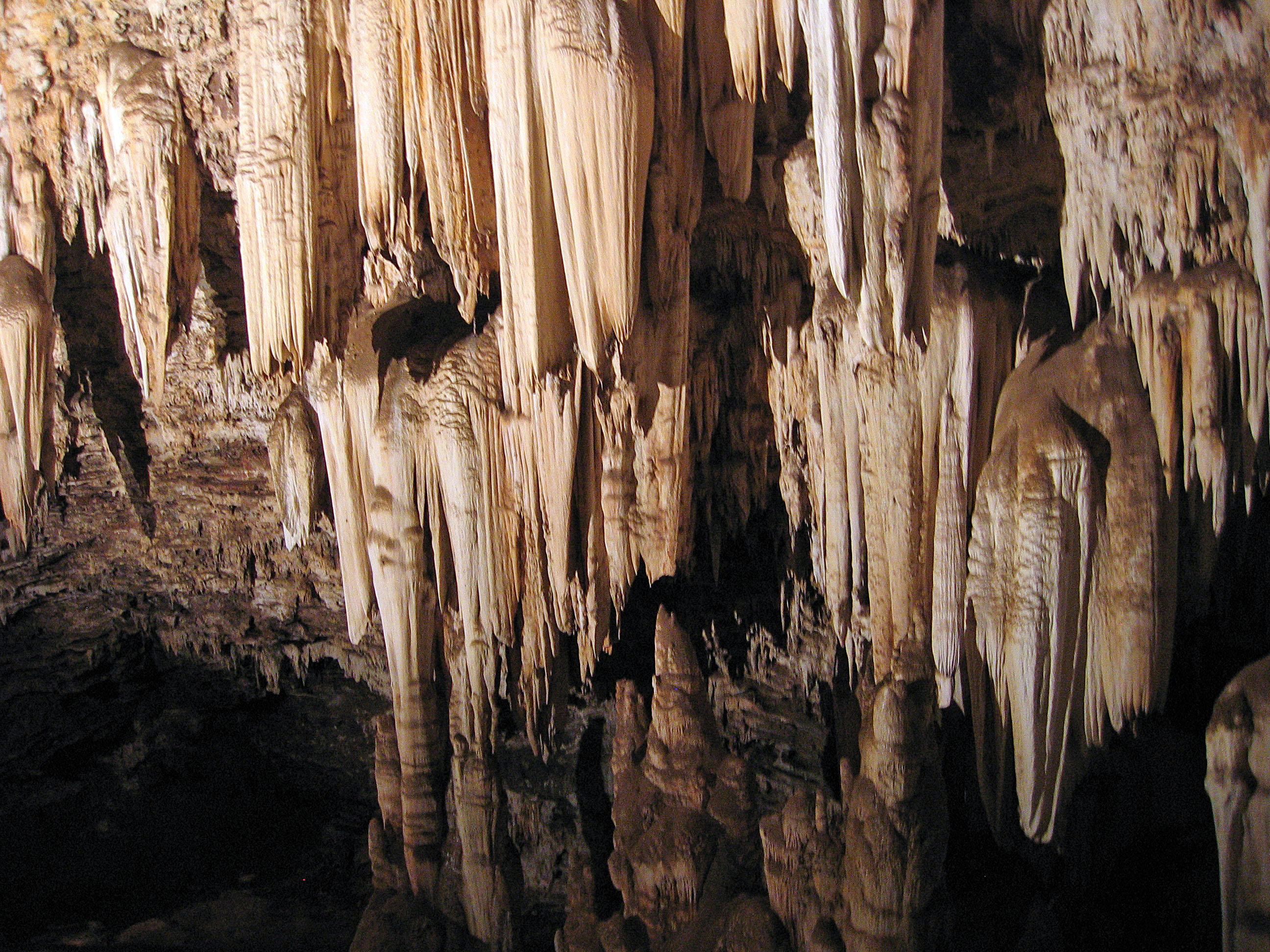
Sites des hominidés fossiles d'Afrique du Sud.
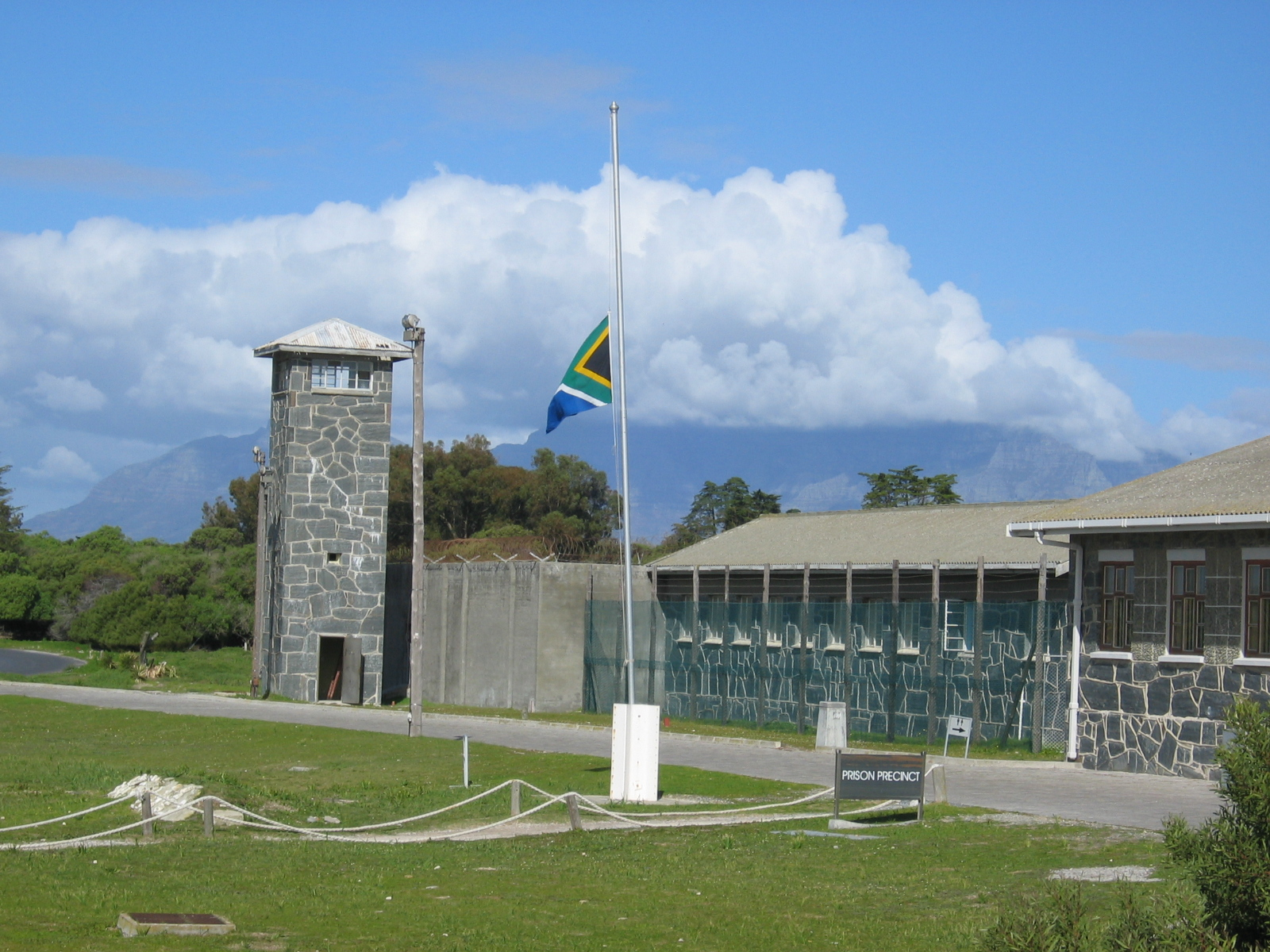
Robben Island.
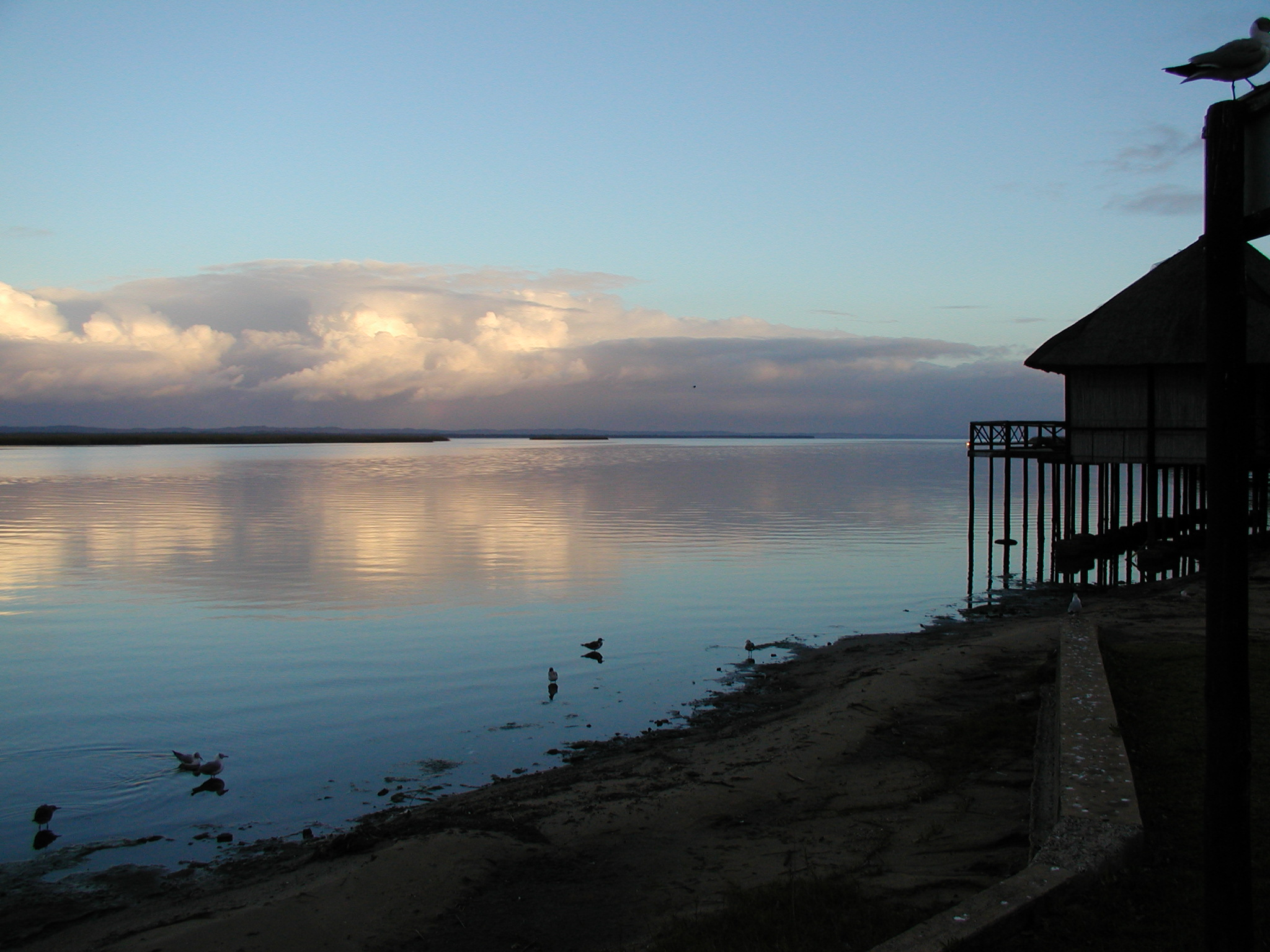
Parc de la zone humide d'iSimangaliso.
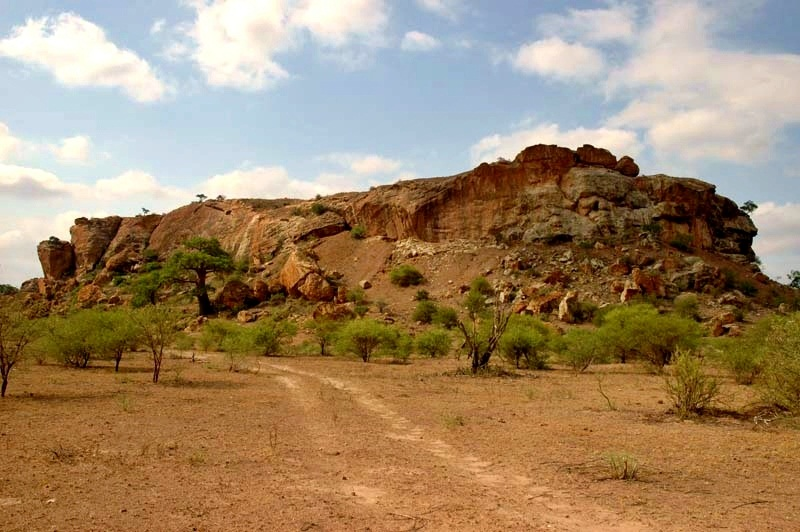
Mapungubwe.
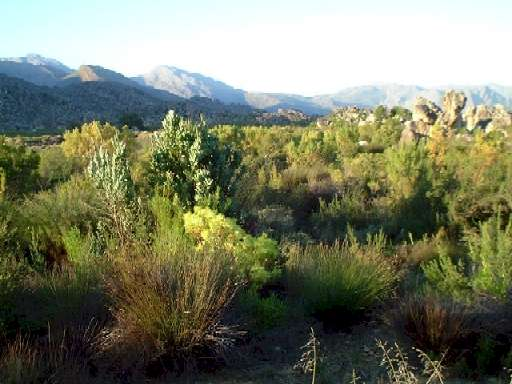
Région floristique du Cap.
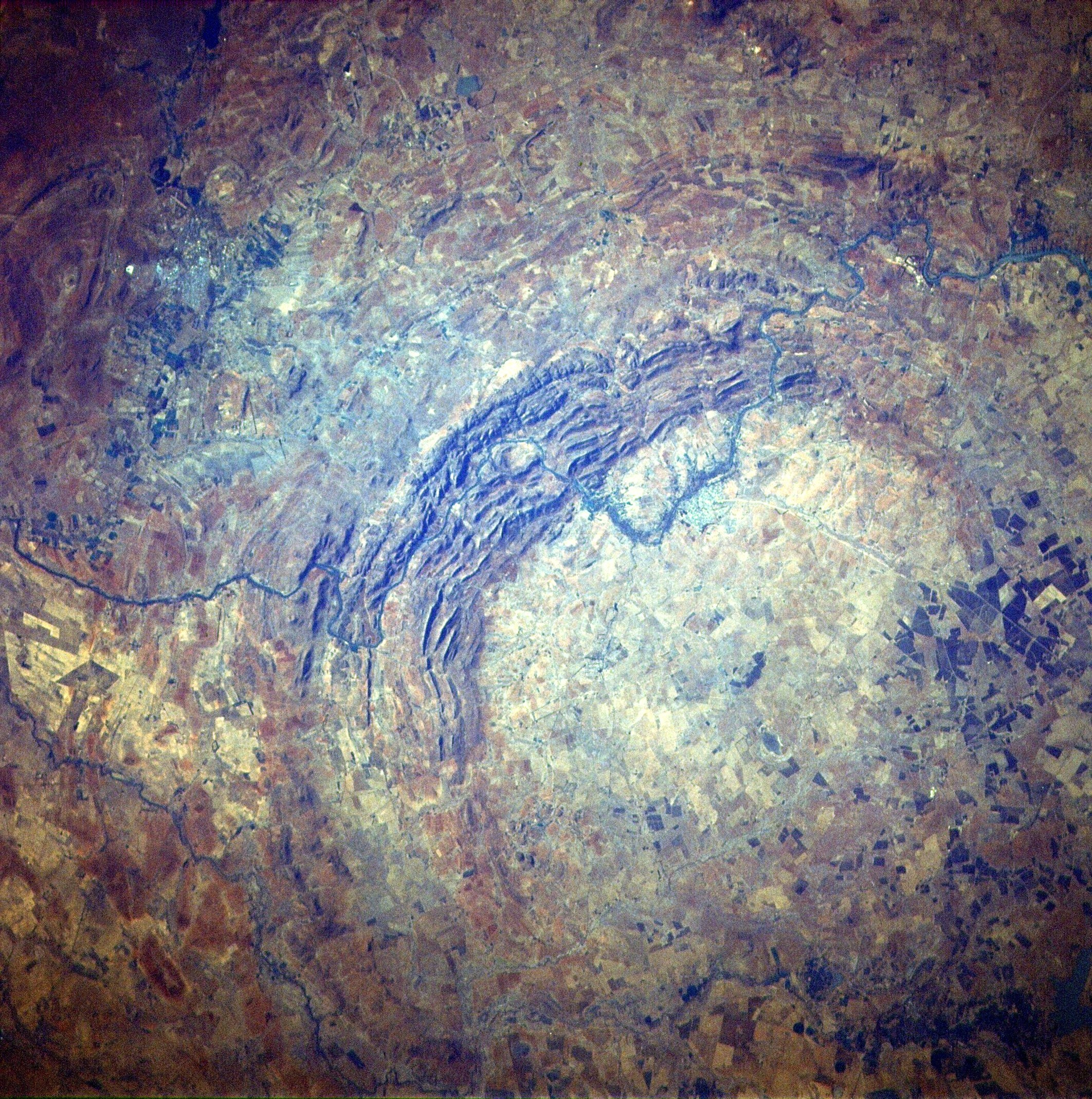
Dôme de Vredefort.
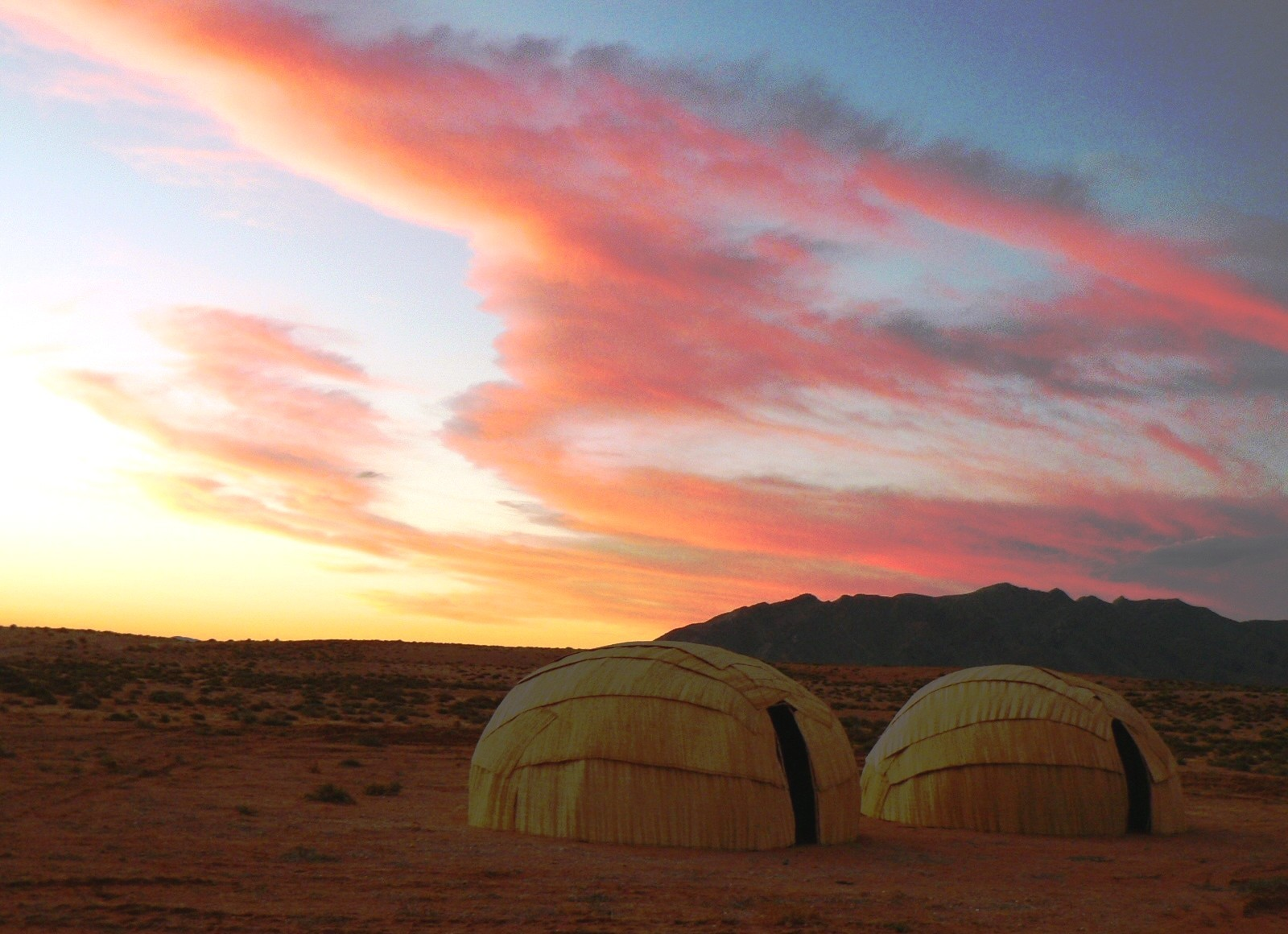
Richtersveld.
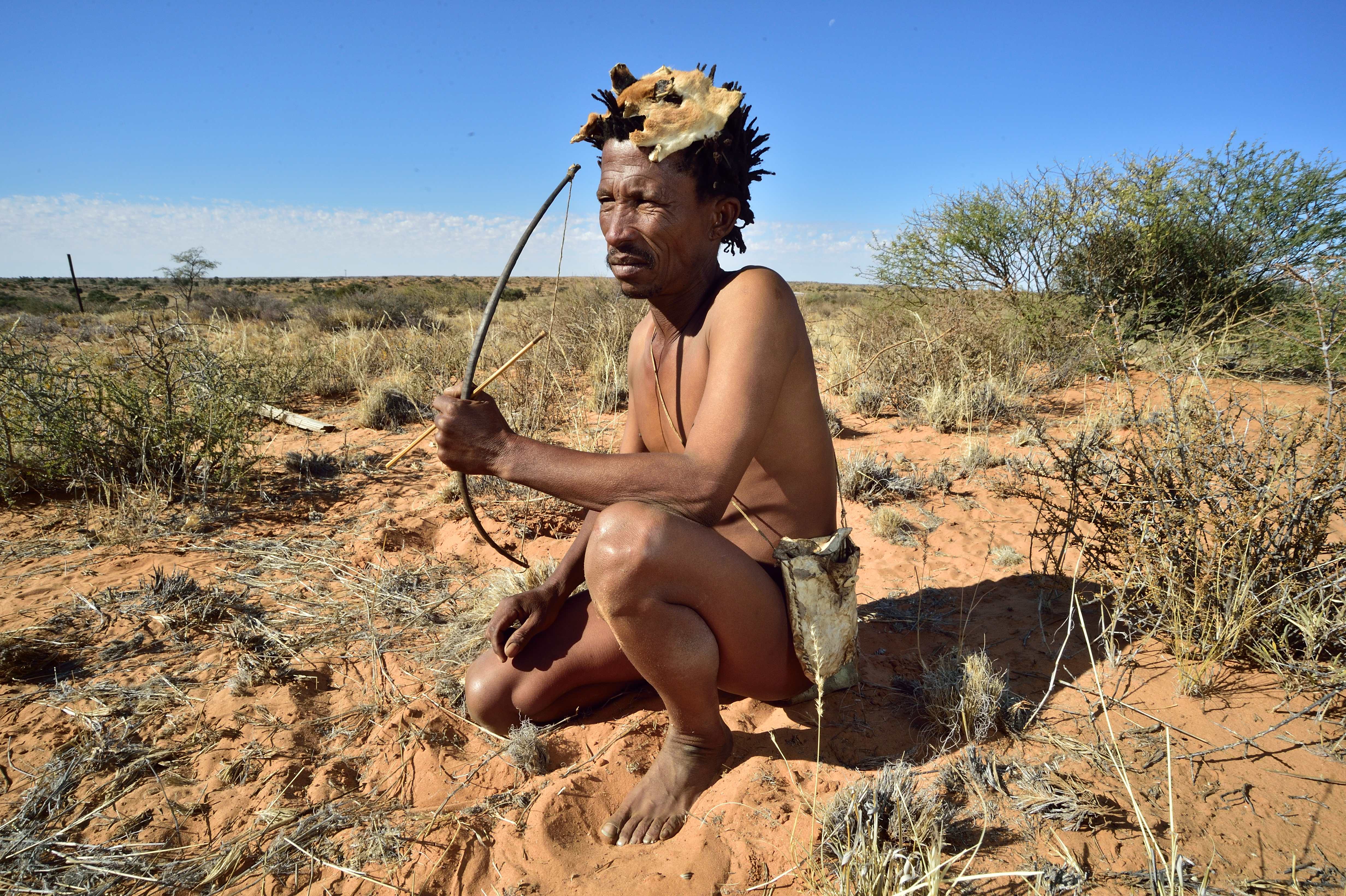
Arri Raats, un San Khomani.
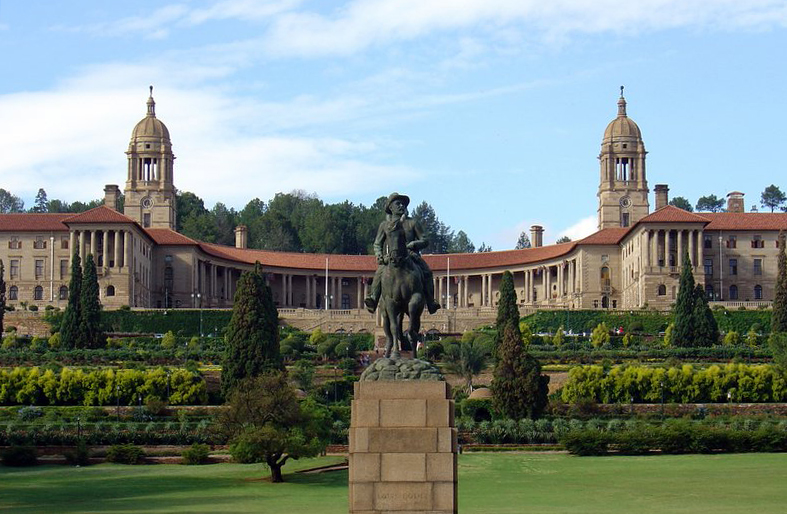
Union buildings.
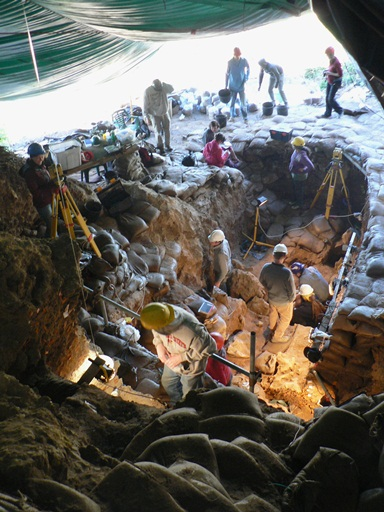
Fouille archéologiques sur le site de Pinnacle Point.

### Algérie
- 1980 - Culturel - Kalâa des Béni Hammad.
- 1982 - Culturel - Djémila.
- 1982 - Culturel - Tipasa.
- 1982 - Culturel - Timgad.
- 1982 - Culturel - M'Zab.
- 1986 - Mixte - Tassili n'Ajjer.
- 1992 - Culturel - Casbah d'Alger.

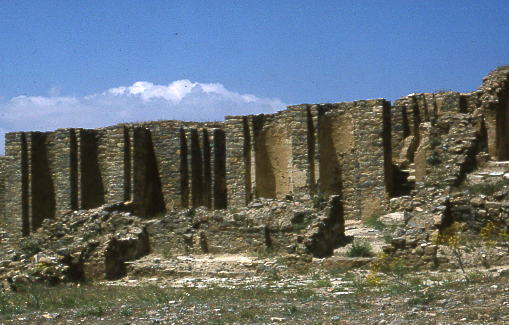
site archéologique Kalâa.
Djémila.
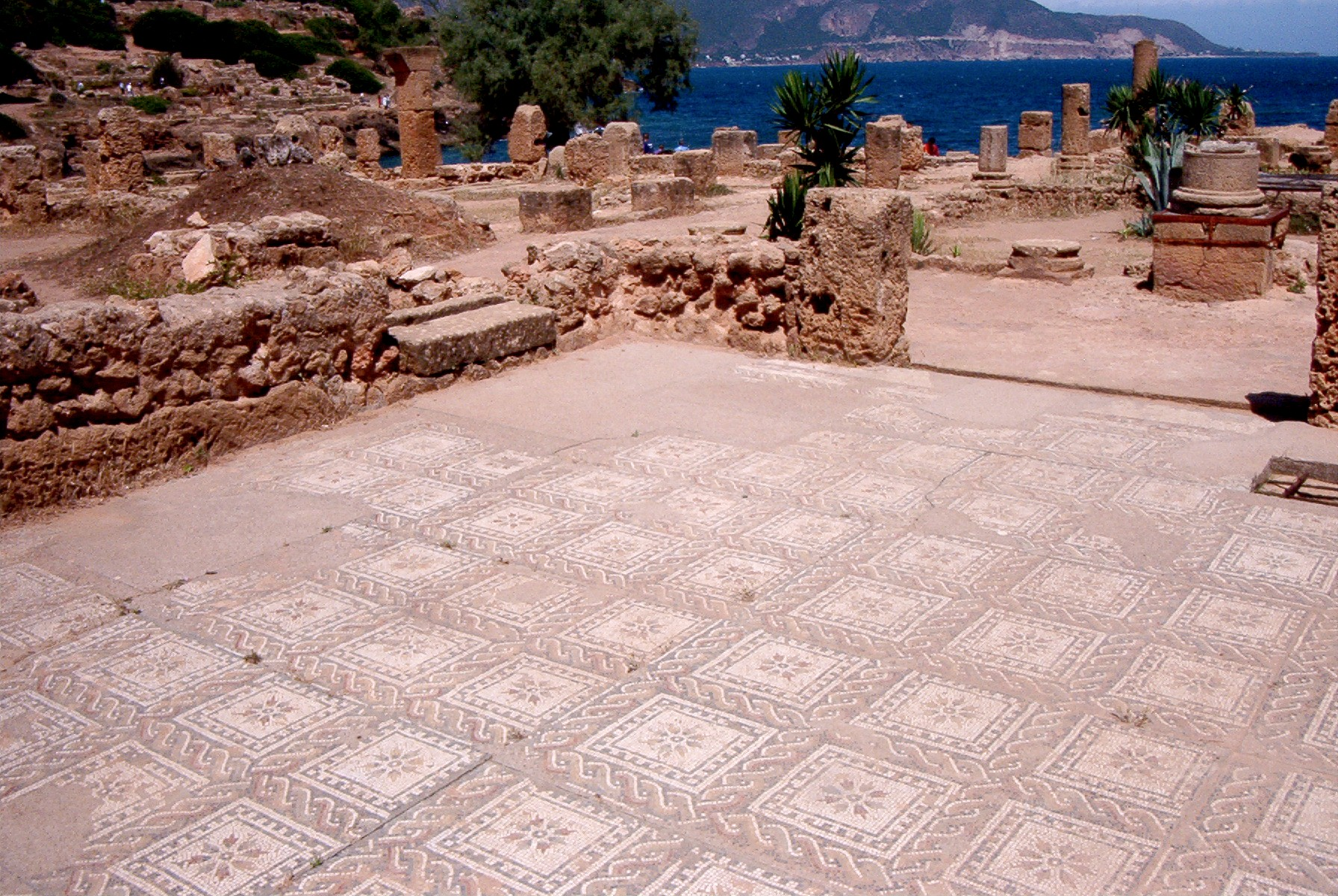
Tipasa.
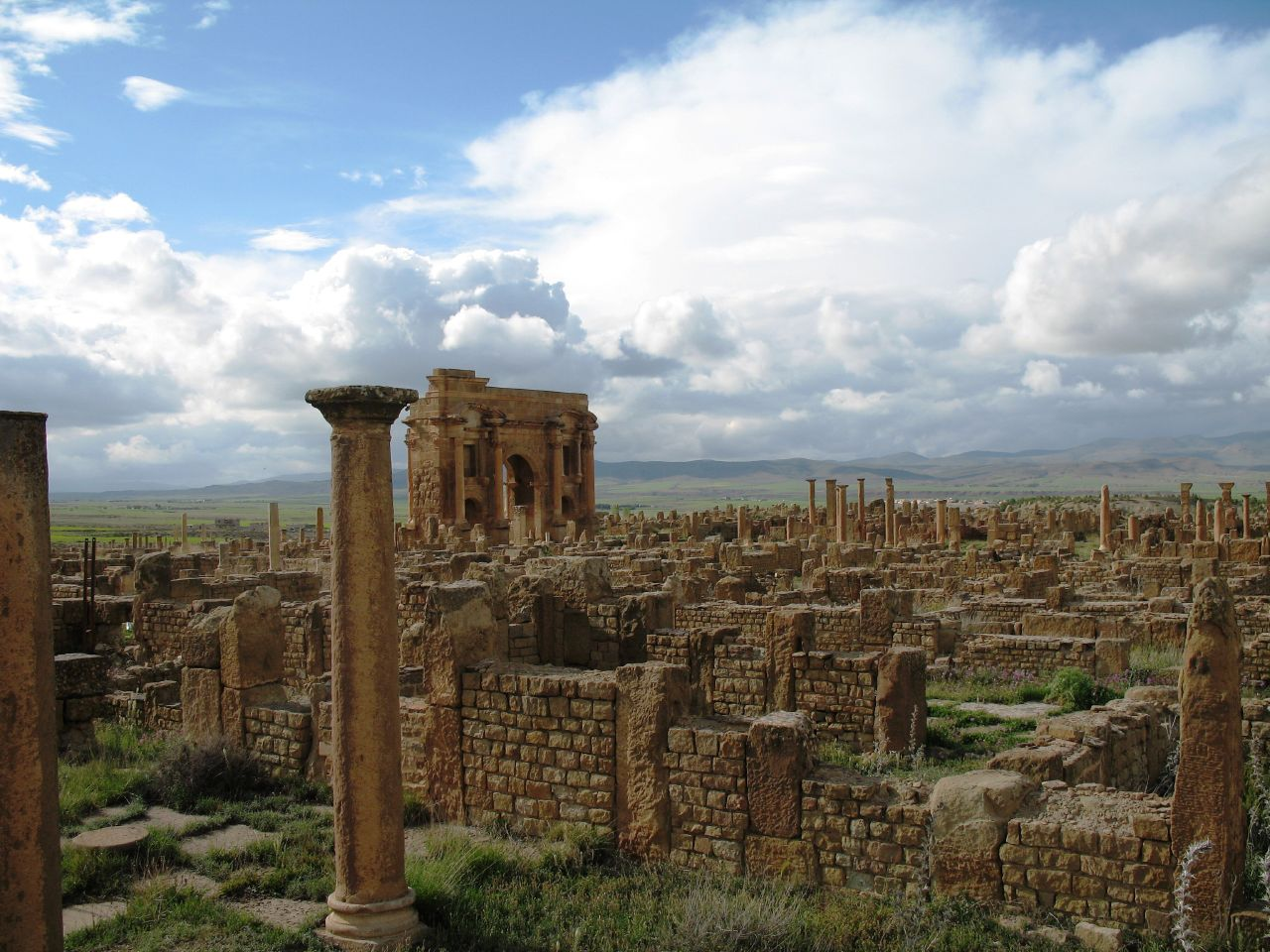
Timgad.
Vallée du M'Zab.
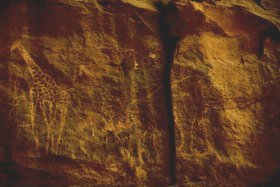
Tassili n'Ajjer.
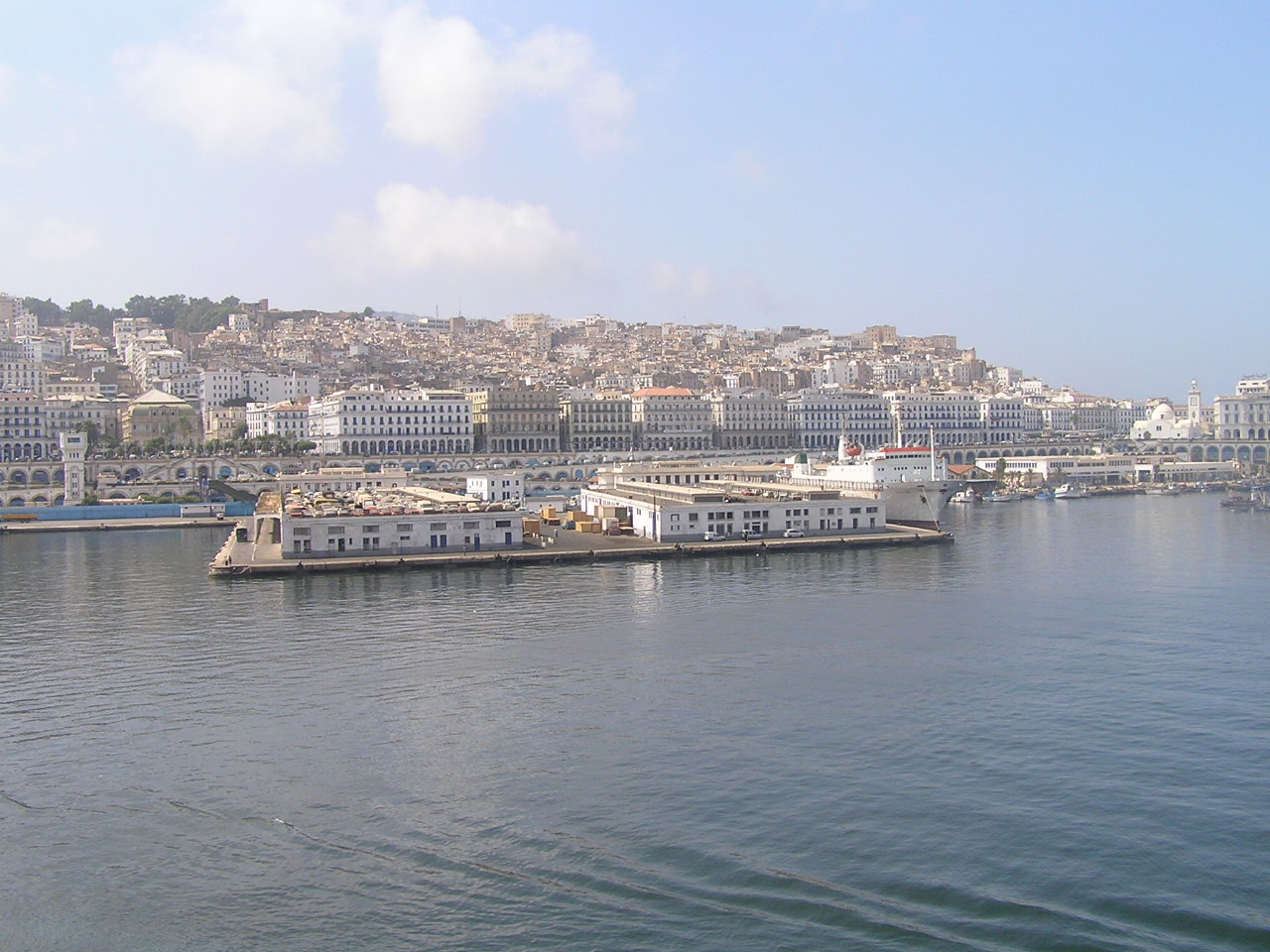
La casbah d'Alger.

### Angola
- 2017 - Culturel - Mbanza Kongo, vestiges de la capitale de l’ancien Royaume du Kongo.

### Bénin
- 1985 - Culturel - Musée historique d'Abomey.

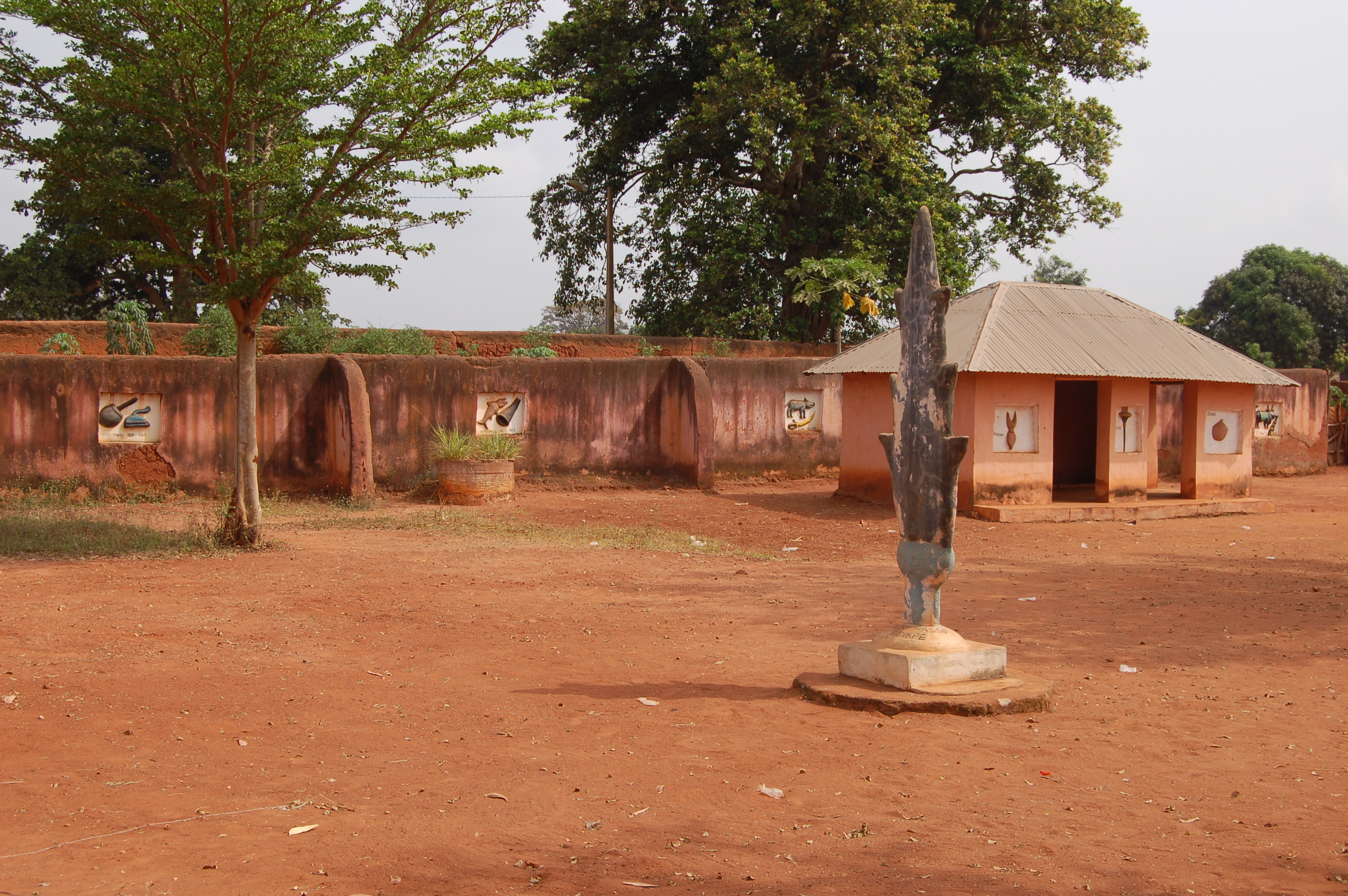
Musée historique d'Abomey

### Botswana
- 2001 - Culturel - Tsodilo.
- 2014 - Naturel - Delta de l'Okavango.

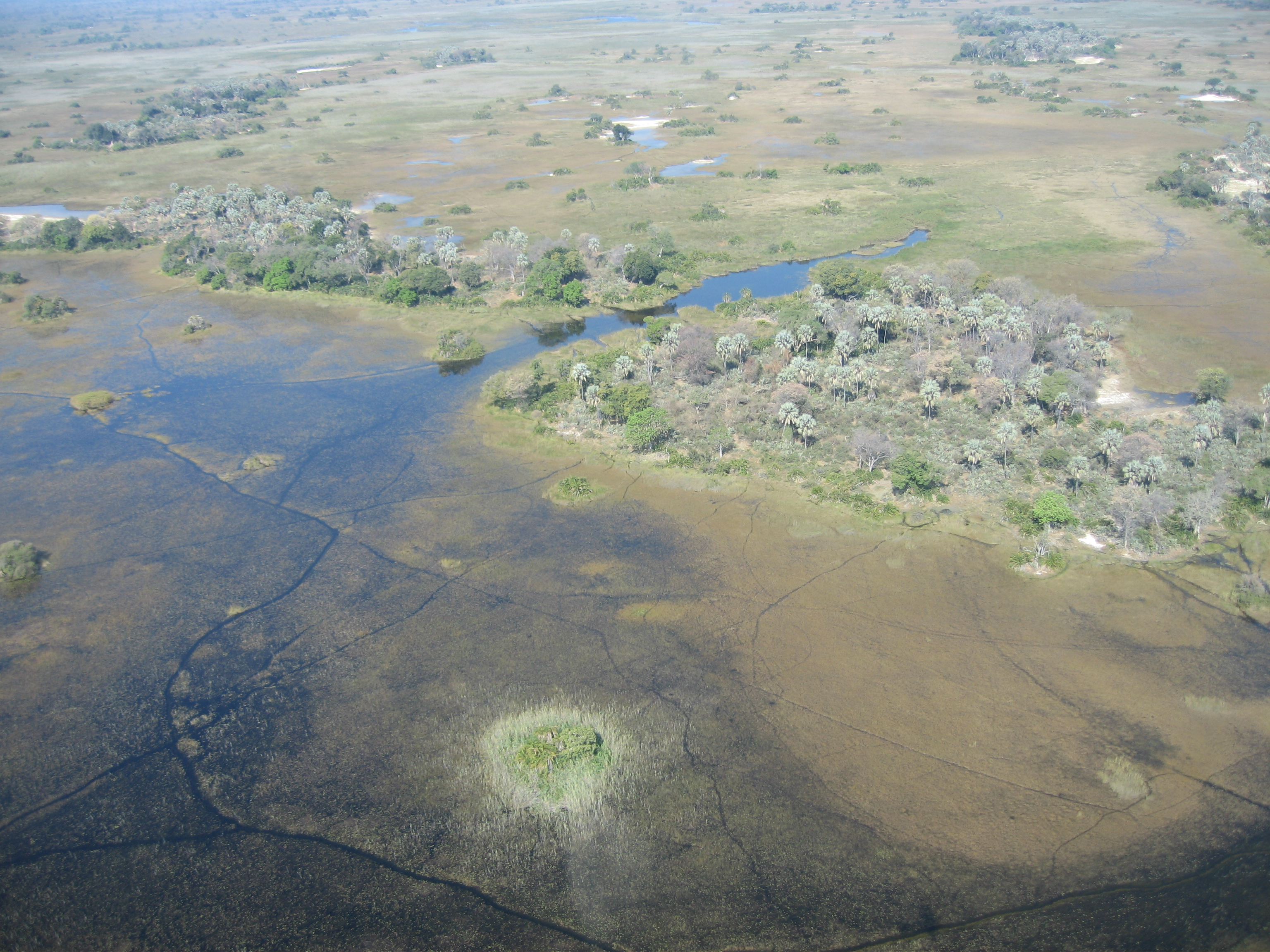
Le Delta de l'Okavango
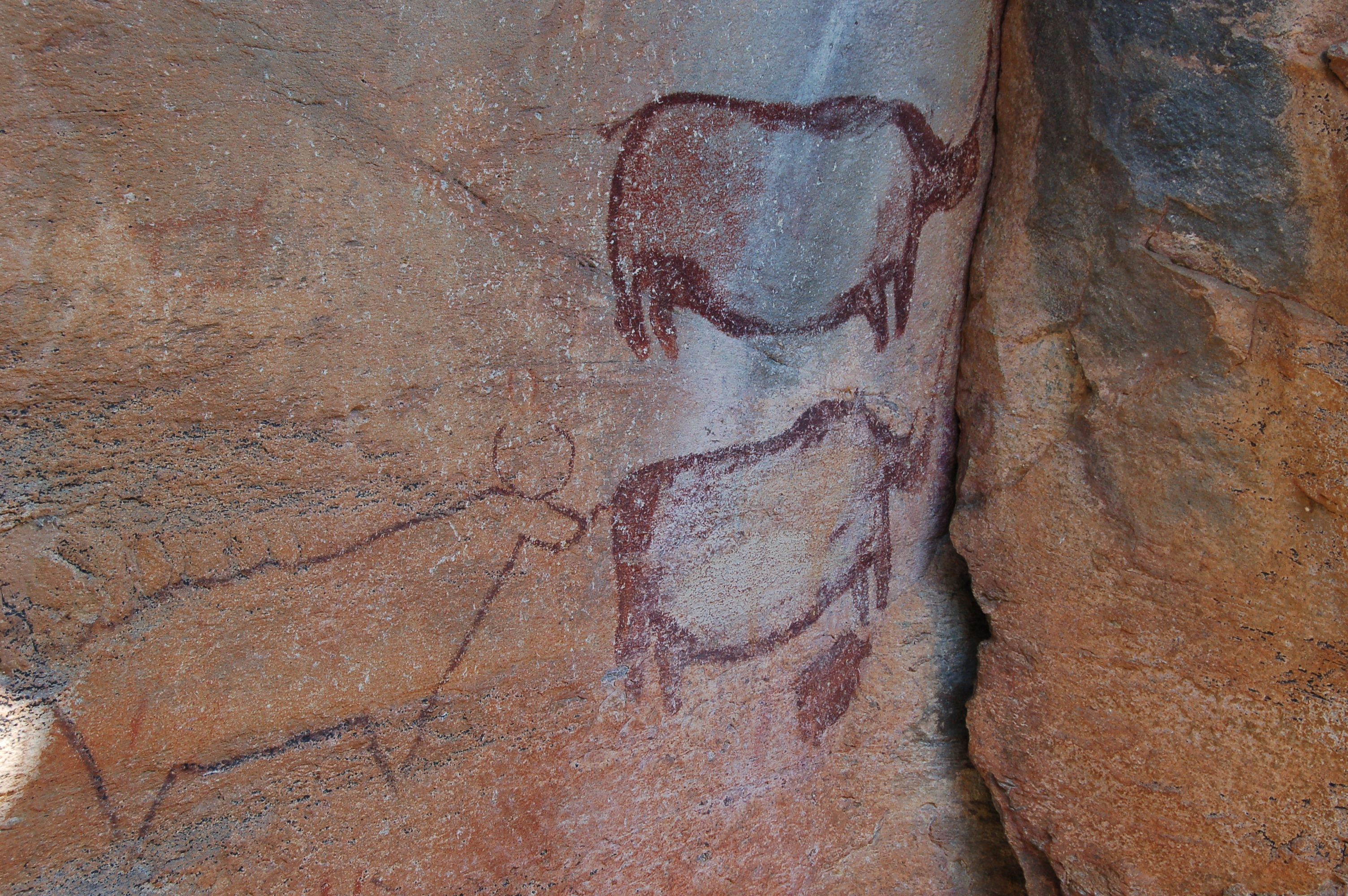
Site archéologique Tsodilo

### Burkina Faso
- 2009 - Culturel - Ruines de Loropéni.
- 2019 - Culturel - Sites de métallurgie ancienne du fer du Burkina Faso.
- 2024 - Culturel - Cour royale de Tiébélé[12].

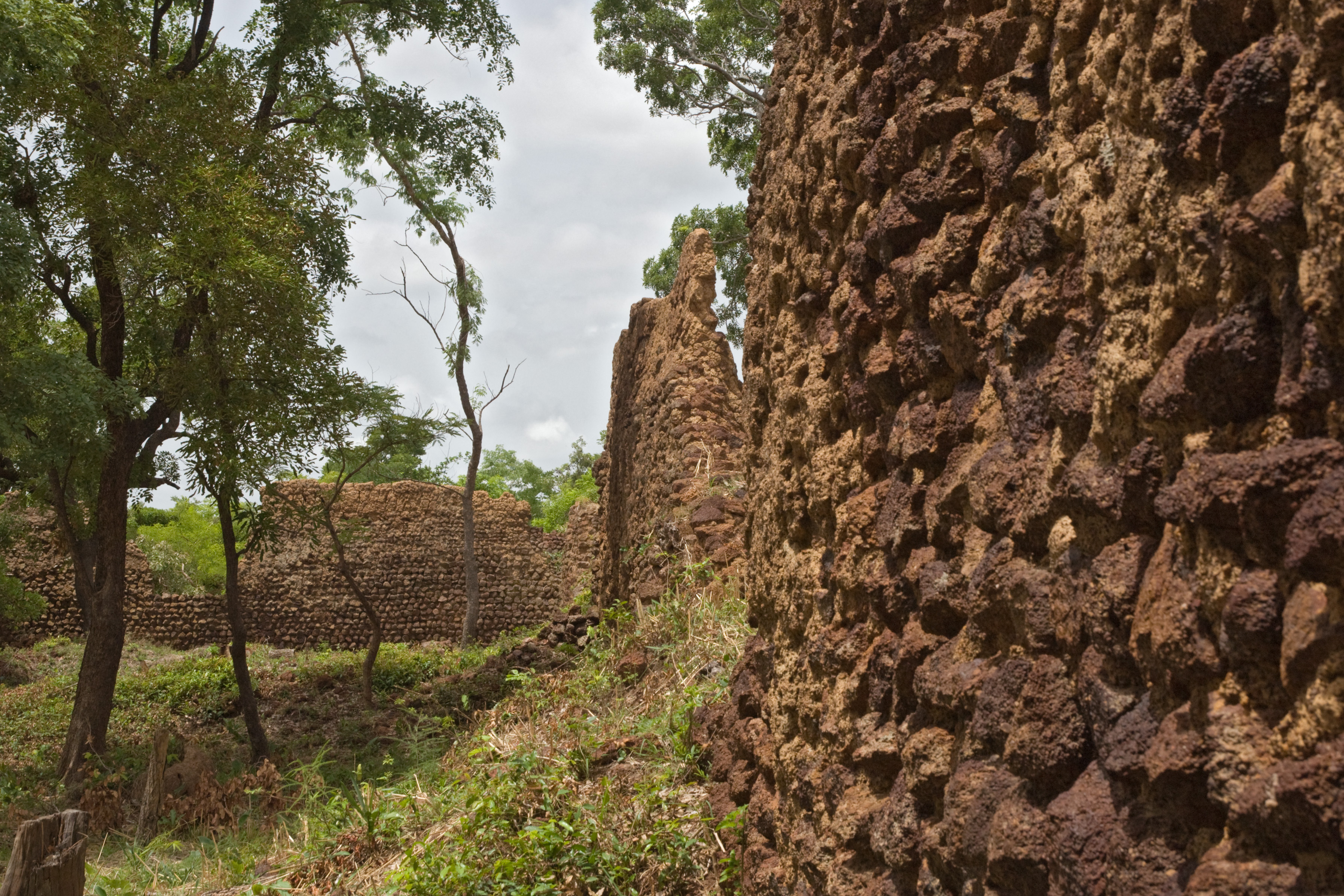
Ruines de Loropéni
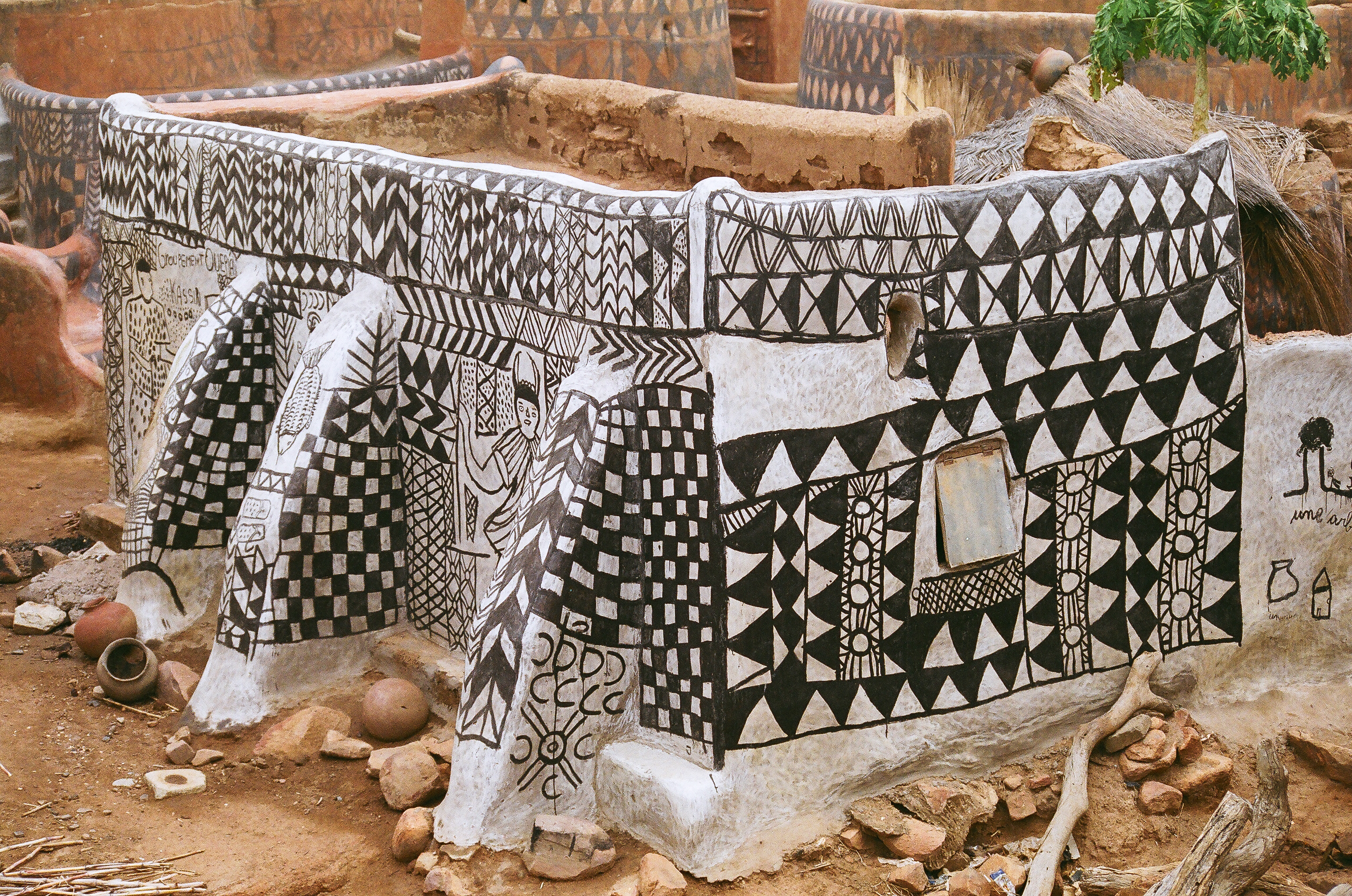
maison de la cour royale de Tiébélé

### Cameroun
- 1987 - Naturel - Réserve de faune du Dja.

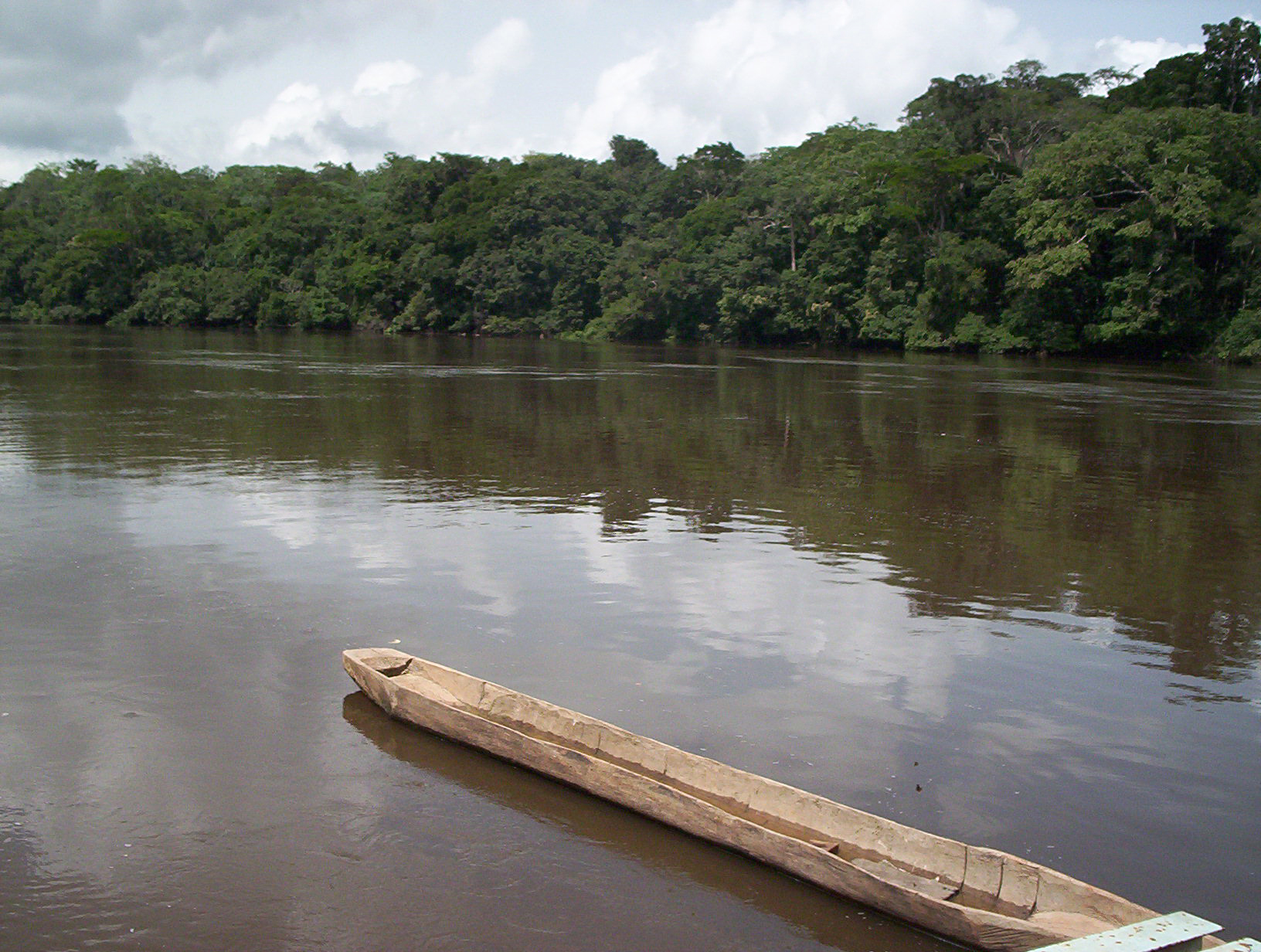
Réserve de faune du Dja

### Cameroun*,République centrafricaine*,République du Congo*
- 2012 - Naturel - Trinational de la Sangha.

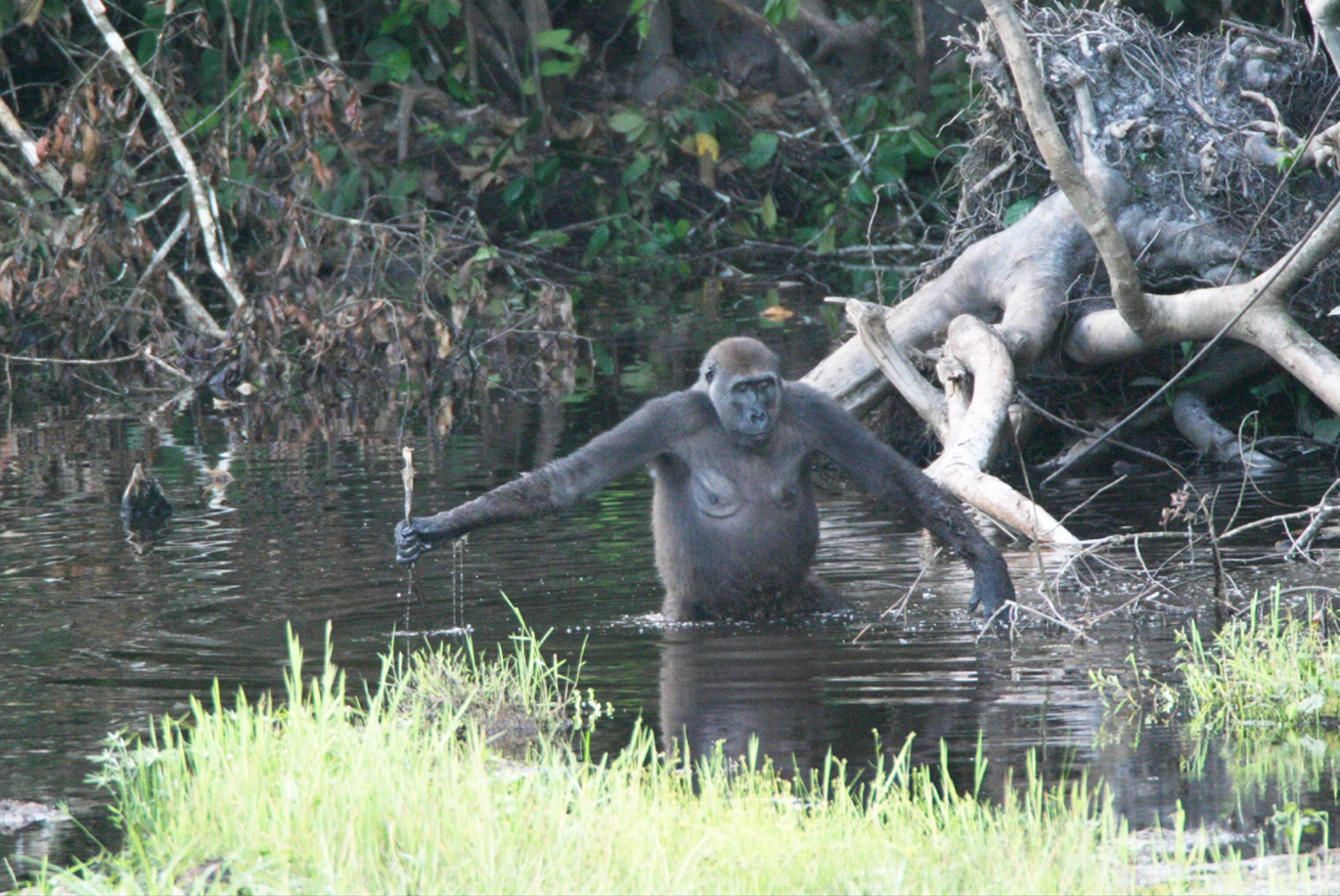
Trinational de la Sangha

### Cap-Vert
- 2009 - Culturel - Cidade Velha.

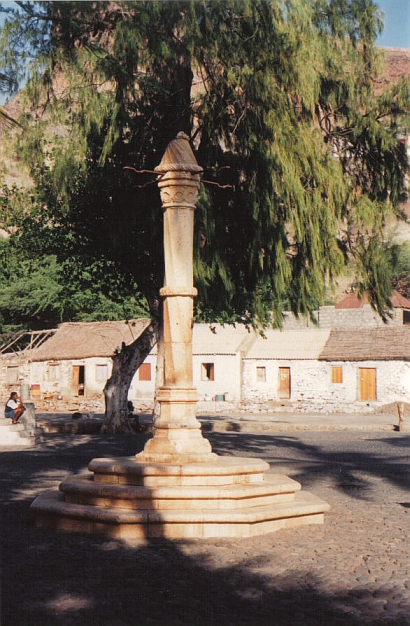
Cidade Velha

### République centrafricaine
- 1988 - Naturel - Parc national du Manovo-Gounda St. Floris †.

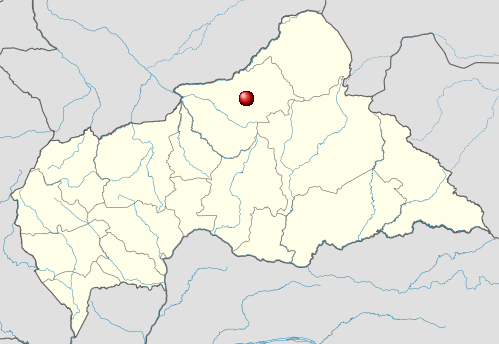
Parc national du Manovo-Gounda St. Floris
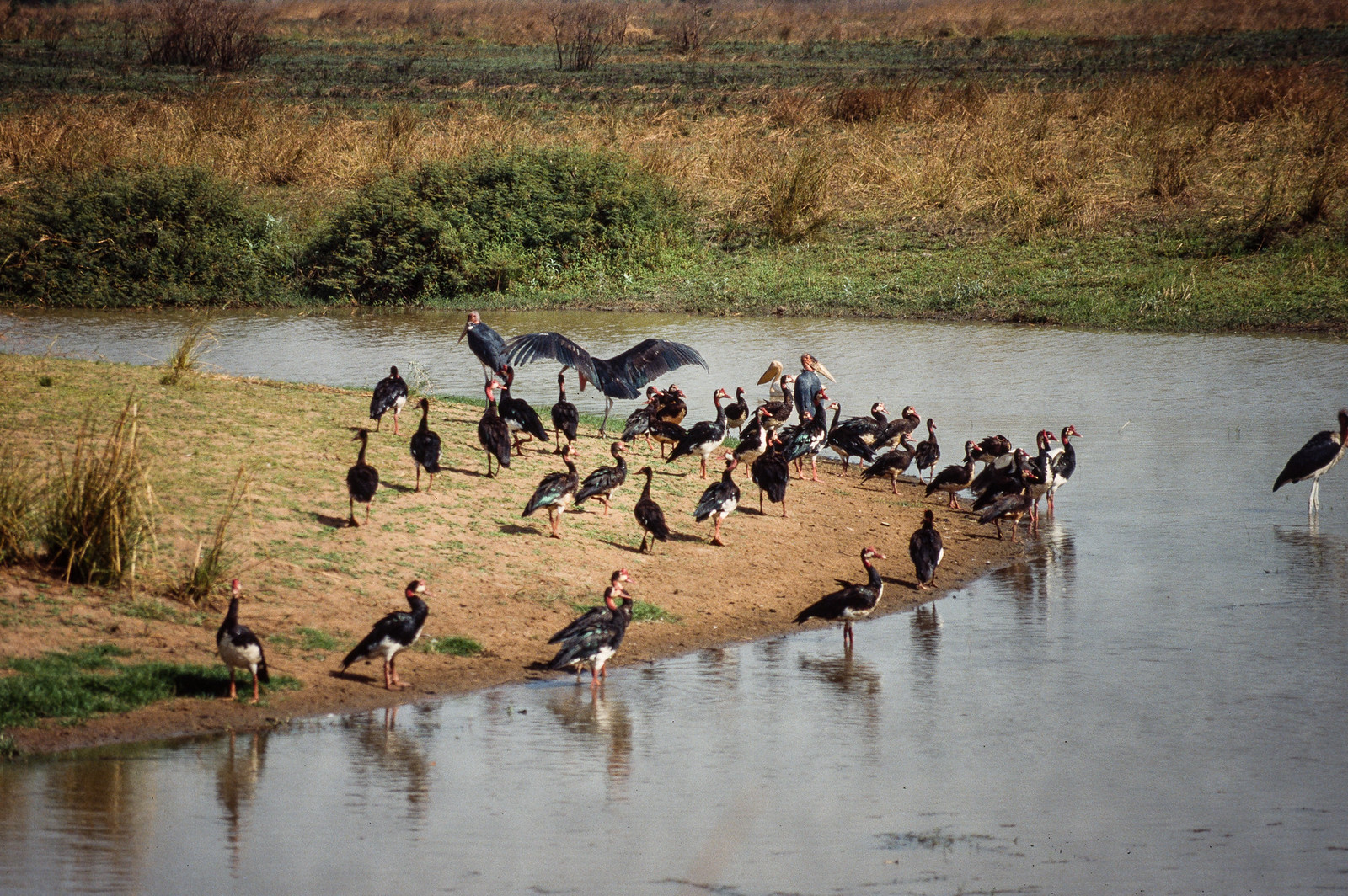
un groupe d'oiseaux dans le parc national de Manovo-Gounda

### Côte d'Ivoire
- 1982 - Naturel - Parc national de Taï.
- 1983 - Naturel - Parc national de la Comoé[13]†.
- 2012 - Culturel - Grand-Bassam.

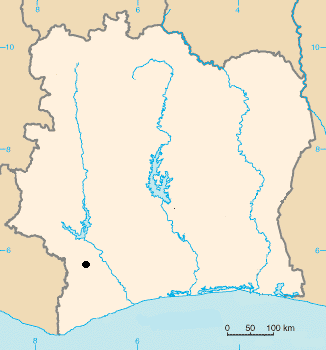
Parc national de Taï
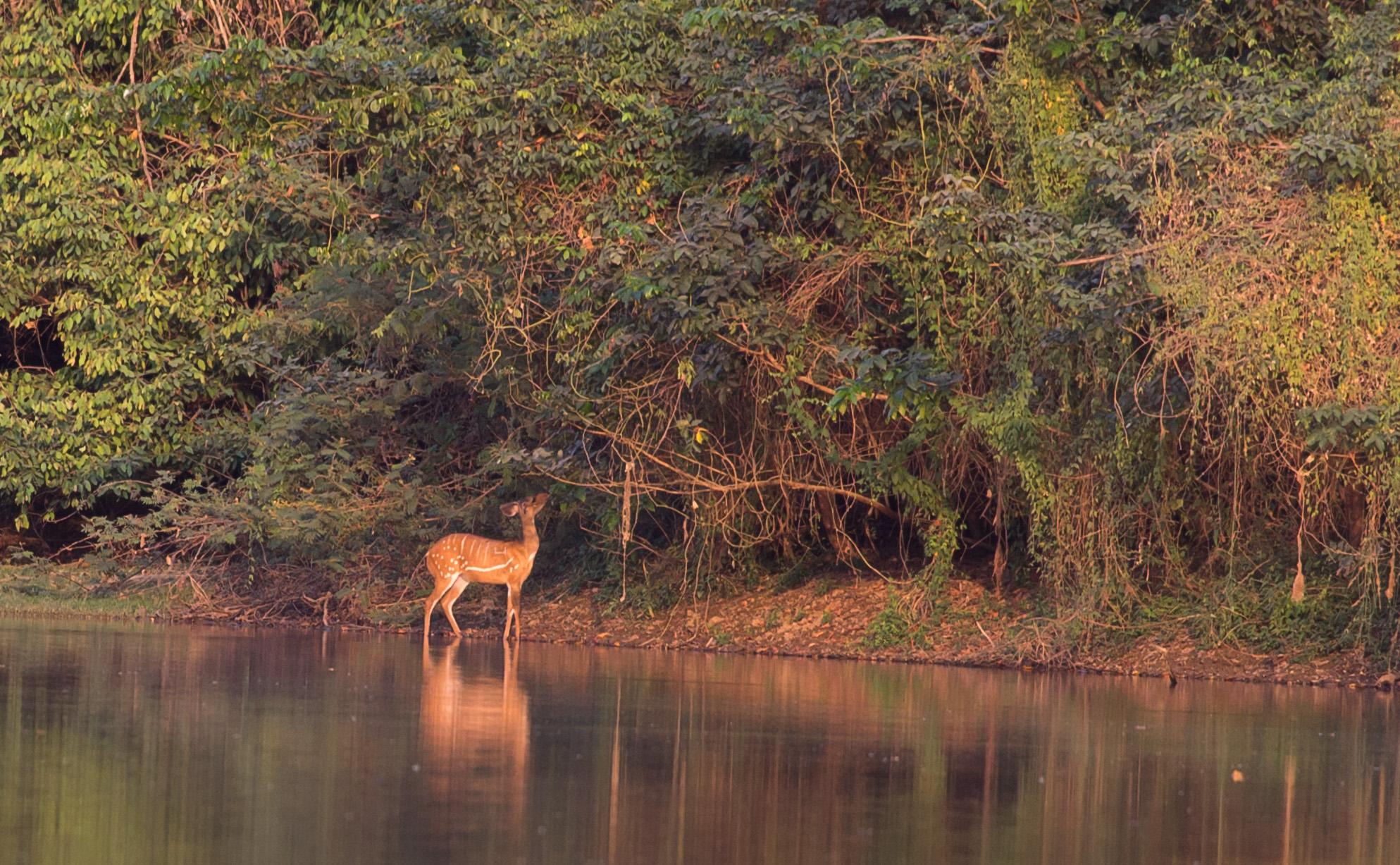
Parc national de la Comoé
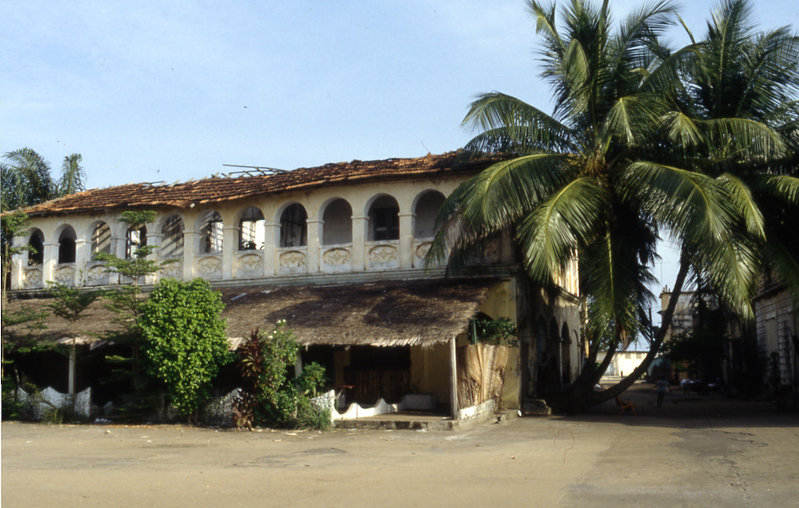
Grand-Bassam

### Côte d'Ivoire*,Guinée*
- 1981 - Naturel - Réserve naturelle intégrale du Mont Nimba †.

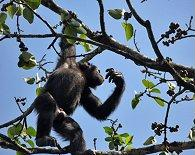
Réserve naturelle intégrale du Mont Nimba

### République démocratique du Congo
- 1979 - Naturel - Parc national des Virunga †
- 1980 - Naturel - Parc national de la Garamba †
- 1980 - Naturel - Parc national de Kahuzi-Biega †
- 1984 - Naturel - Parc national de la Salonga †
- 1996 - Naturel - Réserve de faune à okapis †

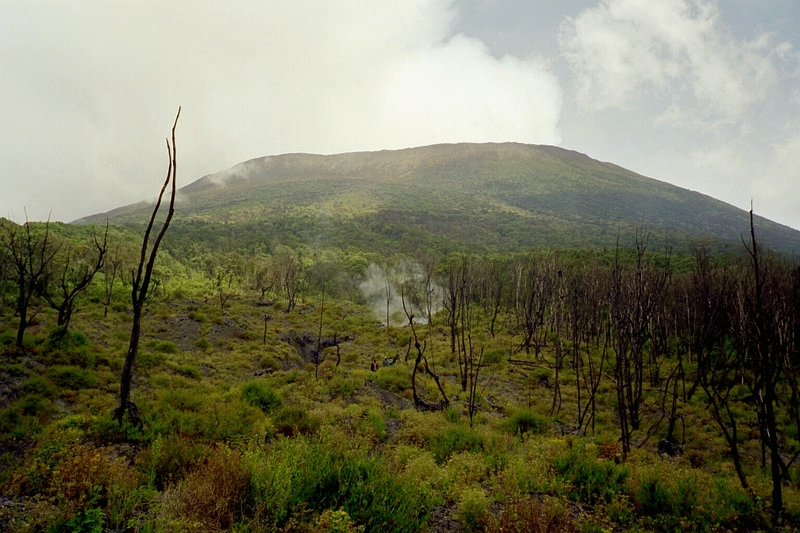
Volcan Nyiragongo, dans le parc des Virunga
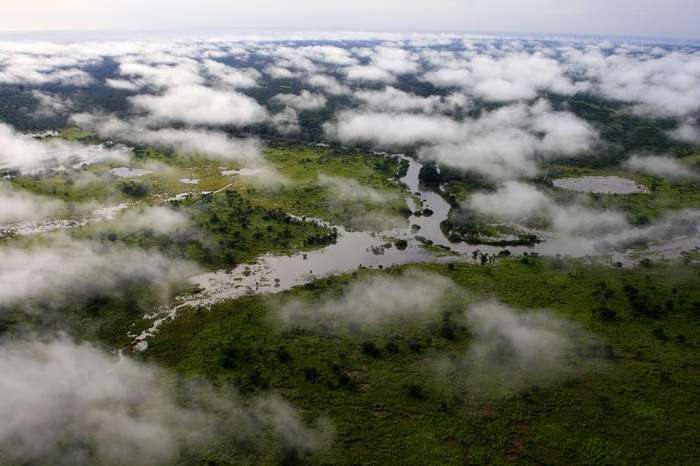
Parc national de Garamba
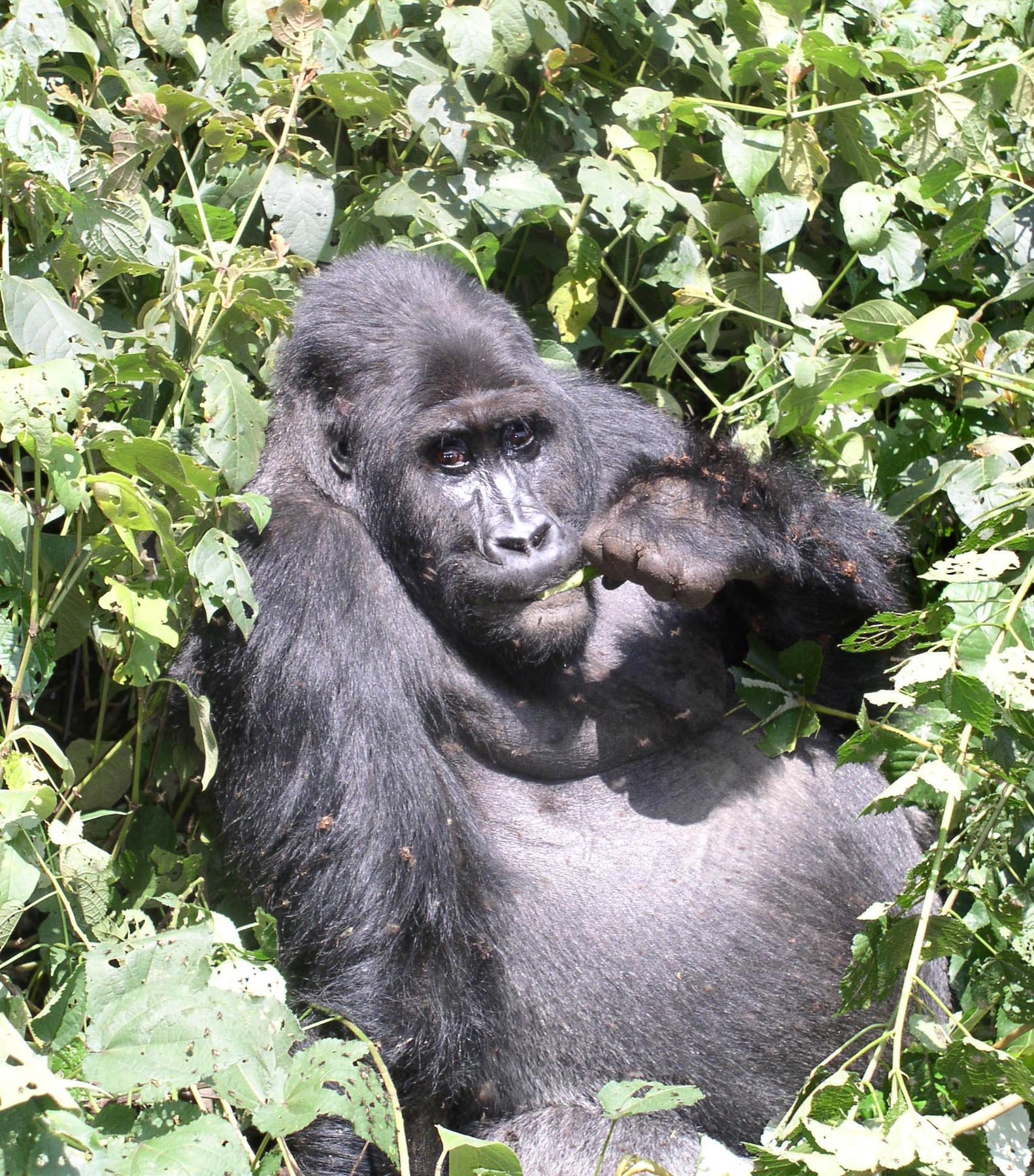
Gorille dans le parc national de Kahuzi-Biega
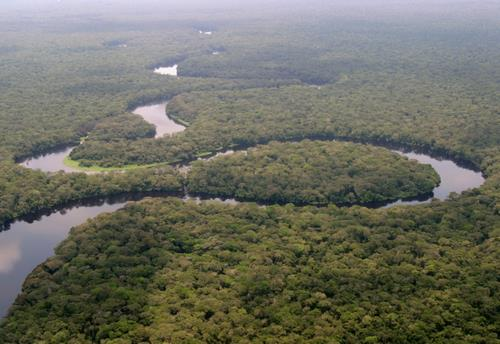
La rivière Lulilaka dans le parc national de Salonga en 2005
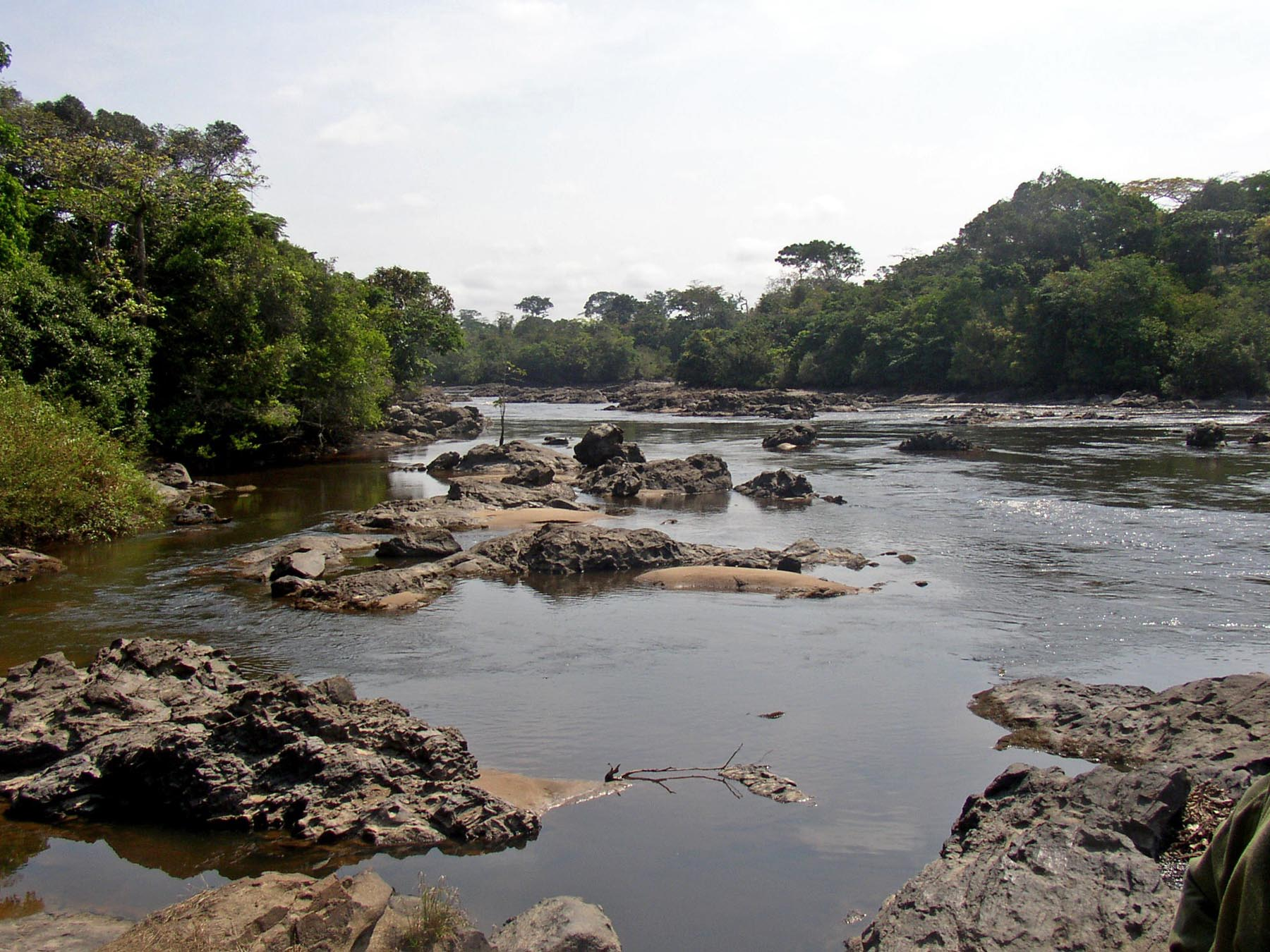
Réserve des faunes à Okapi

### Égypte
- 1979 - Culturel - Abu Mena †
- 1979 - Culturel - Monuments nubiens
- 1979 - Culturel - Le Caire islamique
- 1979 - Culturel - Nécropole de Gizeh
- 1979 - Culturel - Ancienne Thèbes
- 2005 - Naturel - Wadi Al-Hitan
- 2002 - Culturel - Région Sainte-Catherine

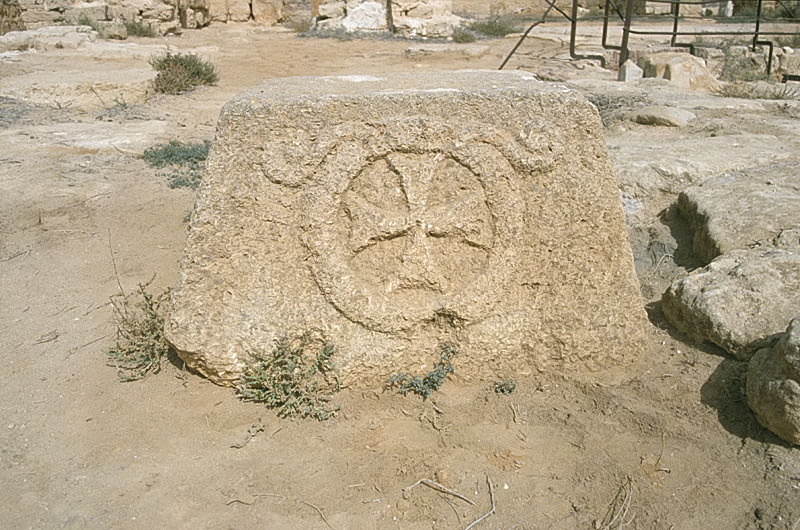
Abu Mena.
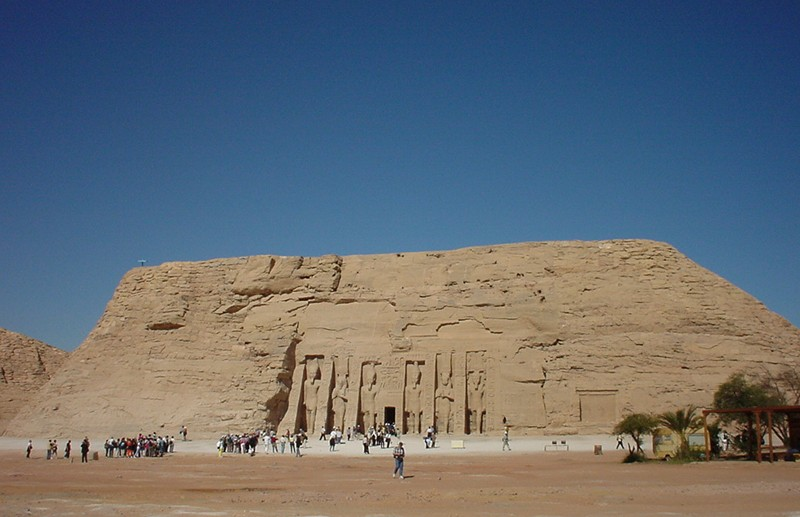
Monuments nubiens.
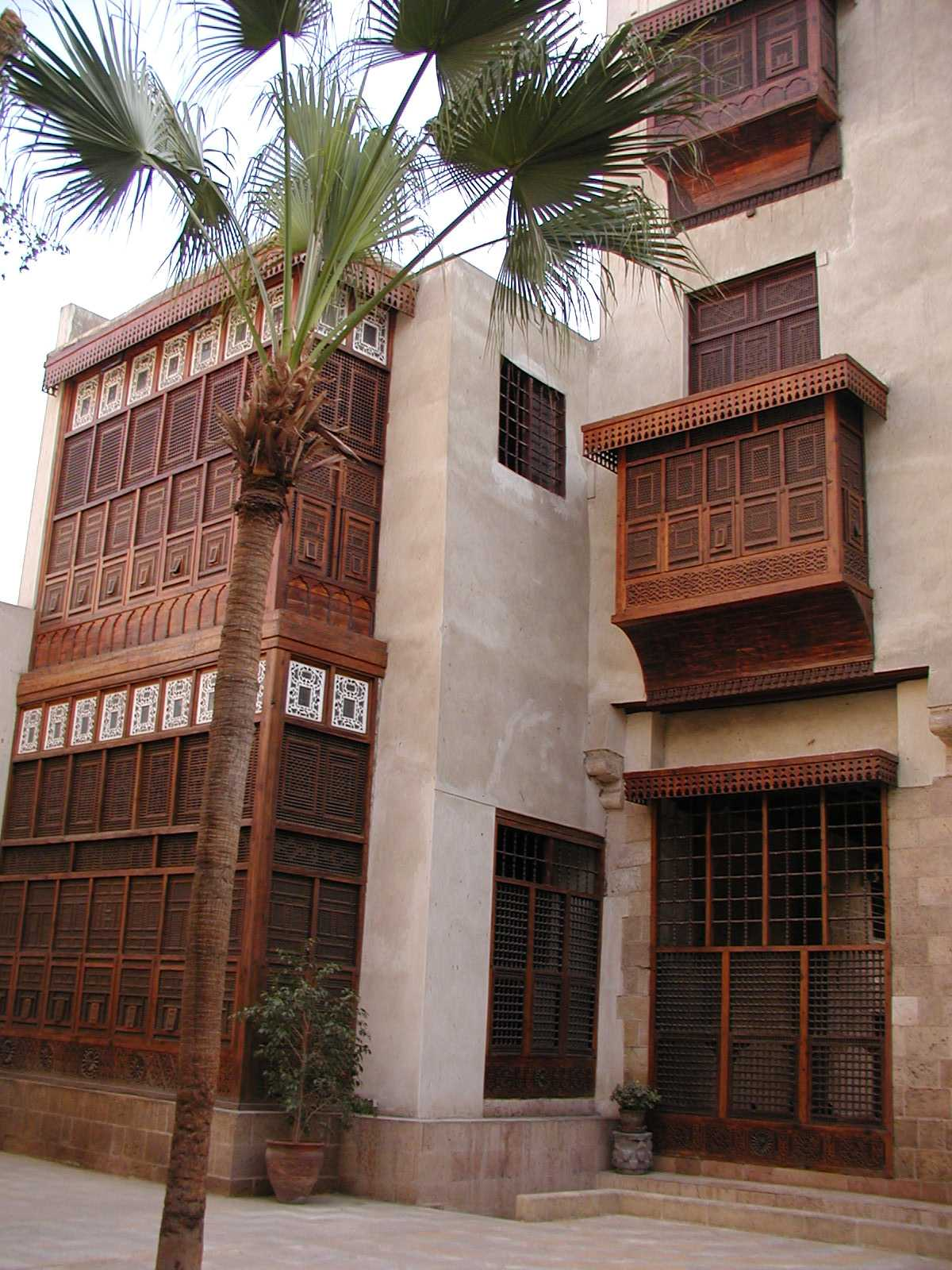
Le Caire islamique.
Fossile de baleine dans le Wadi Al-Hitan.
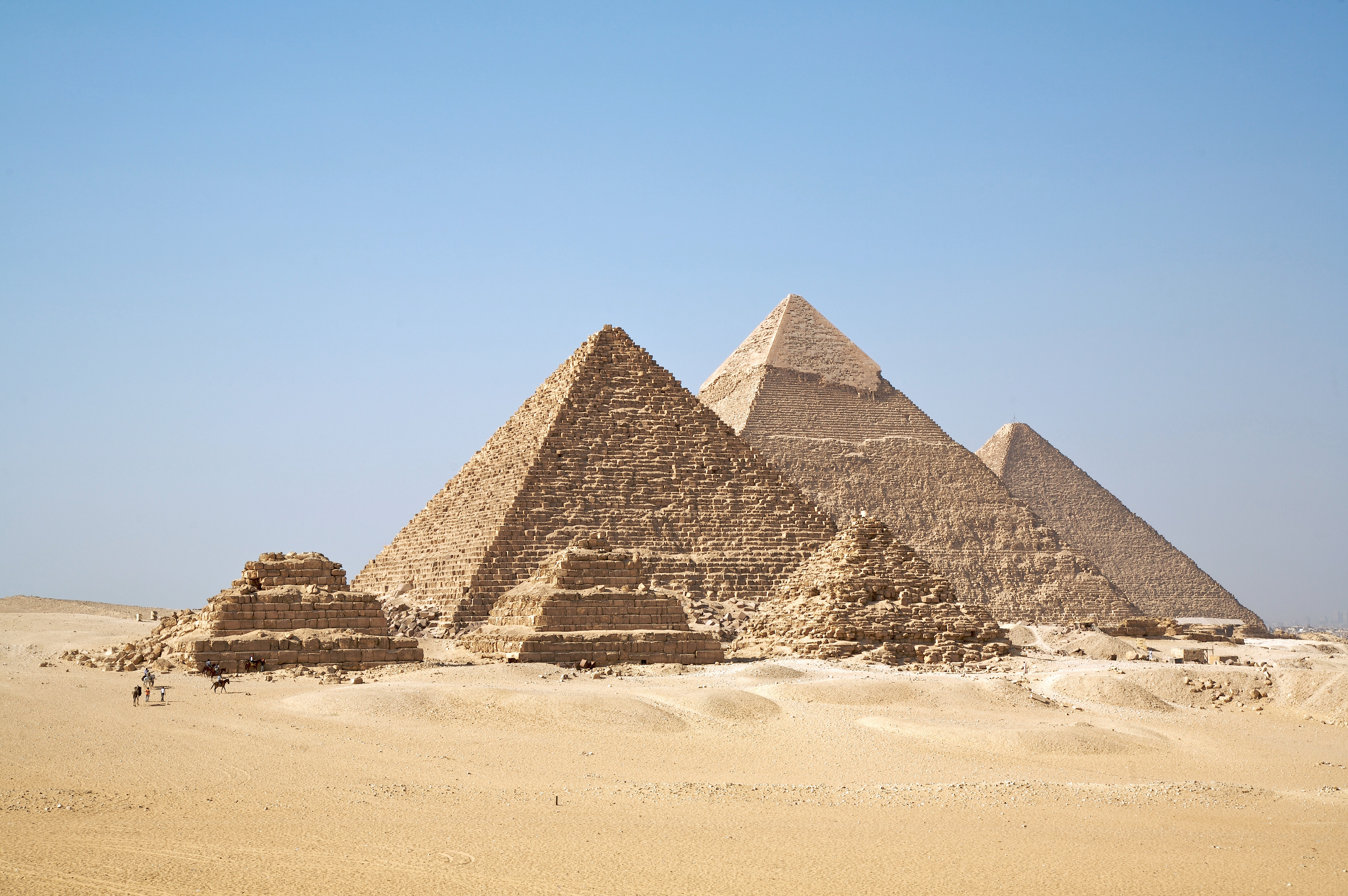
Pyramides de Gizeh.
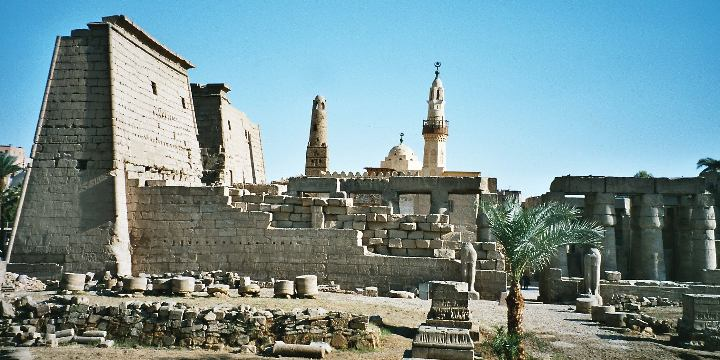
L'ancien Thèbes.
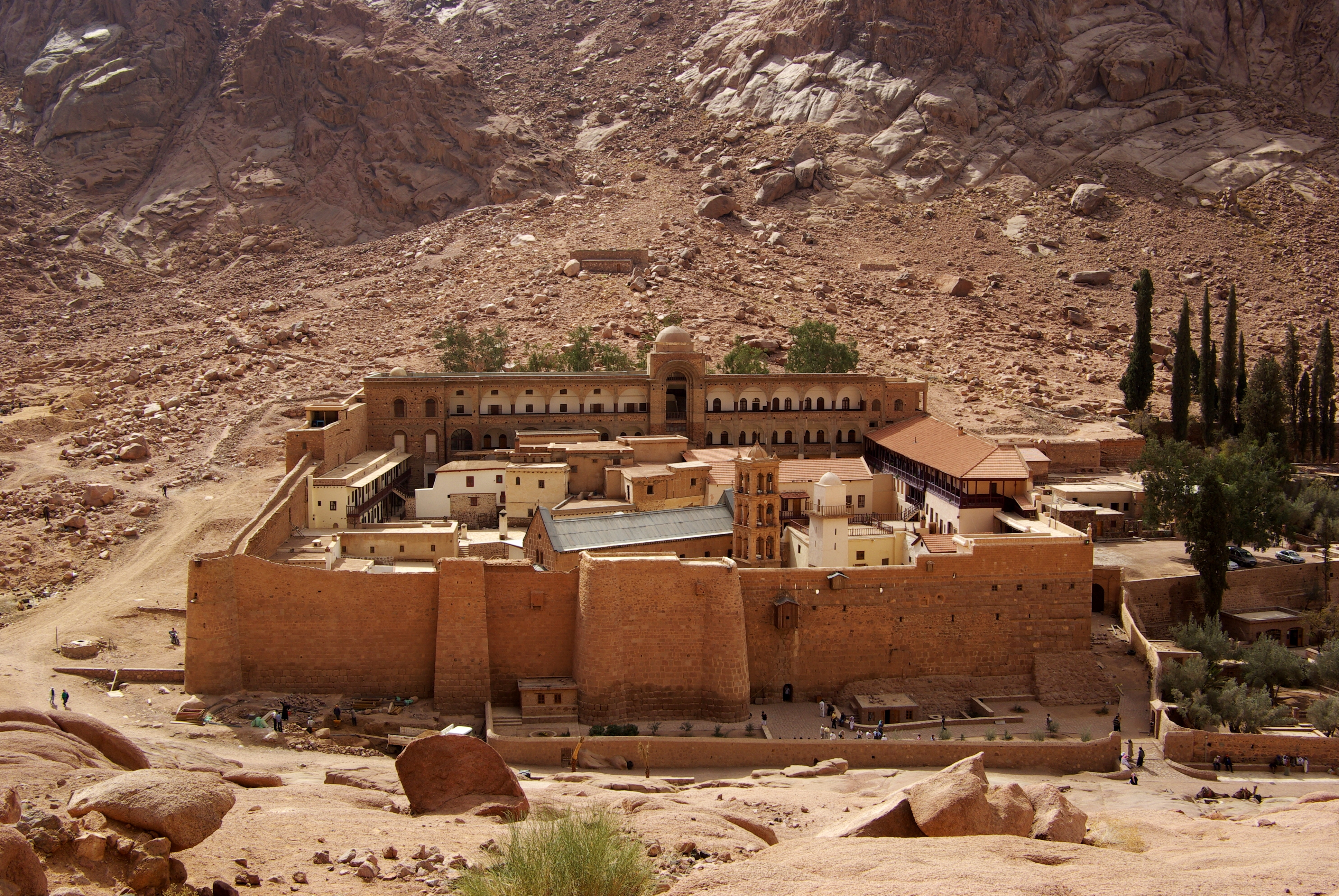
Région Sainte-Catherine.

### Érythrée
- 2017 - Culturel - Asmara

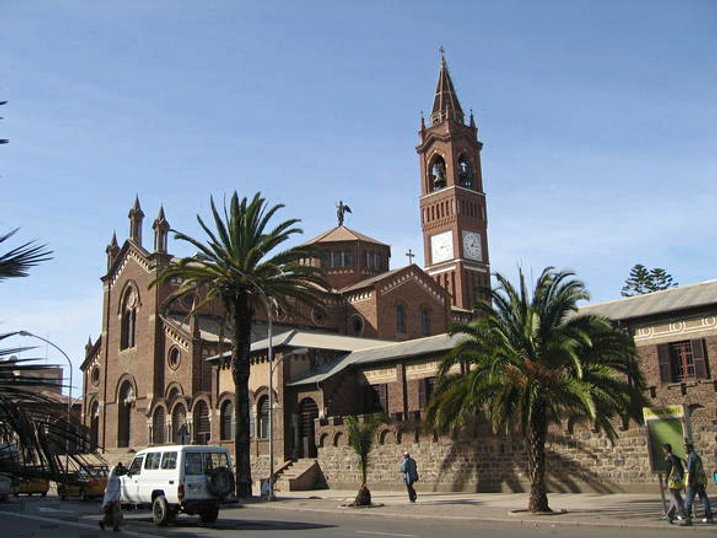
Église Notre-Dame-du-Rosaire à Asmara

### Espagne[note 1], Îles Canaries
- 1986 - Naturel - Parc national de Garajonay
- 1999 - Culturel - San Cristóbal de La Laguna
- 2007 - Naturel - Parc national du Teide
- 2019 - Culturel - Paysage culturel de Risco Caido et montagnes sacrées de Grande Canarie

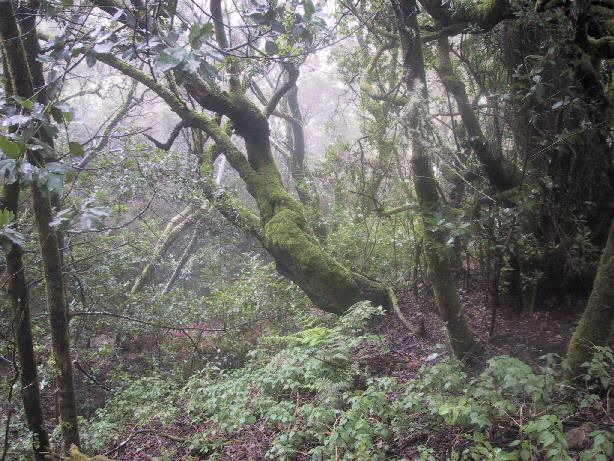
Parc national de Garajonay.
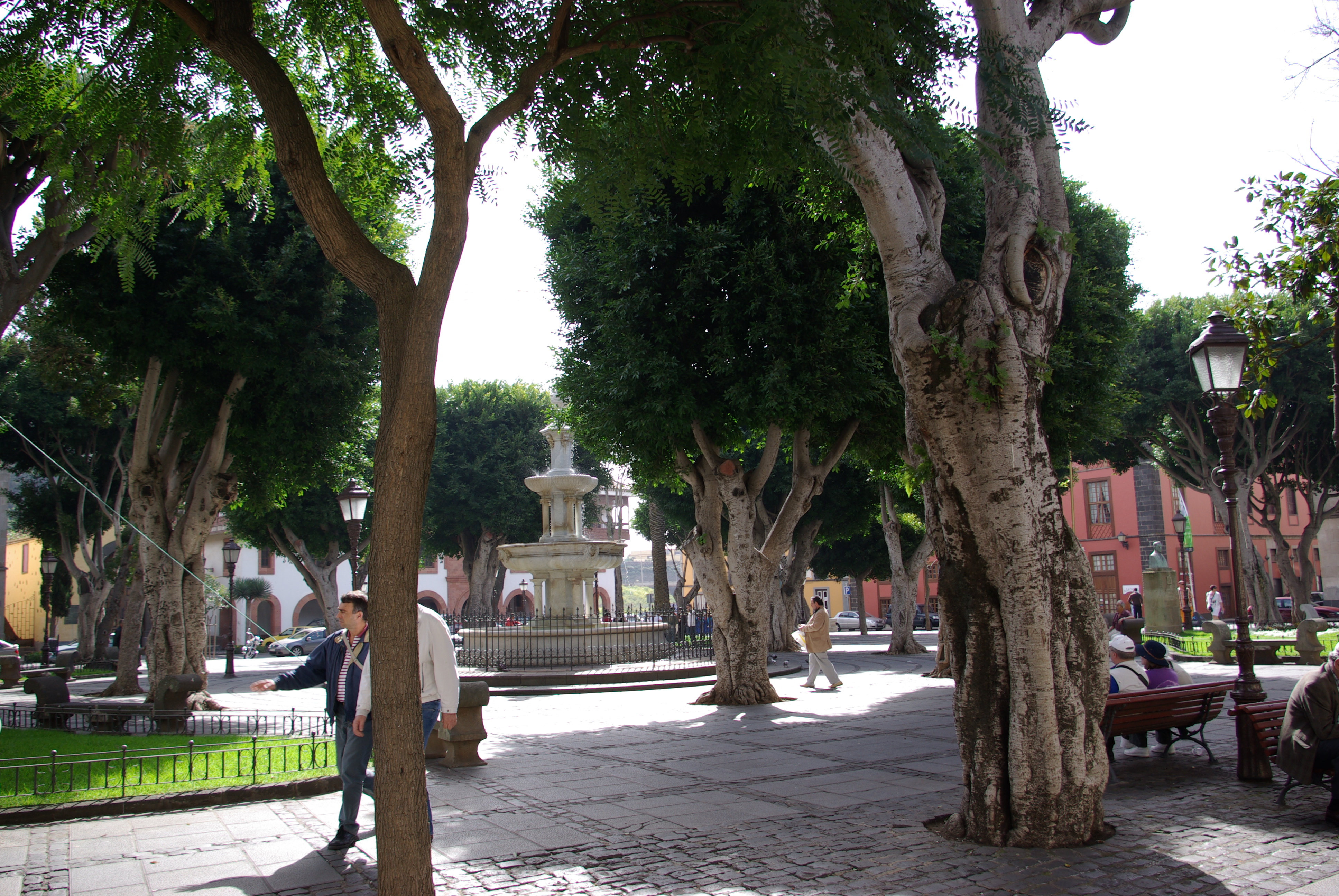
La laguna.
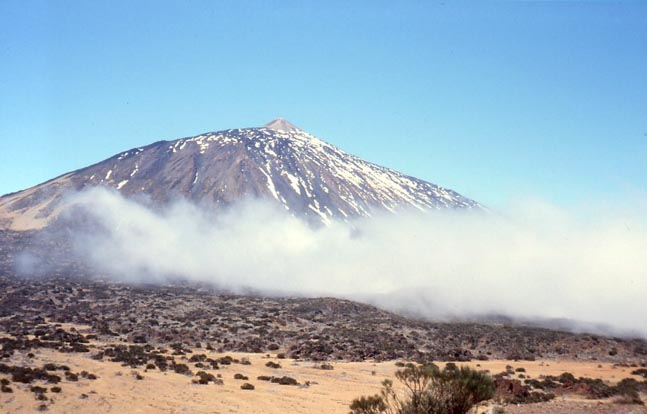
Parc national du Teide.
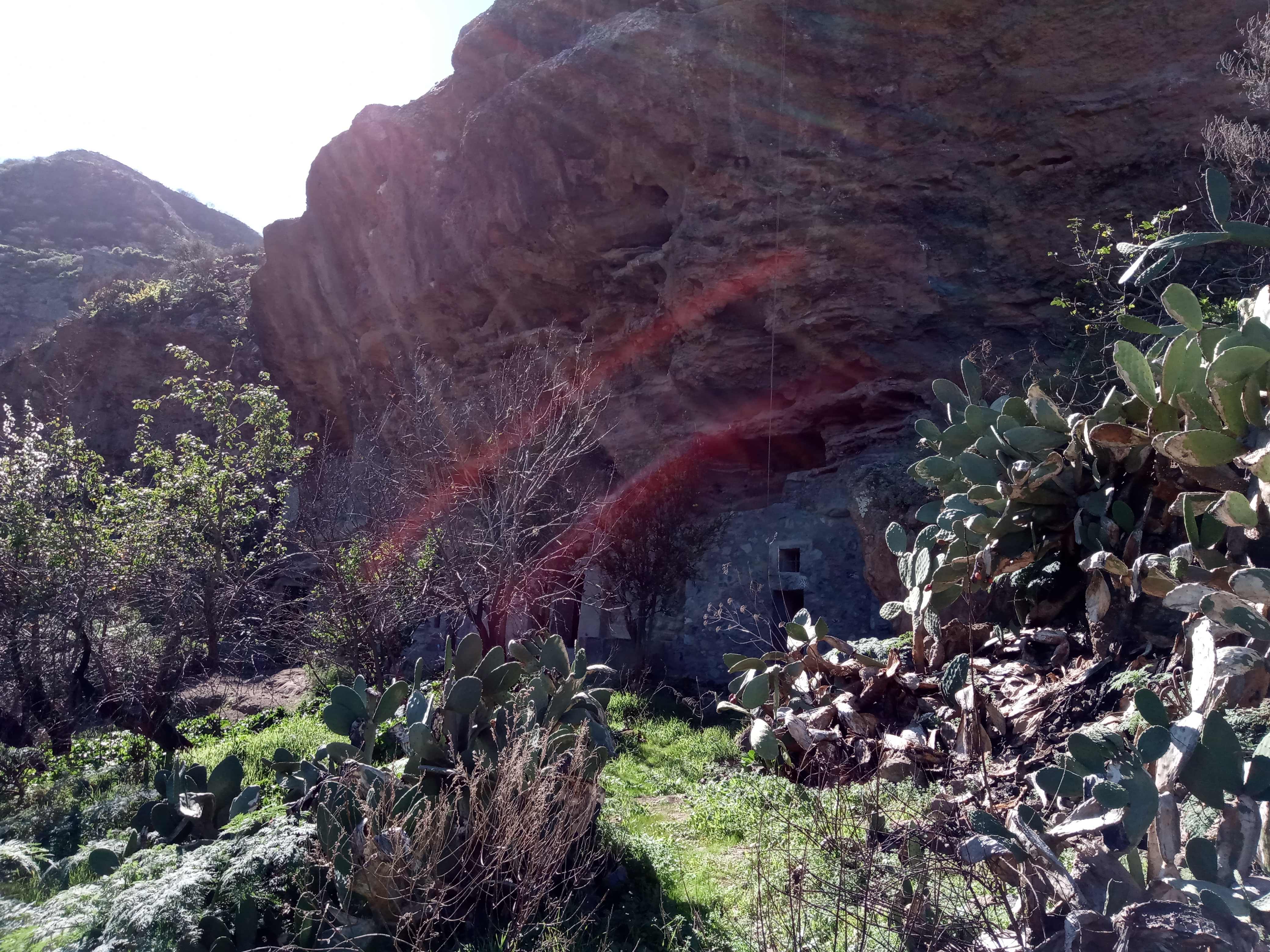
Risco Caído.

### Éthiopie
- 1978 - Culturel - Églises rupestres de Lalibella.
- 1978 - Naturel - Parc national de Semien †
- 1979 - Culturel - Fasil Ghebbi.
- 1980 - Culturel - Basse vallée de l'Awash.
- 1980 - Culturel - Tiya.
- 1980 - Culturel - Basse vallée de l'Omo.
- 1980 - Culturel - Aksum.
- 2006 - Culturel - Harar Jugol.
- 2011 - Culturel - Paysage Culturel du pays Konso.
- 2023 - Culturel - Paysage Culturel du pays gedeo.
- 2023 - Naturel - Parc national des monts Balé.
- 2024 - Culturel - Melka Kontouré et Balchit : sites archéologiques et paléontologiques de la région des hauts plateaux d'Éthiopie.

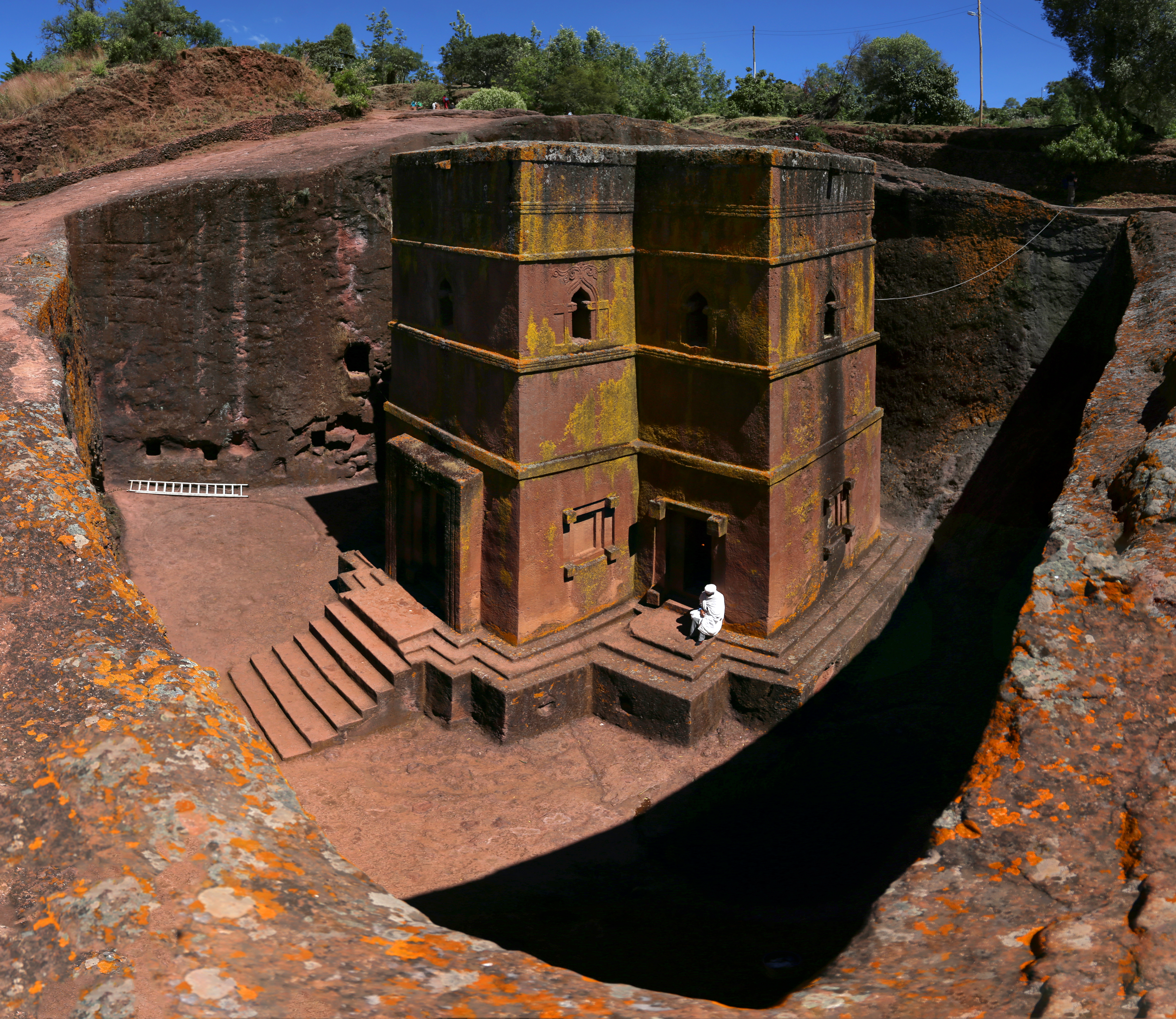
Églises Rock-Hewn
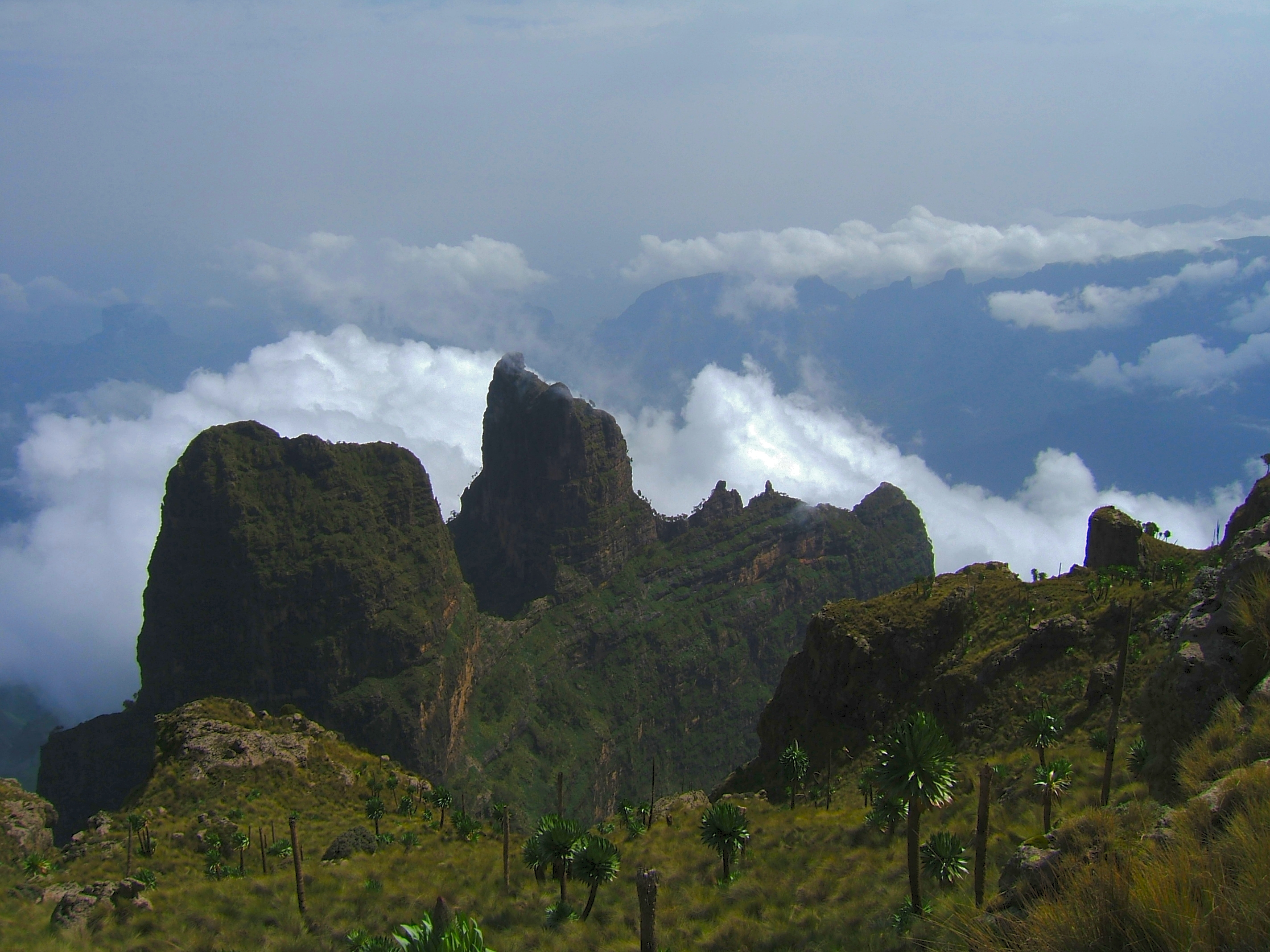
Les montagnes de Simien
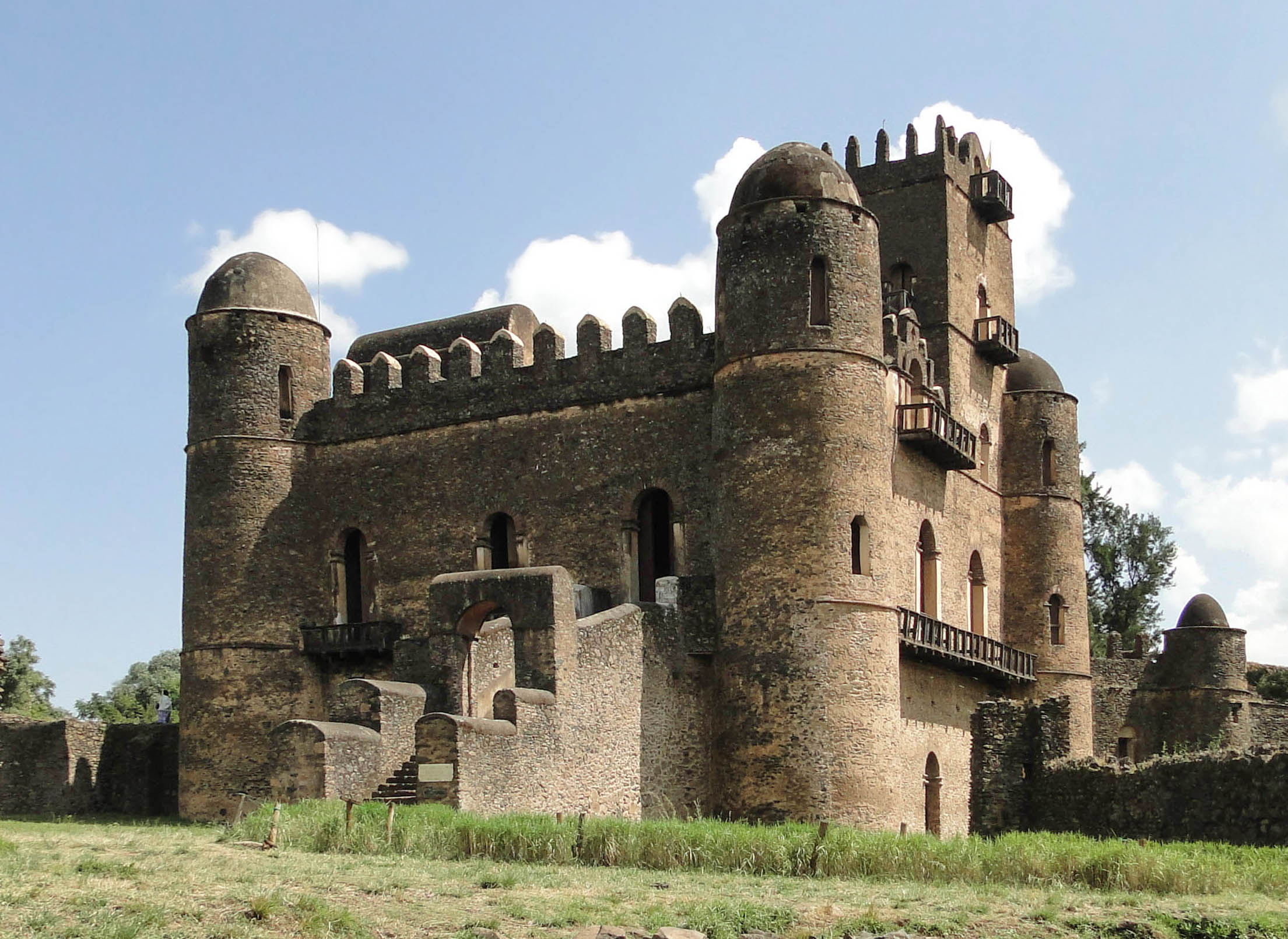
Le palais Fasilides
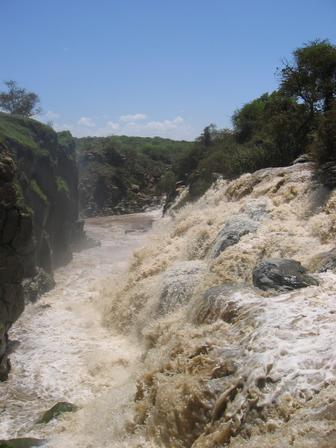
Rivière Awash
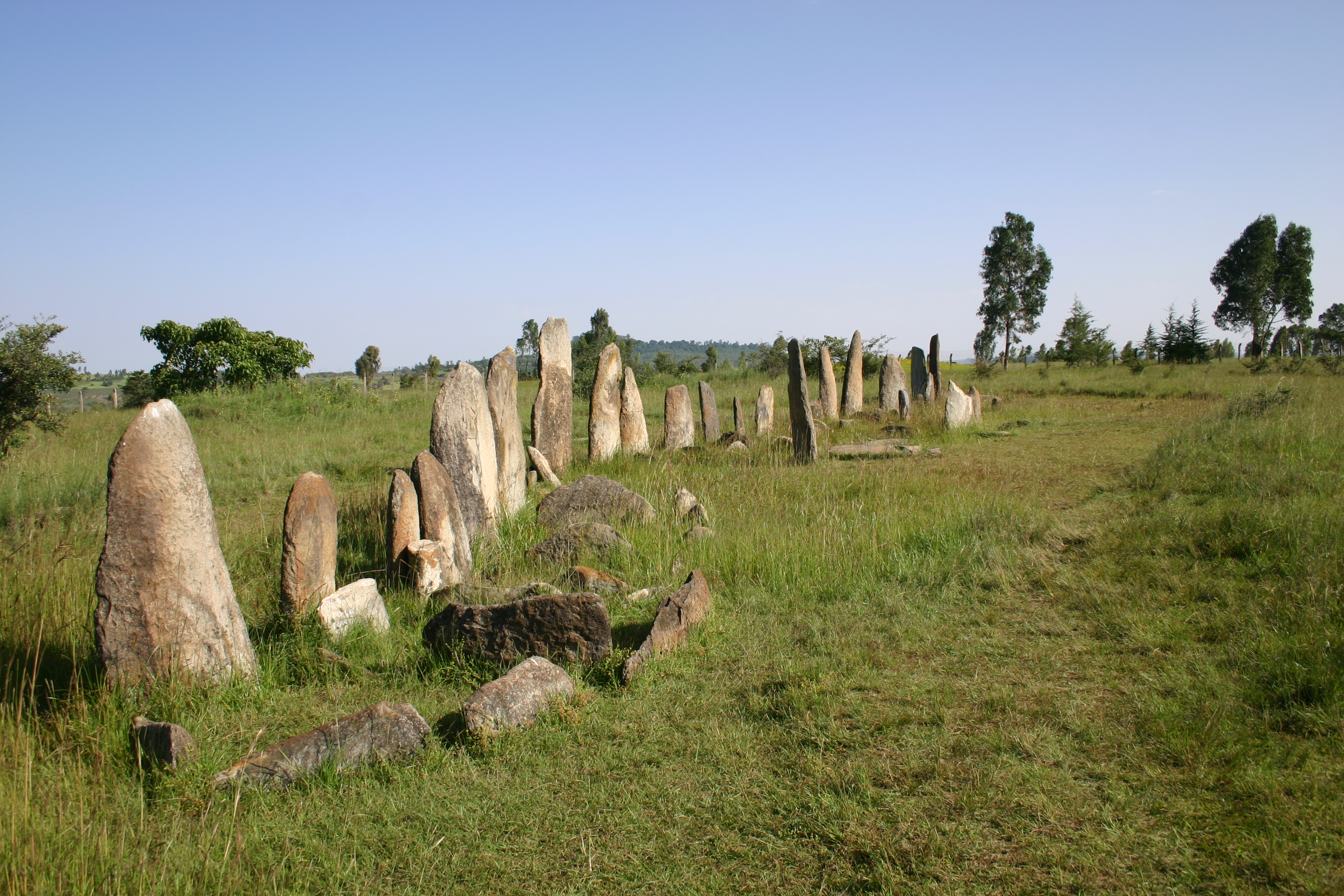
Vue de Tiya
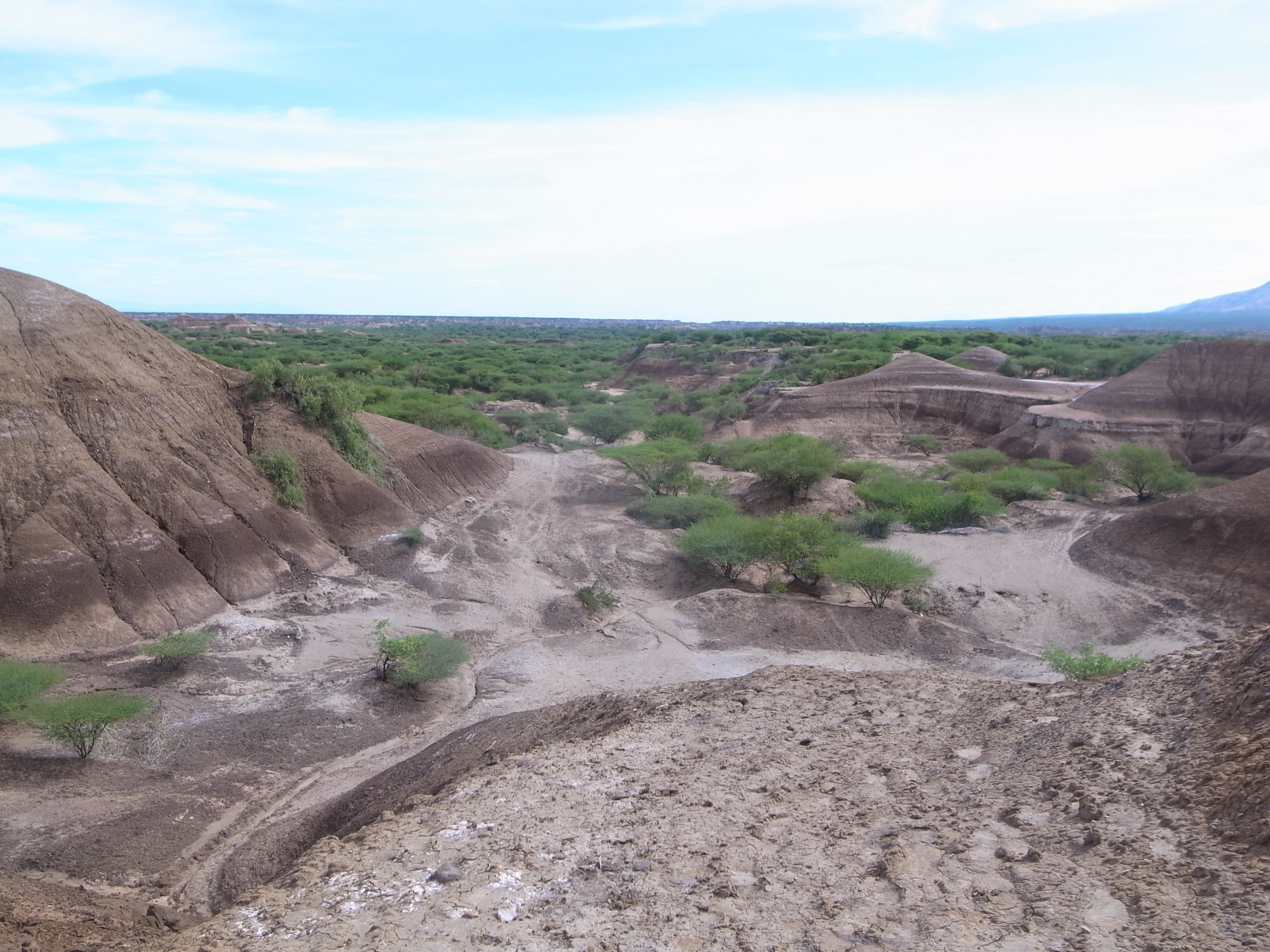
Basse vallée de l'Omo
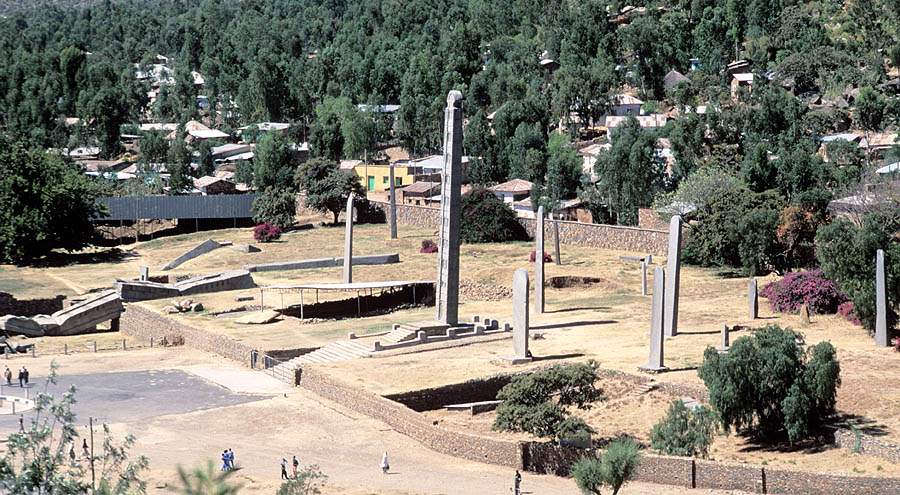
Aksum
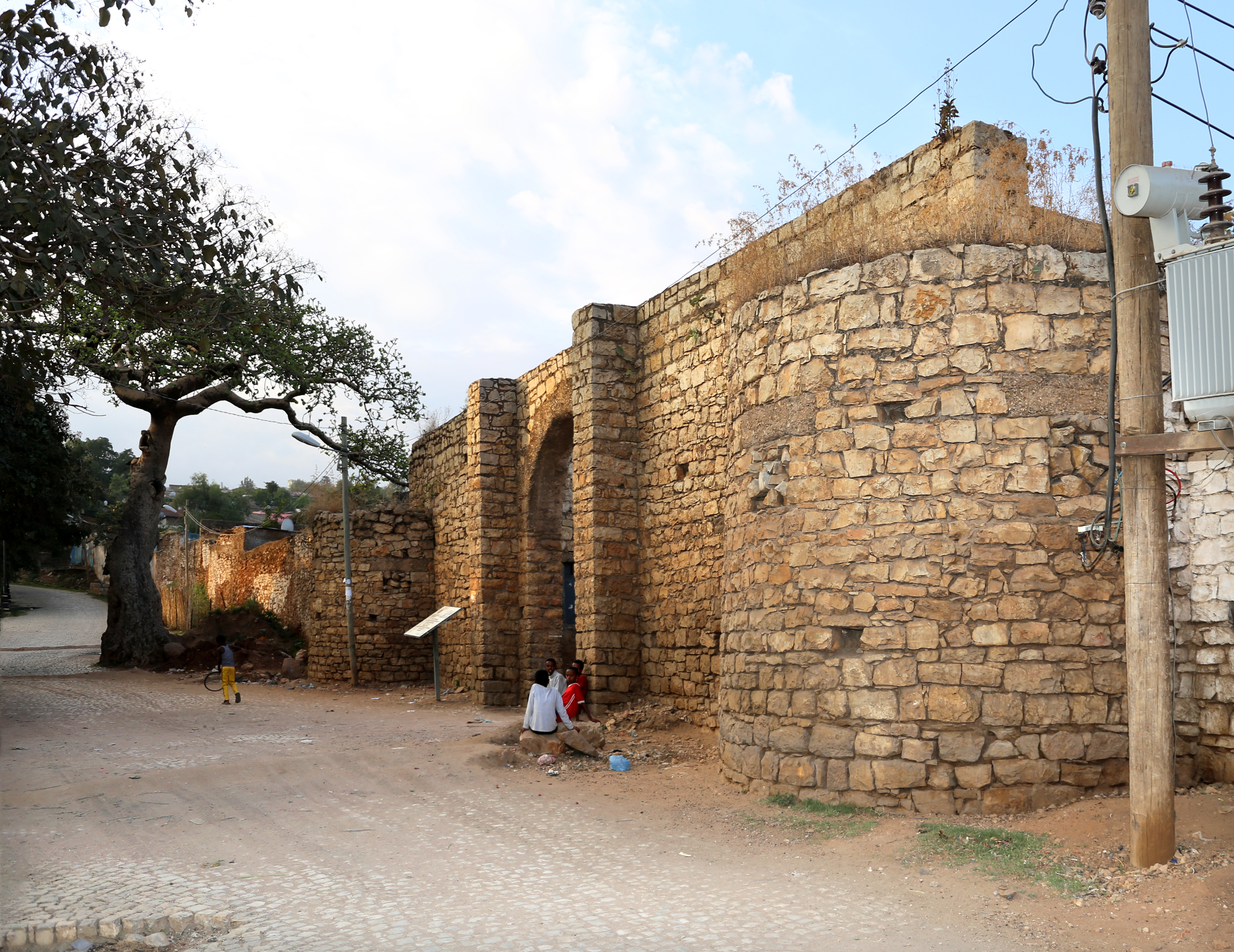
Le mur de la ville Harar
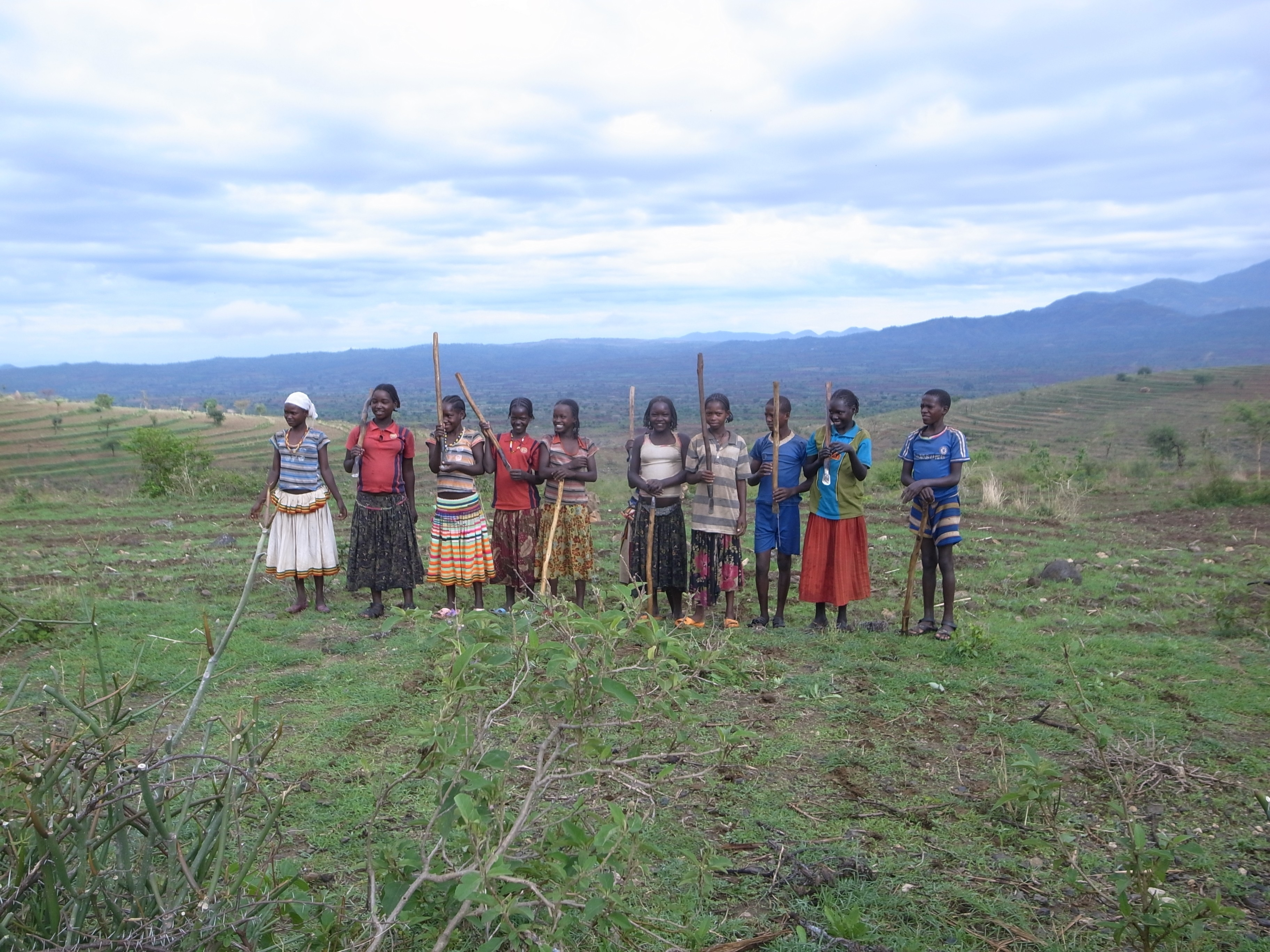
Paysage culturel Konso
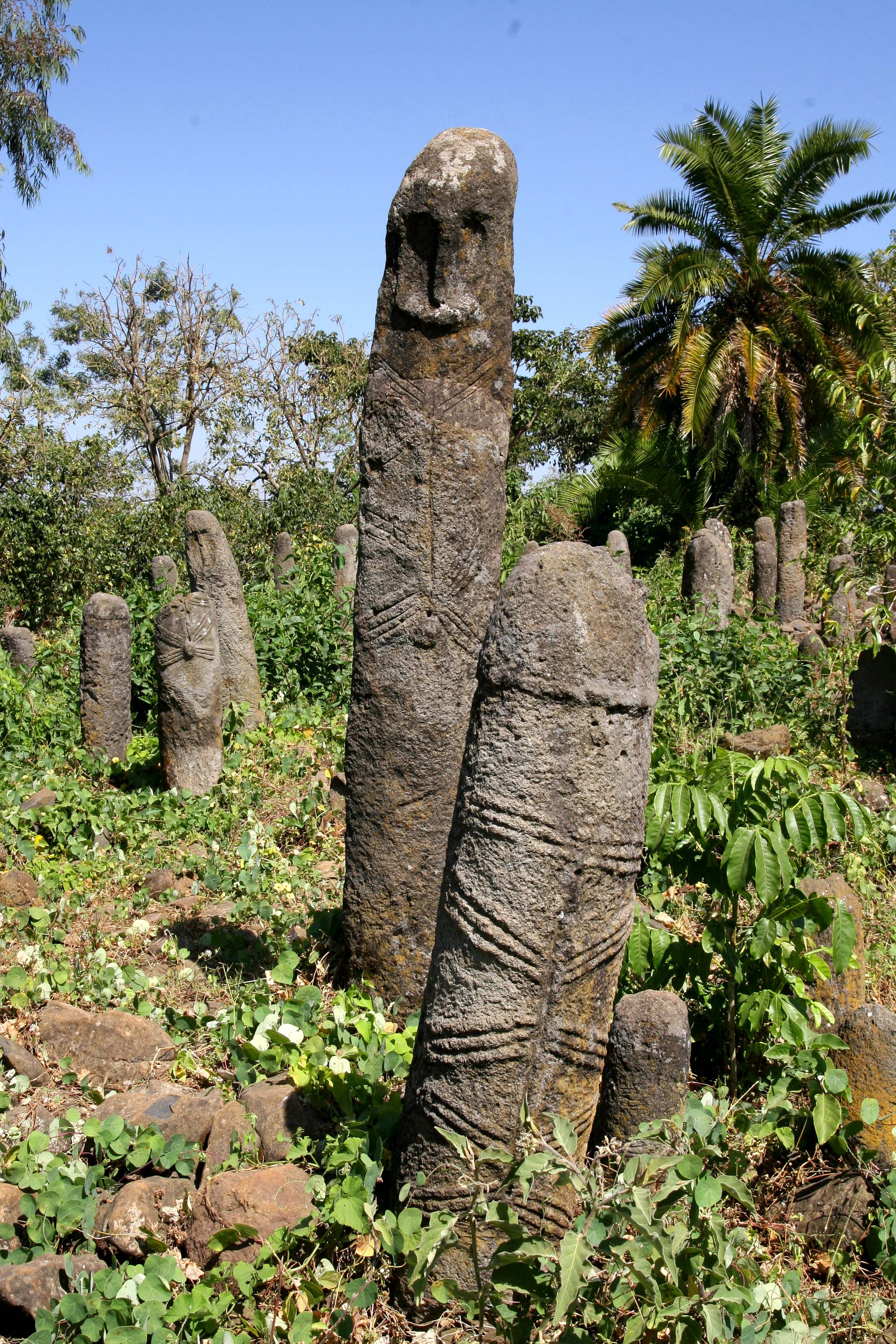
Tuto Fela dans le paysage culturel Gedeo
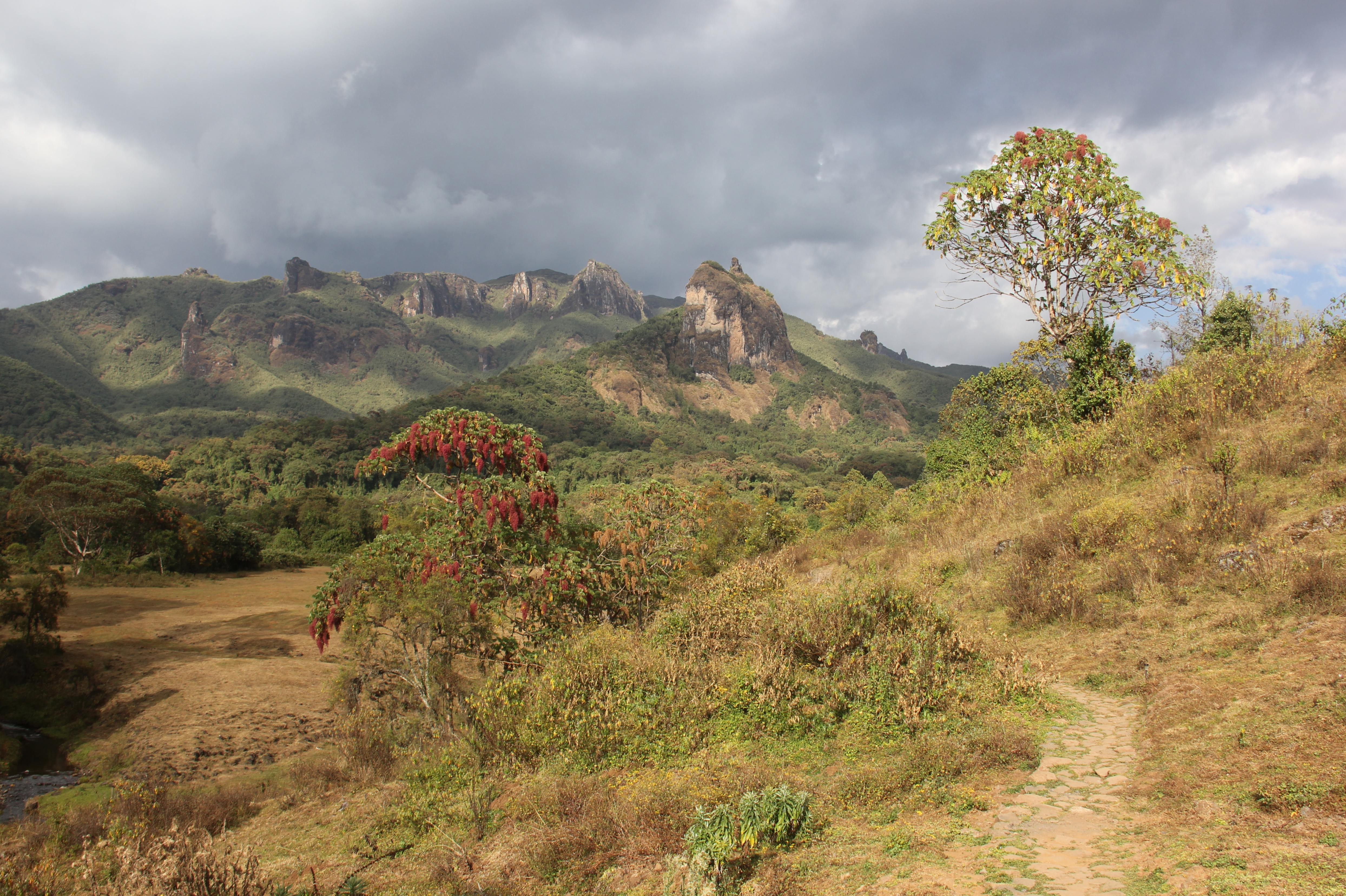
Forêt de Harenna dans les monts Balé
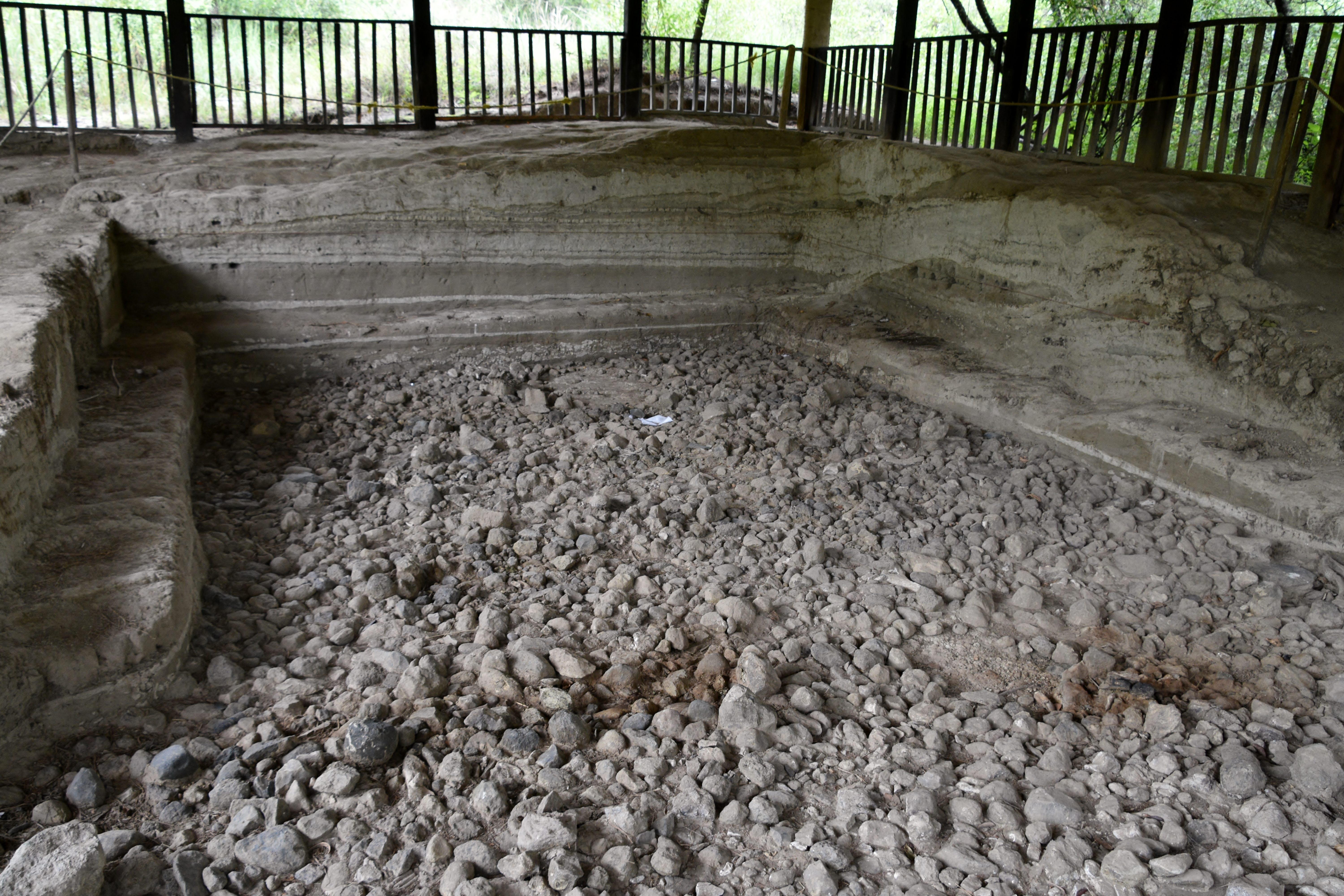
Melka Kunture

### France[note 2]
- 2010 - Naturel - Pitons, cirques et remparts de l’île de la Réunion (coïncidant avec la zone centrale du Parc national de La Réunion)

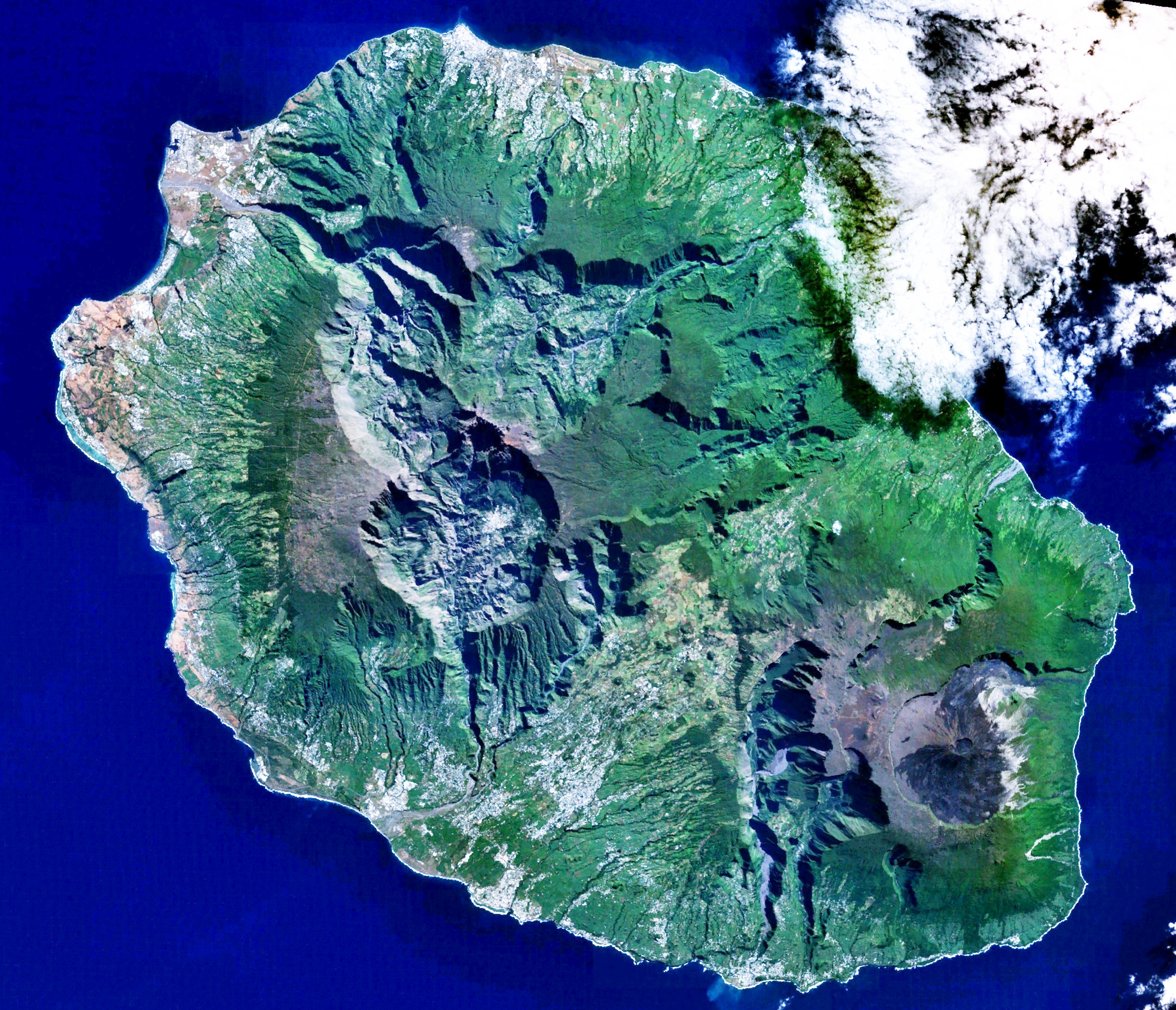
La Réunion

### Gabon
- 2007 - Mixte - Parc national de la Lopé

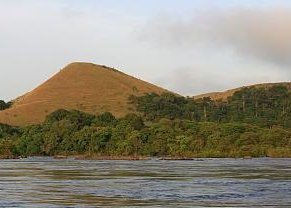
Crop de la rivière.

### Gambie
- 2003 - Culturel - Île James

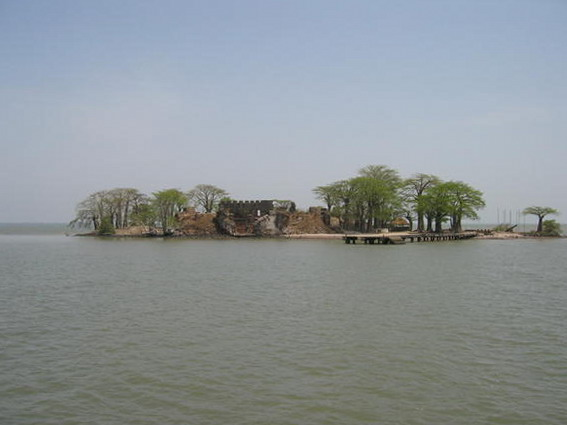
Le fleuve Gambie.

### Gambie*,Sénégal*
- 2006 - Culturel - Cercles mégalithiques de Sénégambie

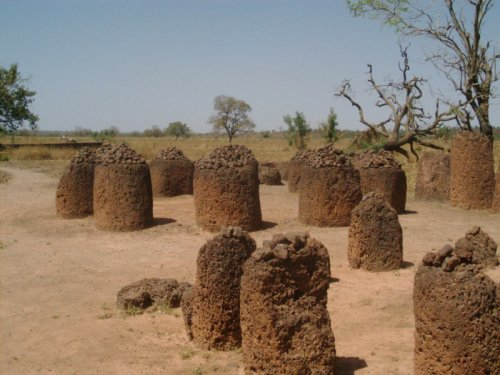
Sénégambie

### Ghana
- 1979 - Culturel - Forts et châteaux de Volta, d'Accra et ses environs et des régions centrale et ouest
- 1980 - Culturel - Bâtiments traditionnels Ashantis

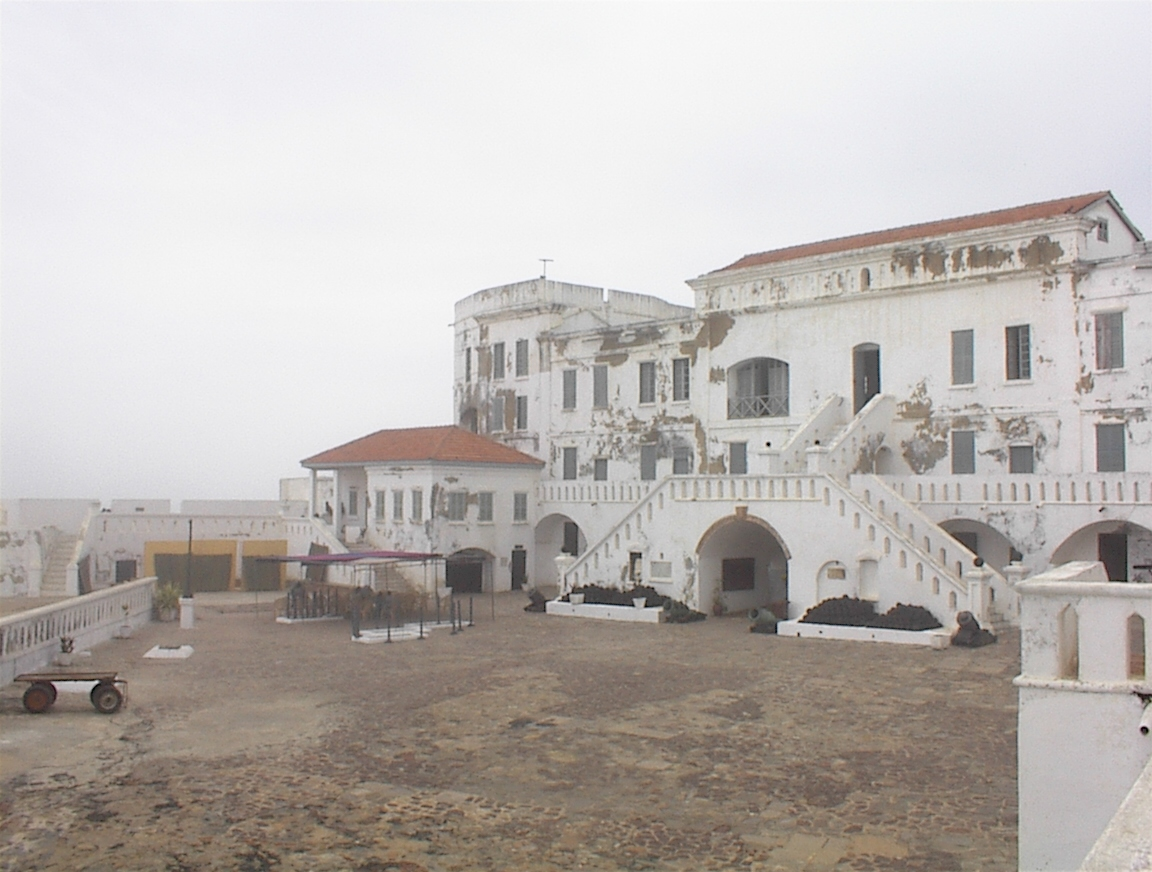
Le château
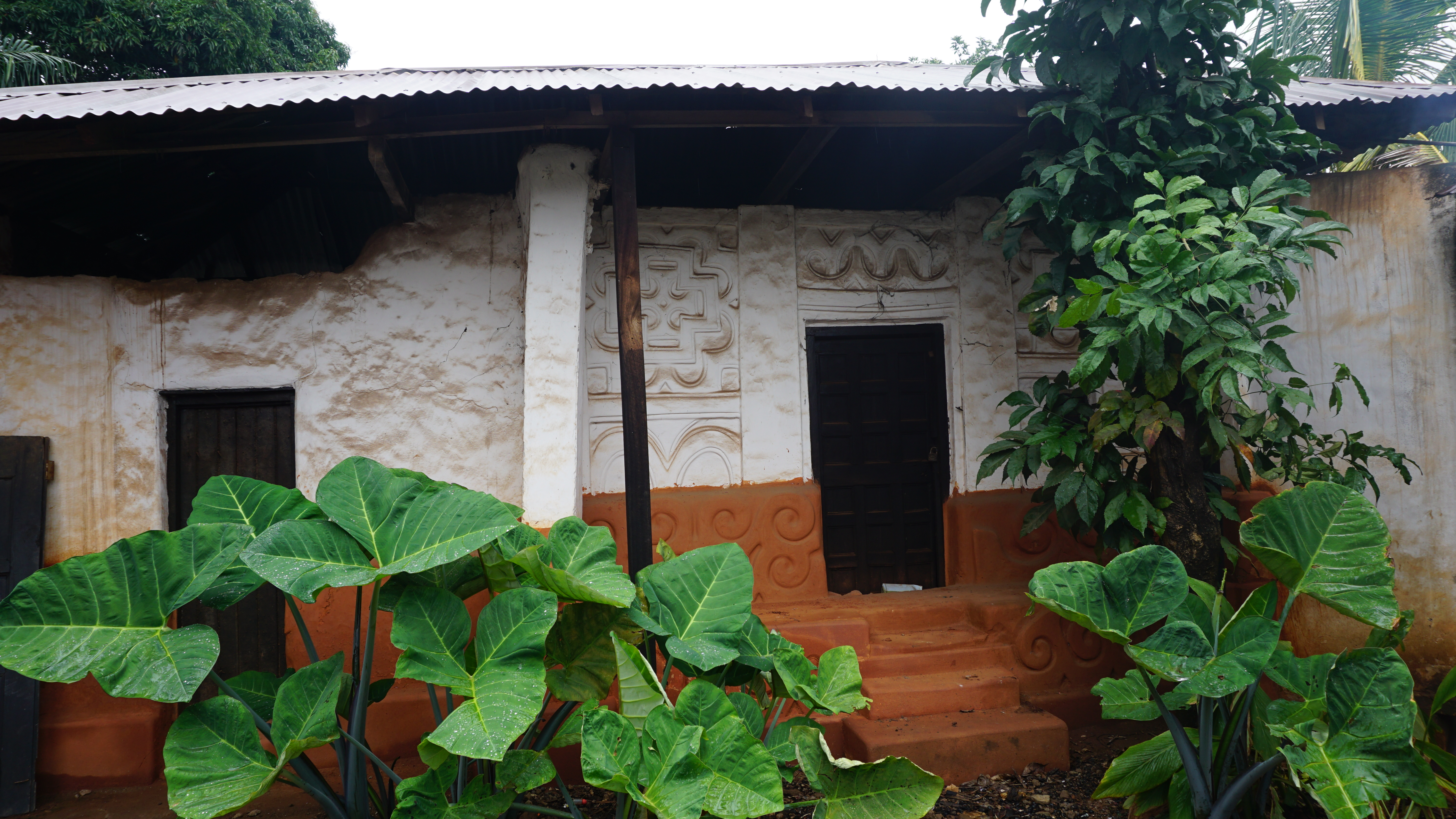
Mausolée ashantis de Kentikrono

### Guinée*
- 1981 - Naturel - Réserve naturelle intégrale du Mont Nimba
- 2001 - Culturel - Architecture vernaculaire et paysage culturel mandingue du Gberedou/Hamana
- 2001 - Culturel - Paysage culturel des monts Nimba
- 2001 - Culturel - Route de l'esclave en Afrique, segment de Timbo au Rio Pongo

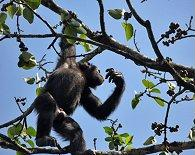
Chimpanzé de Guinée
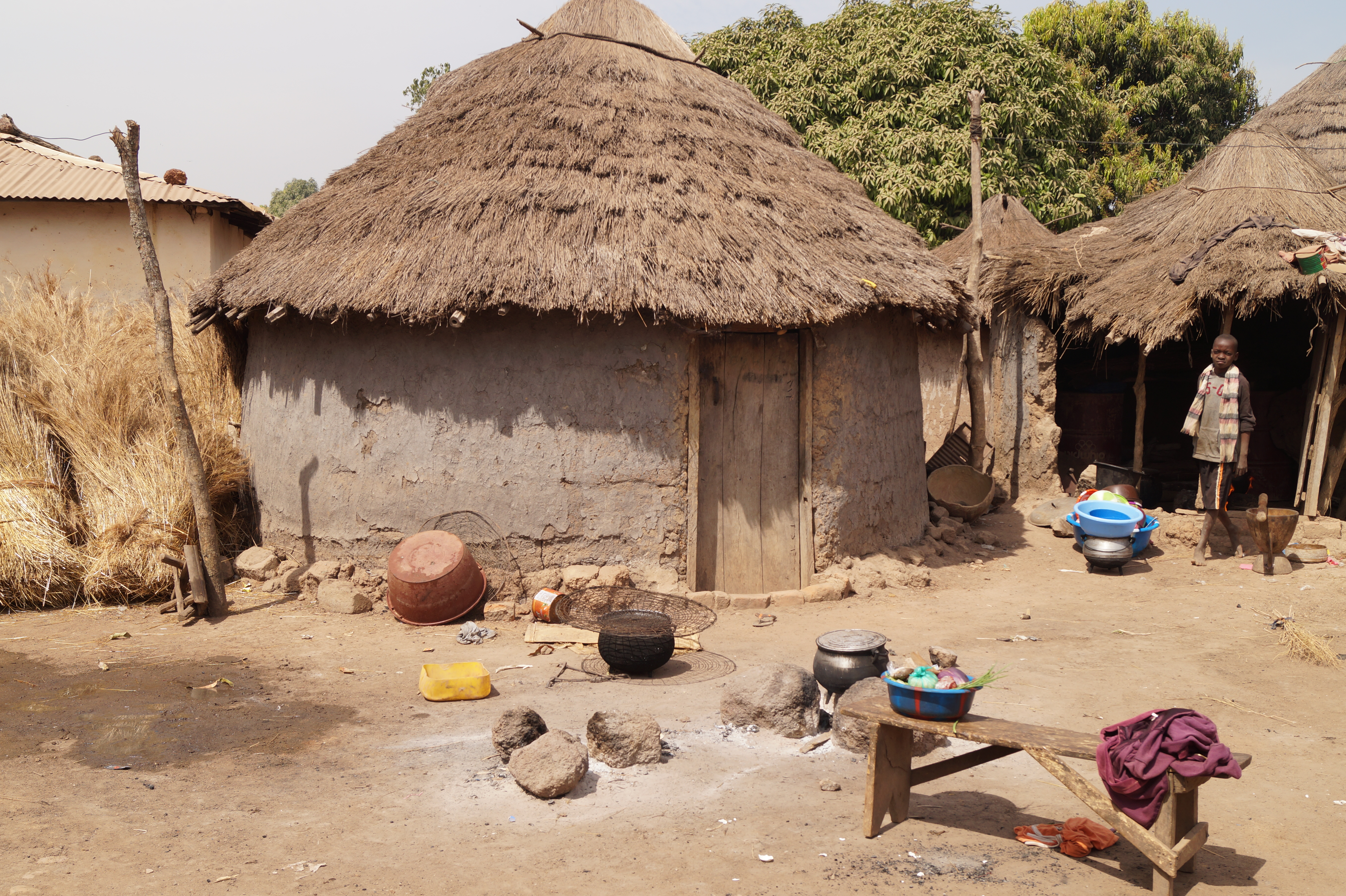
Architecture traditionnelle à Sangarala, Hamana.

### Kenya
- 1997 - Naturel - Parc national / Forêt naturelle du mont Kenya
- 1997 - Naturel - Parcs nationaux du lac Turkana
- 2001 - Culturel - Vieille ville de Lamu
- 2008 - Culturel - Forêts sacrées de kayas des Mijikenda
- 2011 - Culturel - Fort Jesus
- 2011 - Naturel - Réseau des lacs du Kenya dans la vallée du grand rift
- 2018 - Culturel - Site archéologique de Thimlich Ohinga
- 2024 - Culturel - Ville Historique et le Site Archéologique de Gedi

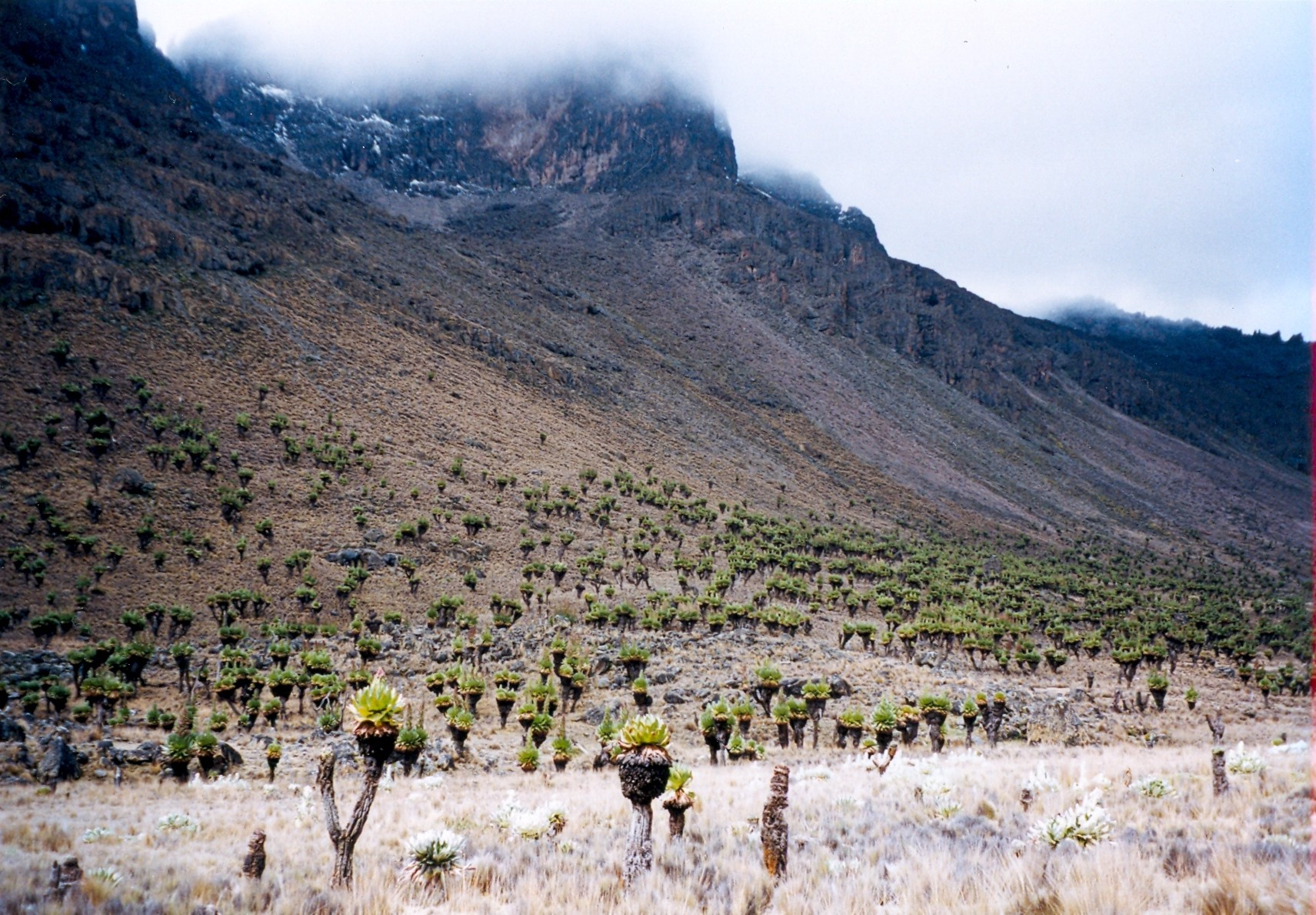
Mont Kenya
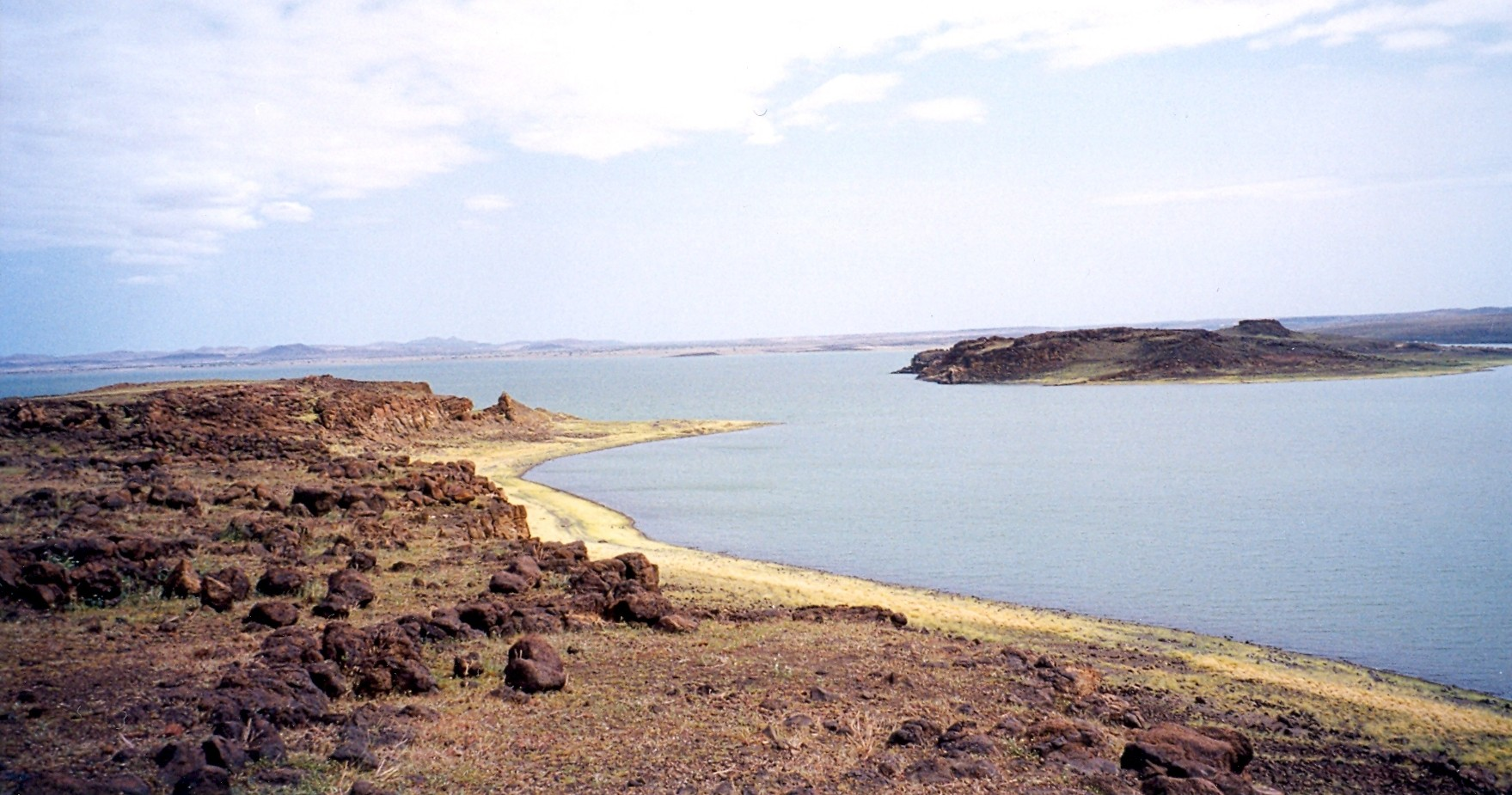
Lac Turkana
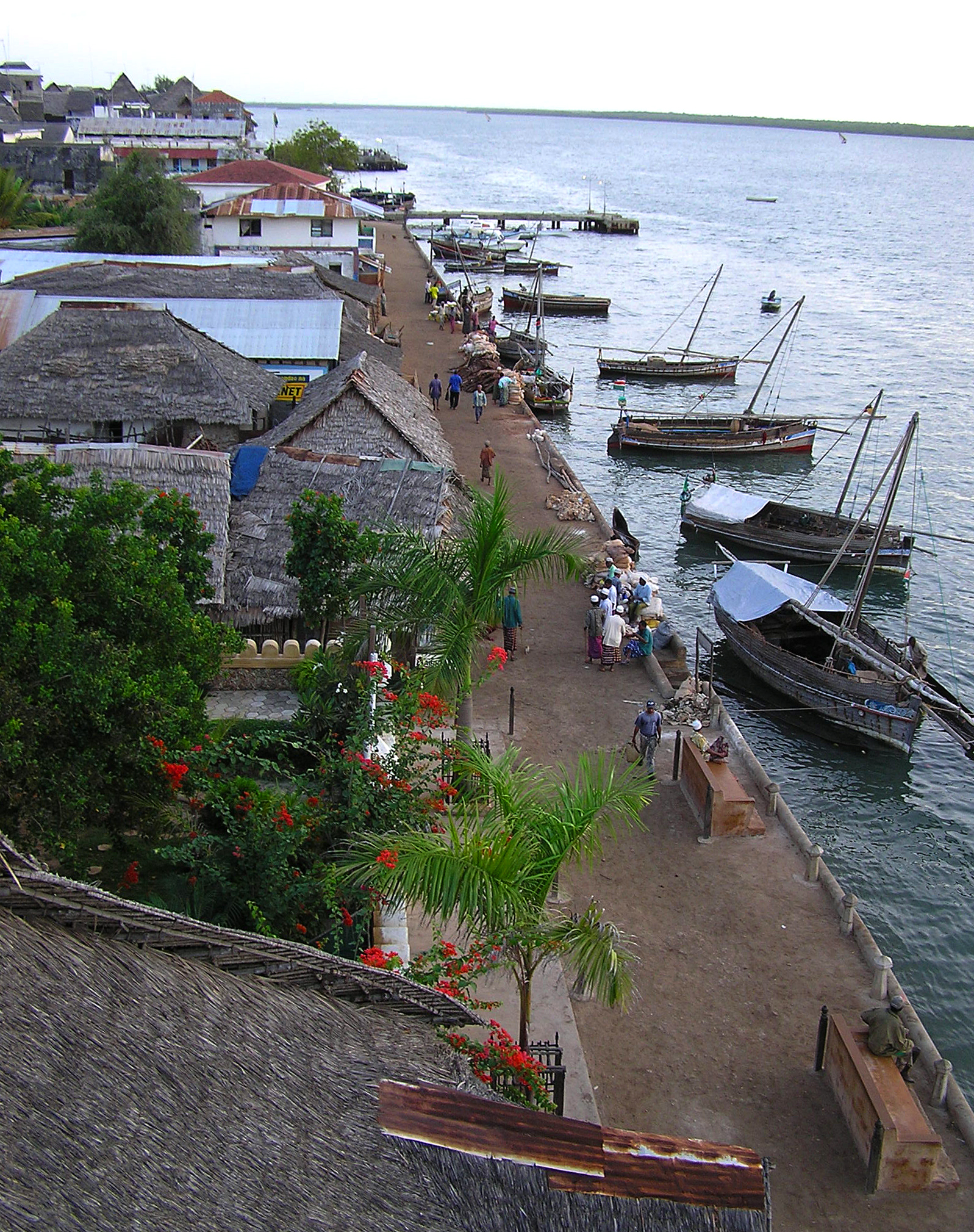
Côte Lamu
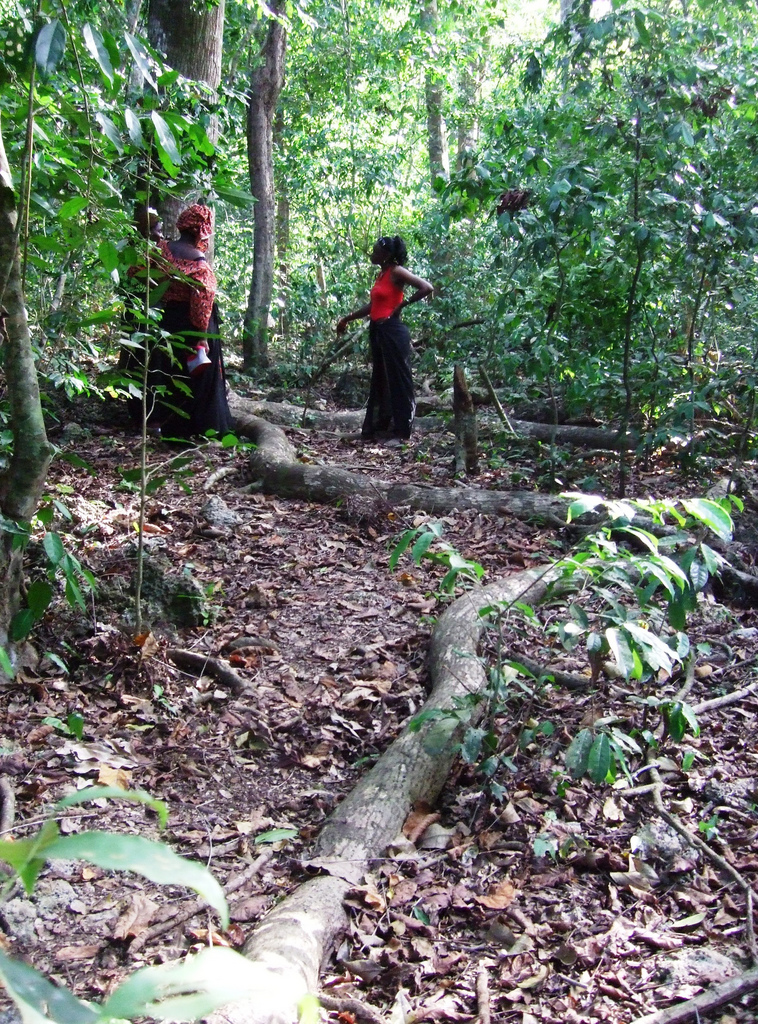
Forêts sacrées de kayas des Mijikenda
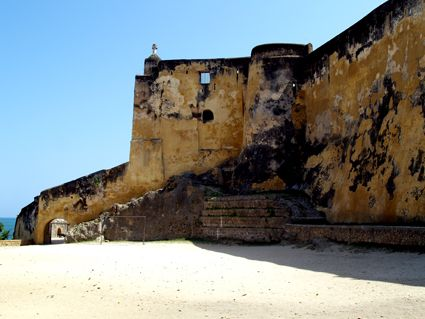
Fort Jesus
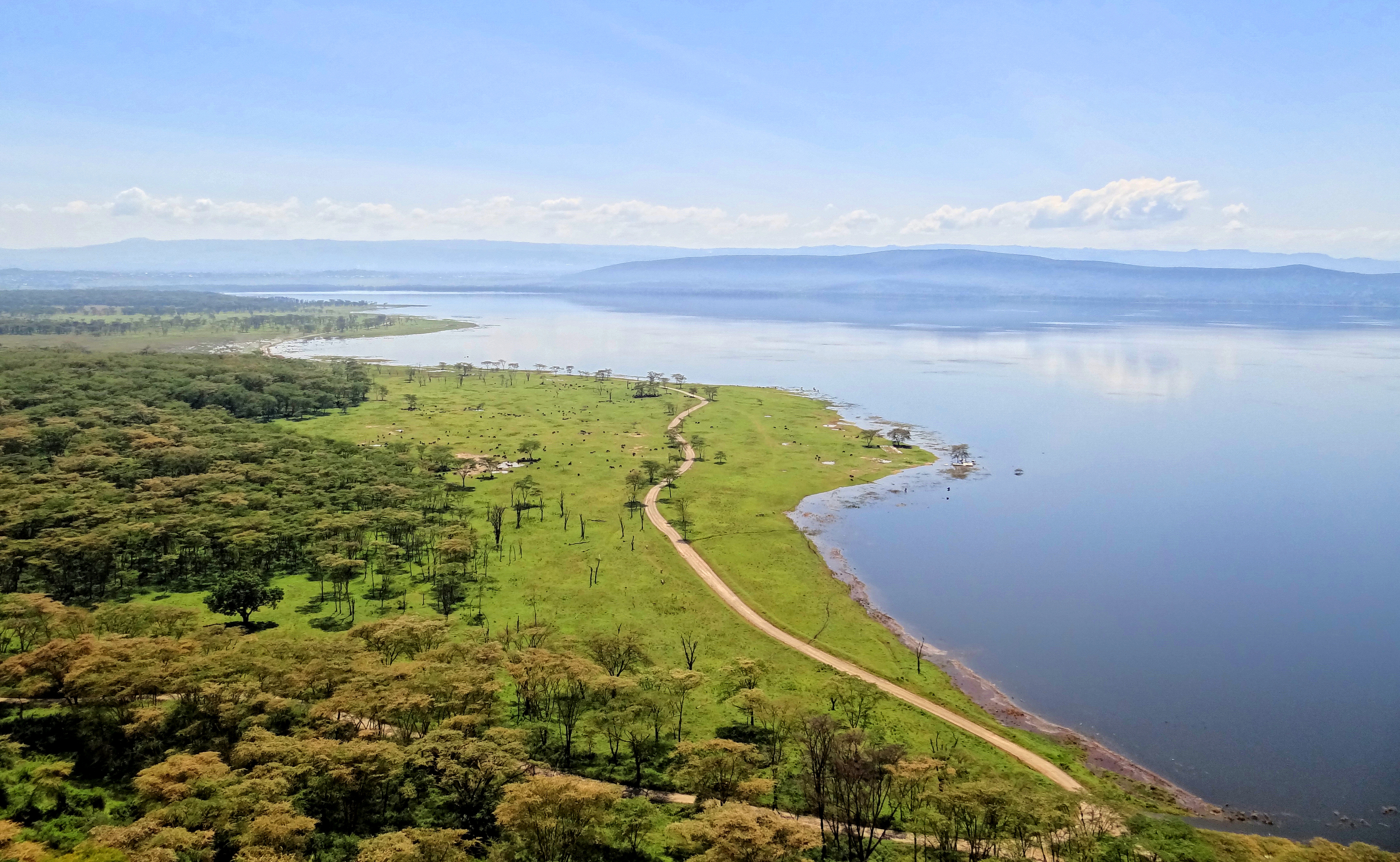
Lac Nakuru dans la vallée du Grand rift
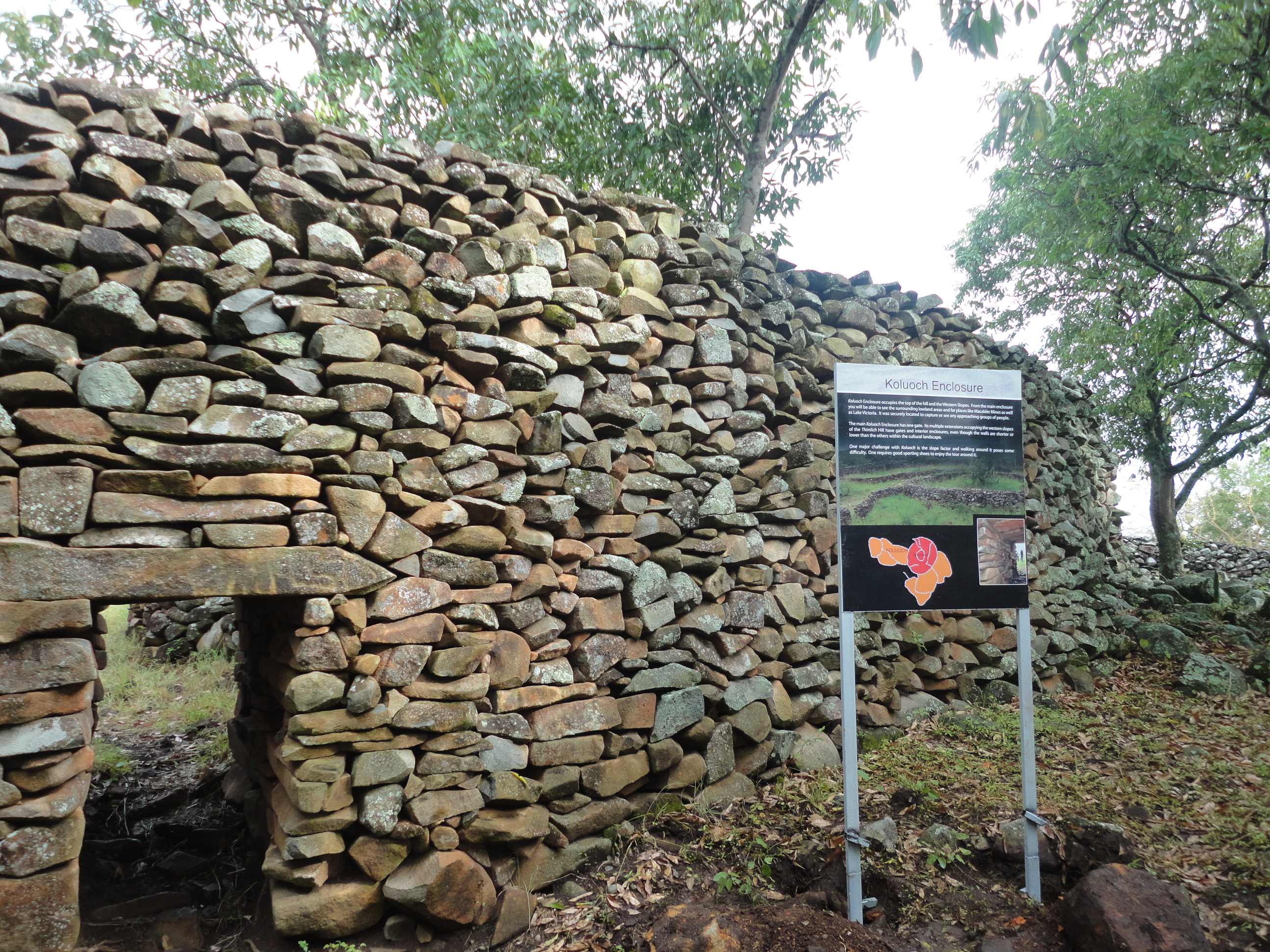
Thimlich Ohinga
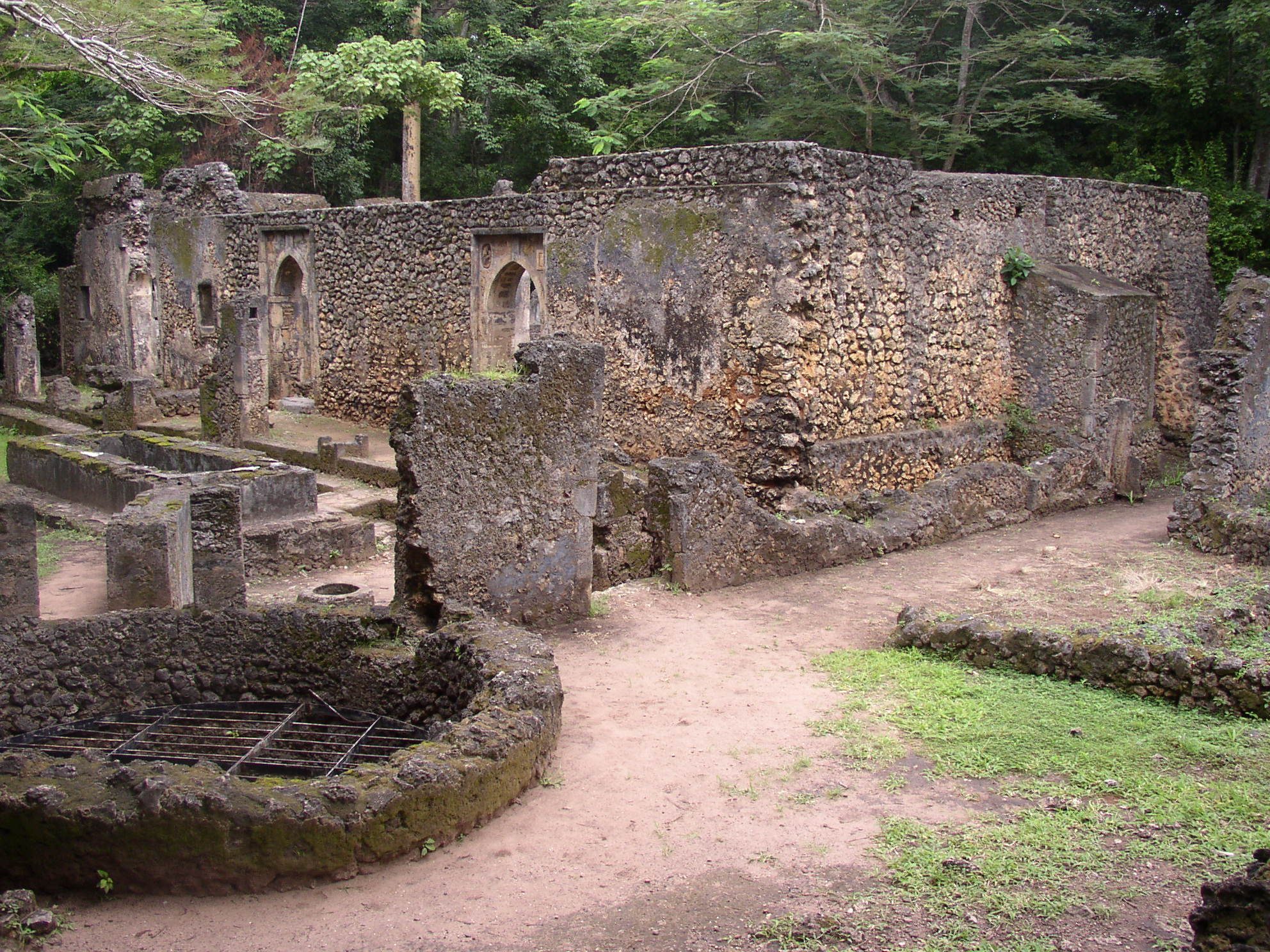
Ruines de la Grande Mosquée de Gedi

### Lesotho*,Afrique du Sud*
- 2000 - Mixte - Parc Maloti-Drakensberg

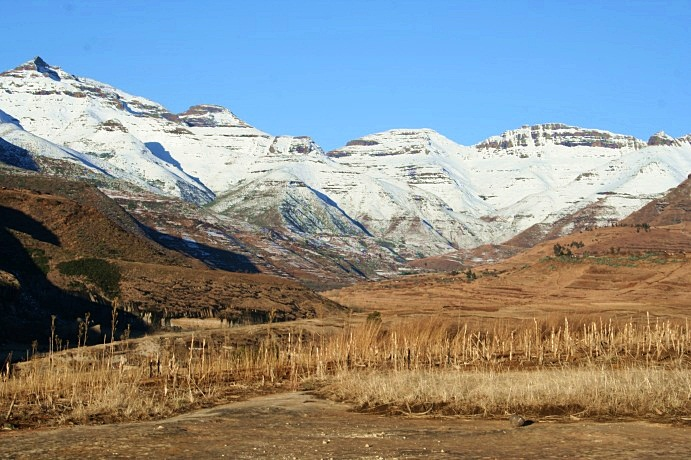
Parc Maloti-Drakensberg

### Libye
- 1982 - Culturel - Site archéologique de Cyrène †
- 1982 - Culturel - Site archéologique de Leptis Magna †
- 1982 - Culturel - Site archéologique de Sabratha †
- 1985 - Culturel - Sites rupestres du Tadrart Acacus †
- 1986 - Culturel - Ancienne ville de Ghadamès †

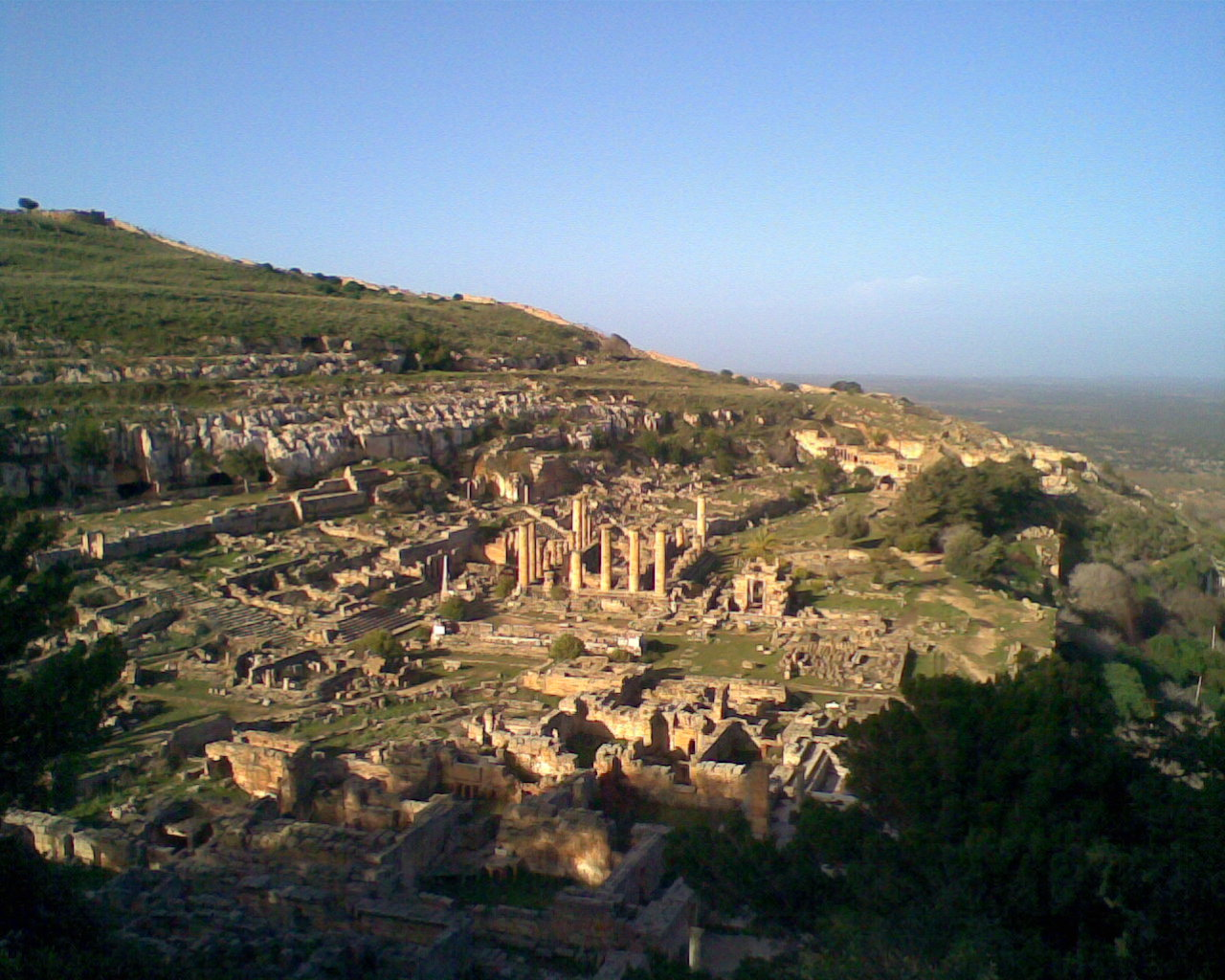
Cyrène
Leptis Magna
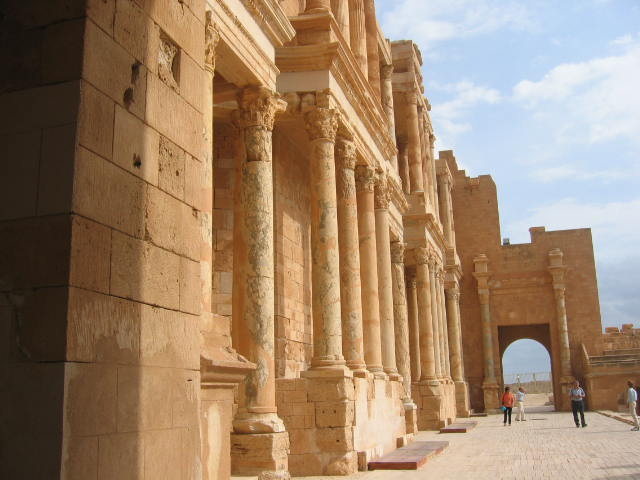
Sabratha
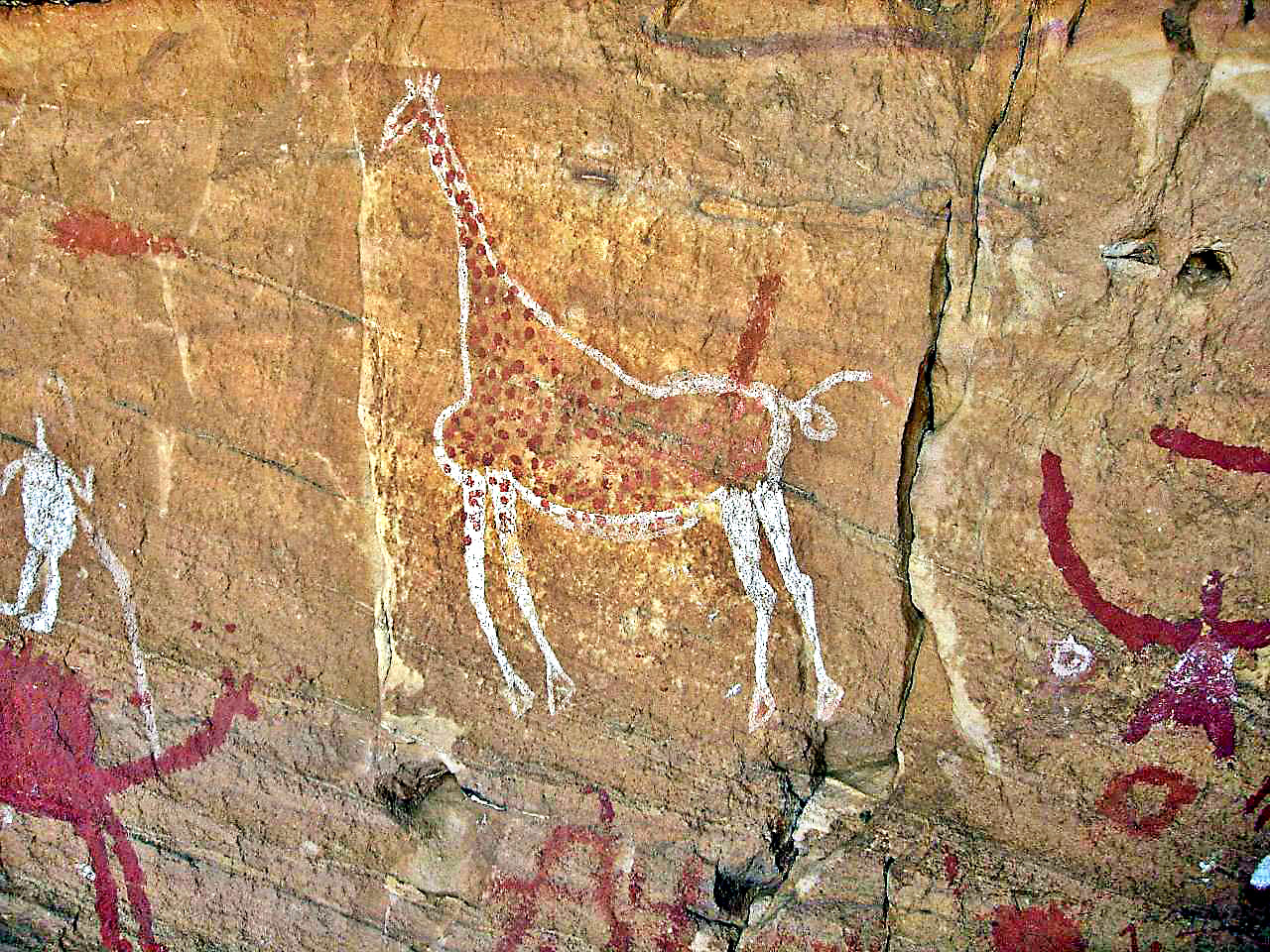
Tadrart Acacus
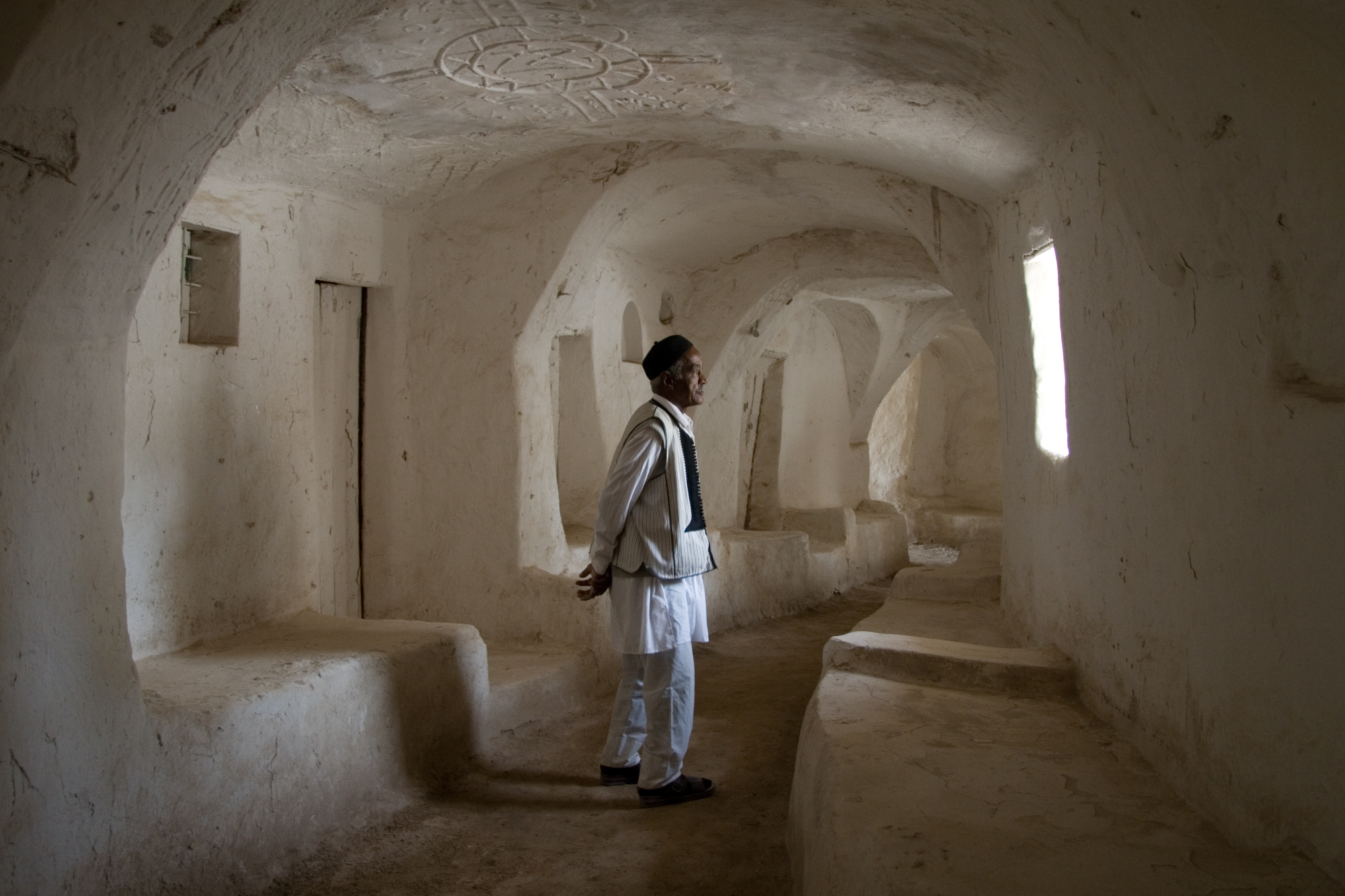
Ghadamès

### Madagascar
- 1990 - Naturel - Réserve naturelle intégrale du Tsingy de Bemaraha
- 2001 - Culturel - Colline royale d'Ambohimanga
- 2007 - Naturel - Forêts humides de l'Atsinanana †

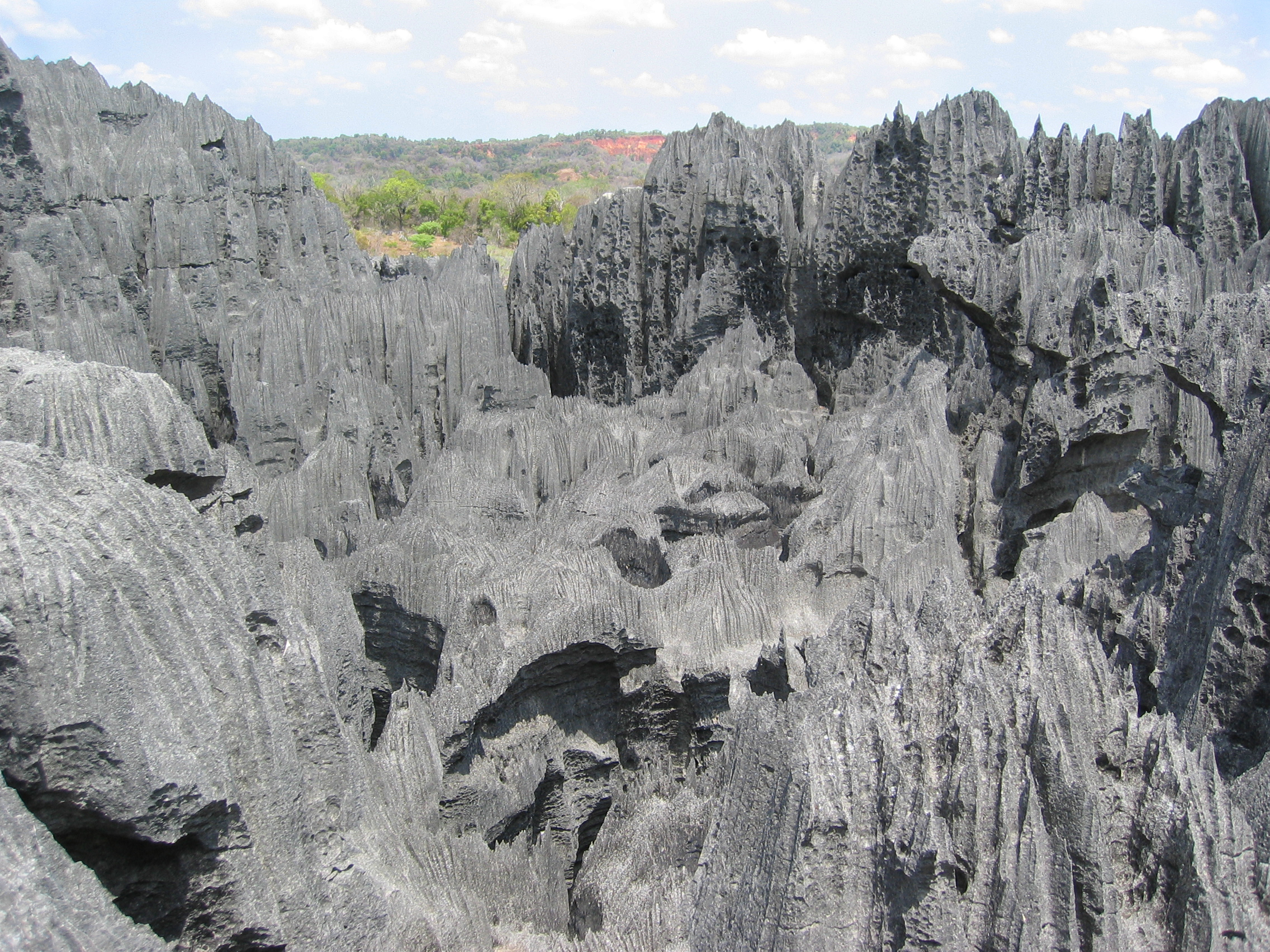
Réserve naturelle intégrale du Tsingy de Bemaraha
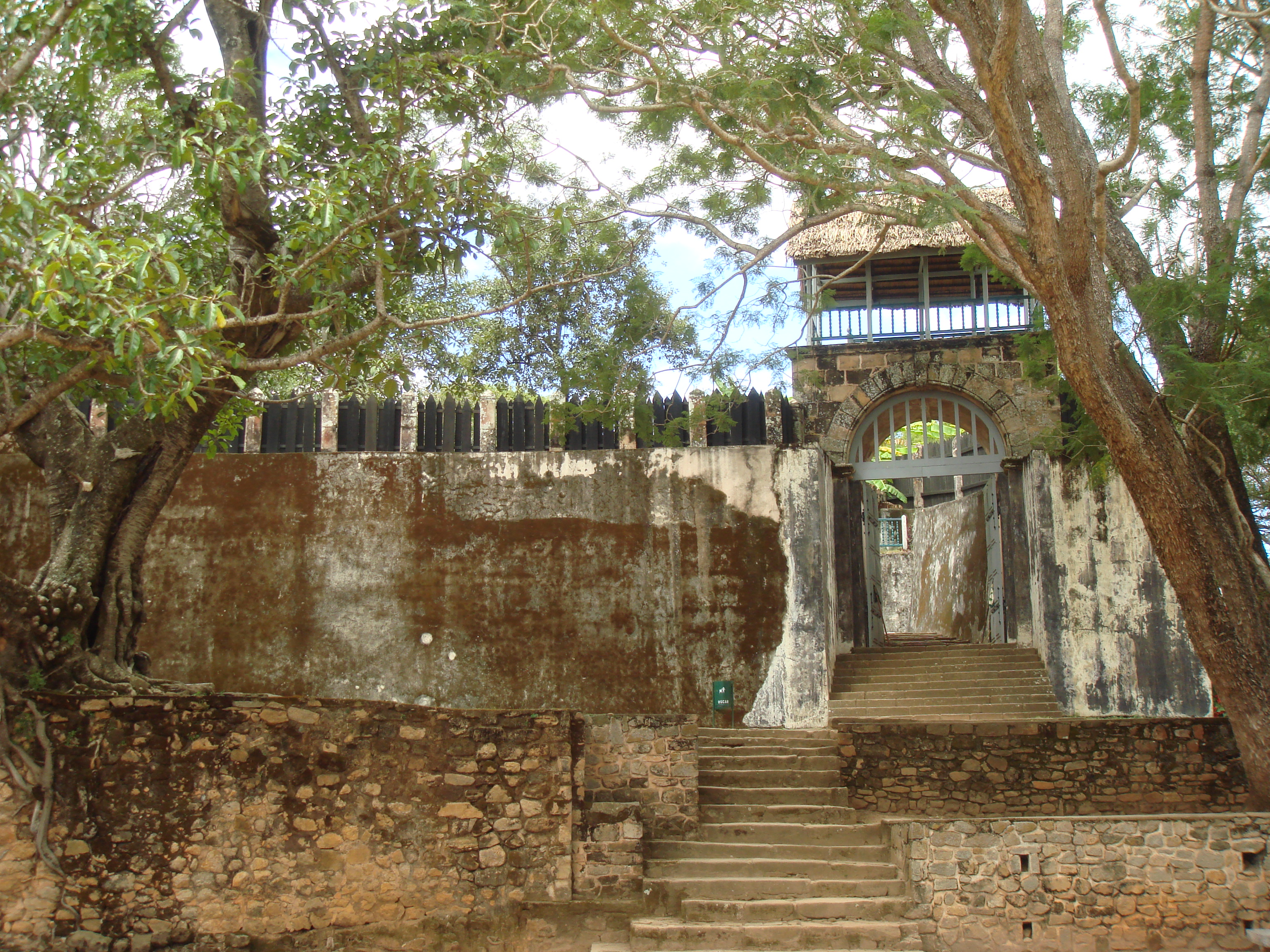
Ambohimanga
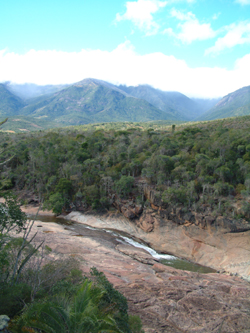
Forêts humides de l'Atsinanana

### Malawi
- 1984 - Naturel - Parc national du lac Malawi
- 2006 - Culturel - Art rupestre de Chongoni

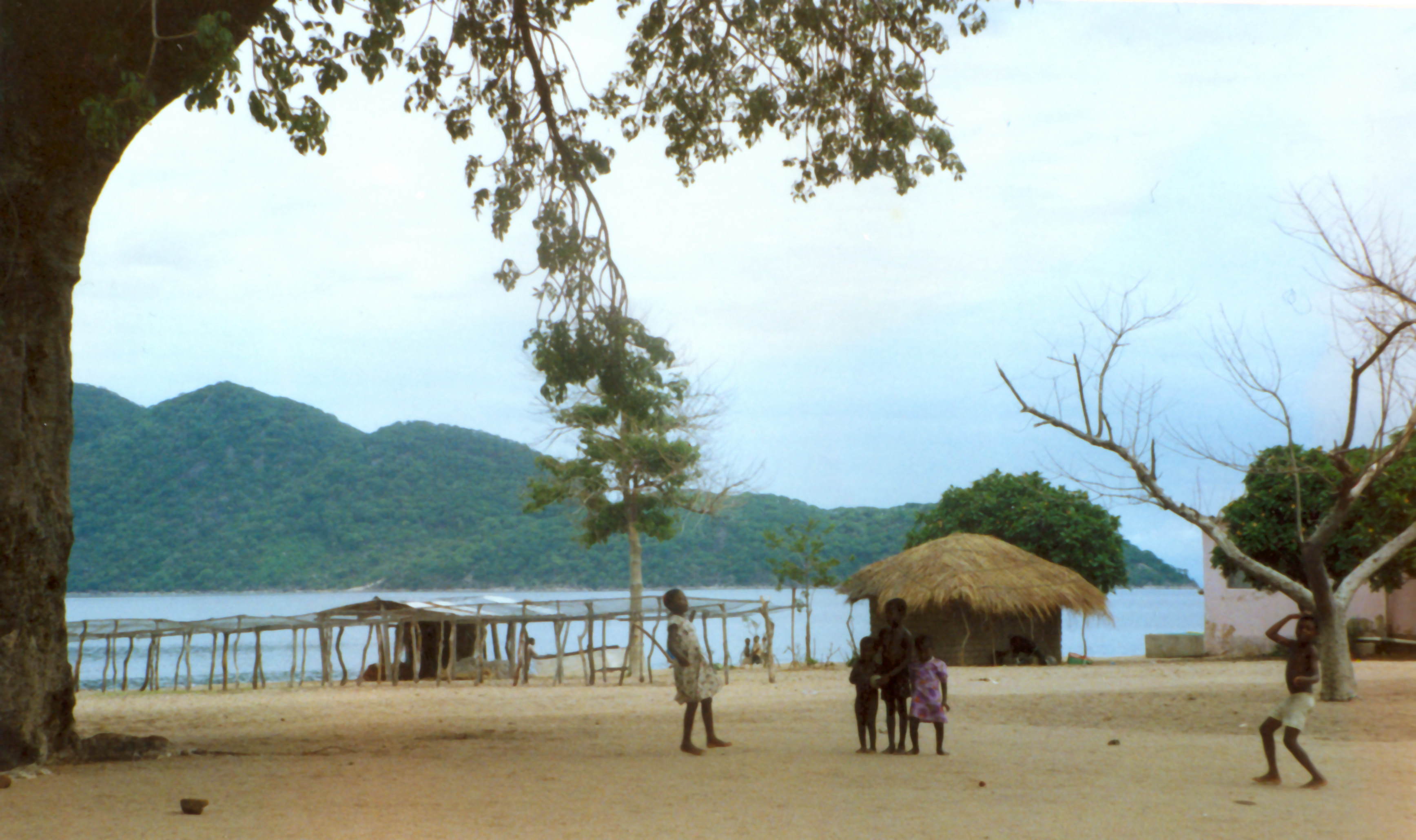
Parc national du lac Malawi
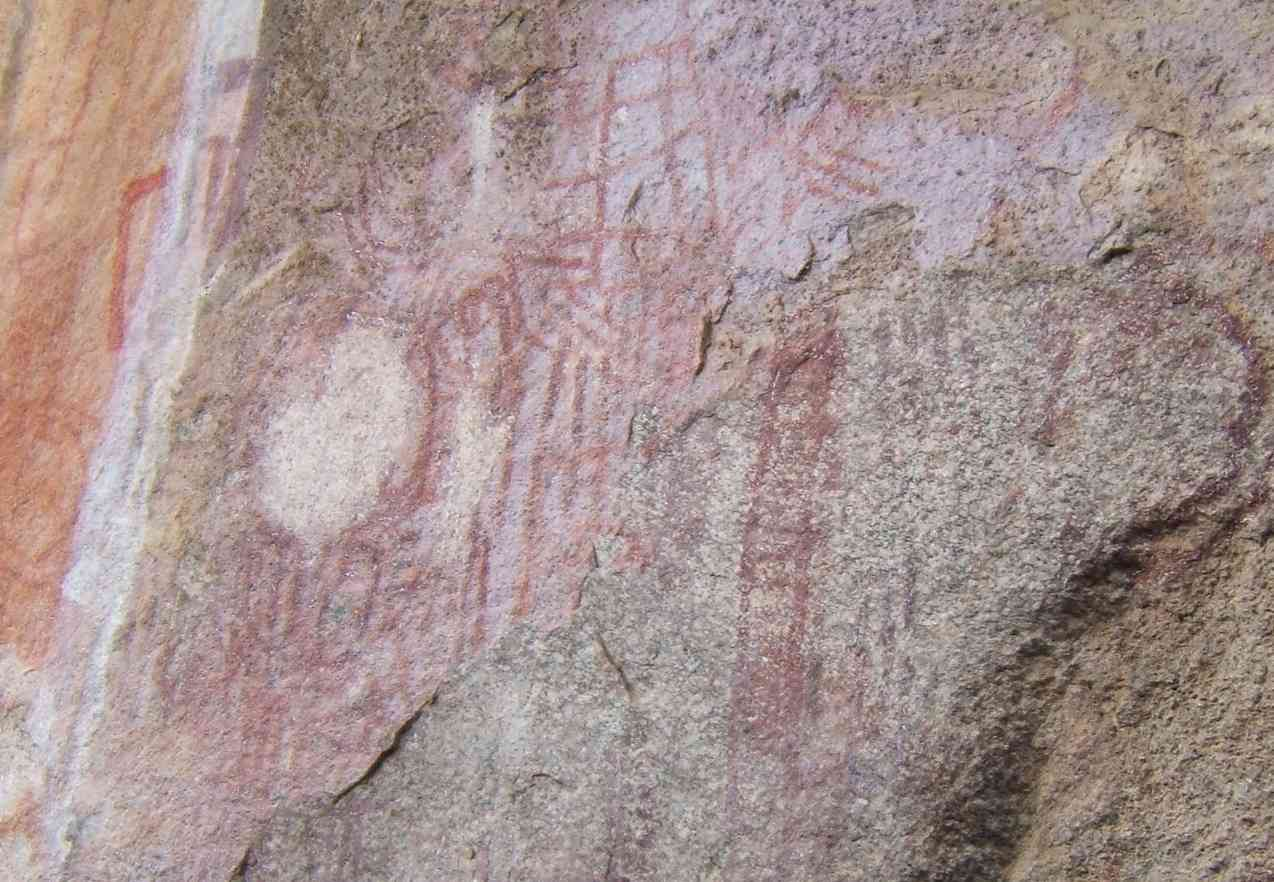
Art rupestre de Chongoni

### Mali
- 1988 - Culturel -Ville ancienne de Djenné †
- 1988 - Culturel - Tombouctou †
- 1989 - Mixte - Falaise de Bandiagara
- 2004 - Culturel - Tombeau des Askia †

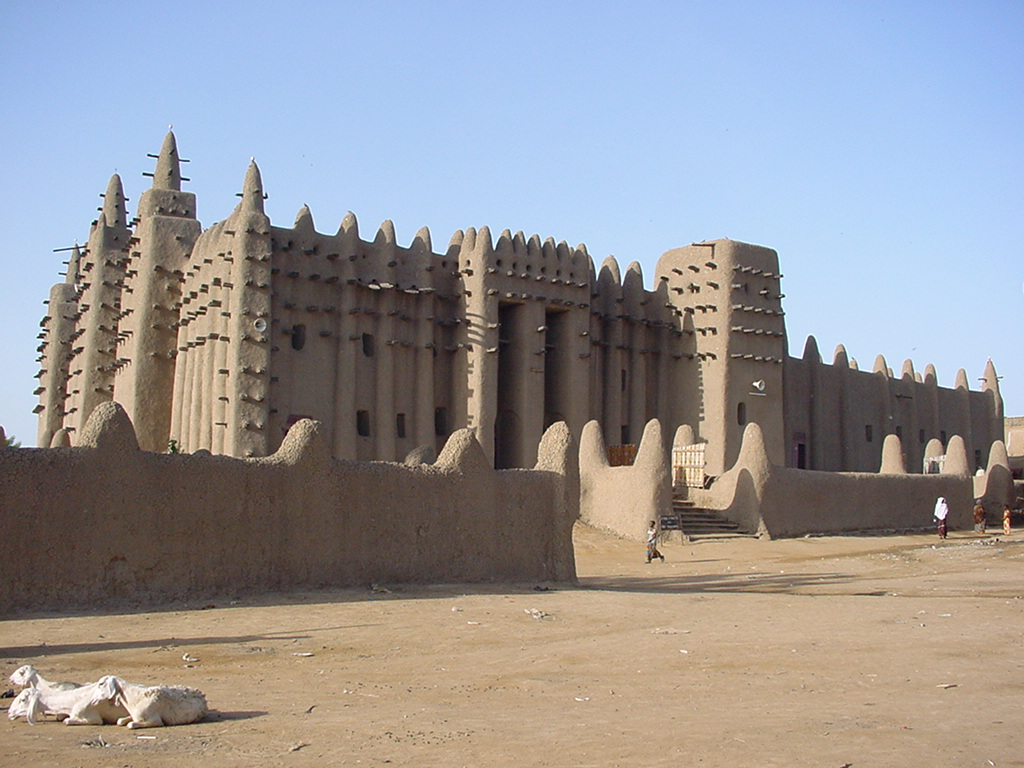
Djenné
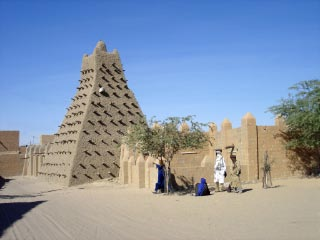
Tombouctou
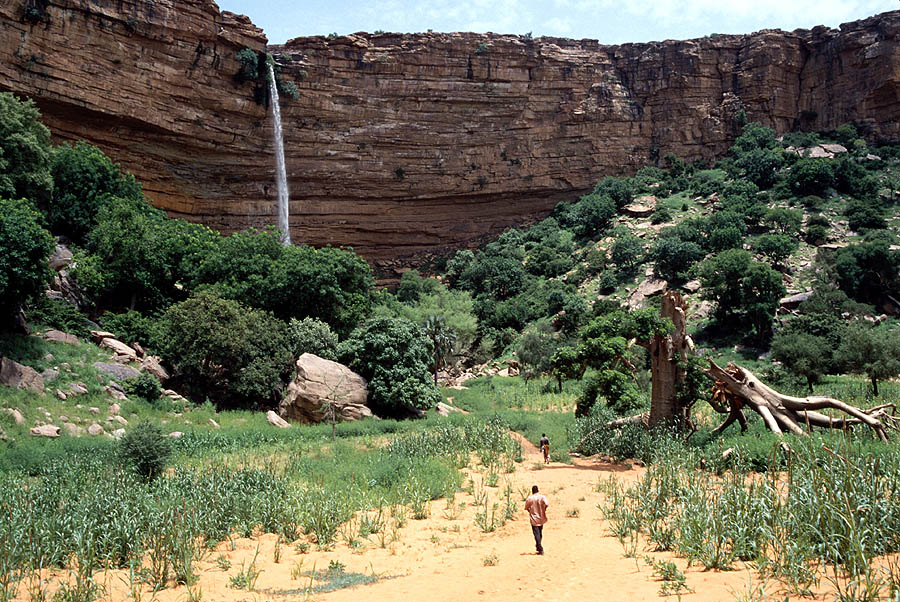
Falaise de Bandiagara
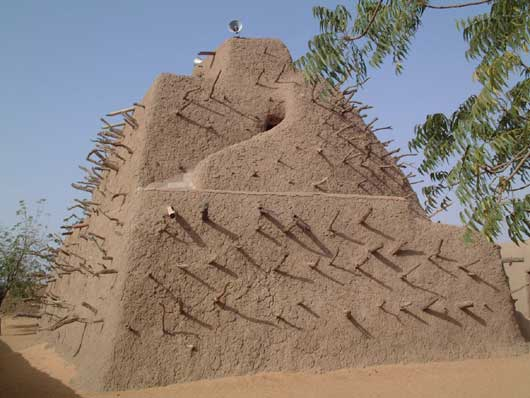
Tombeau des Askia

### Mauritanie
- 1989 - Naturel - Parc national du banc d'Arguin
- 1996 - Culturel - Anciens ksour de Ouadane, Chinguetti, Tichitt et Oualata

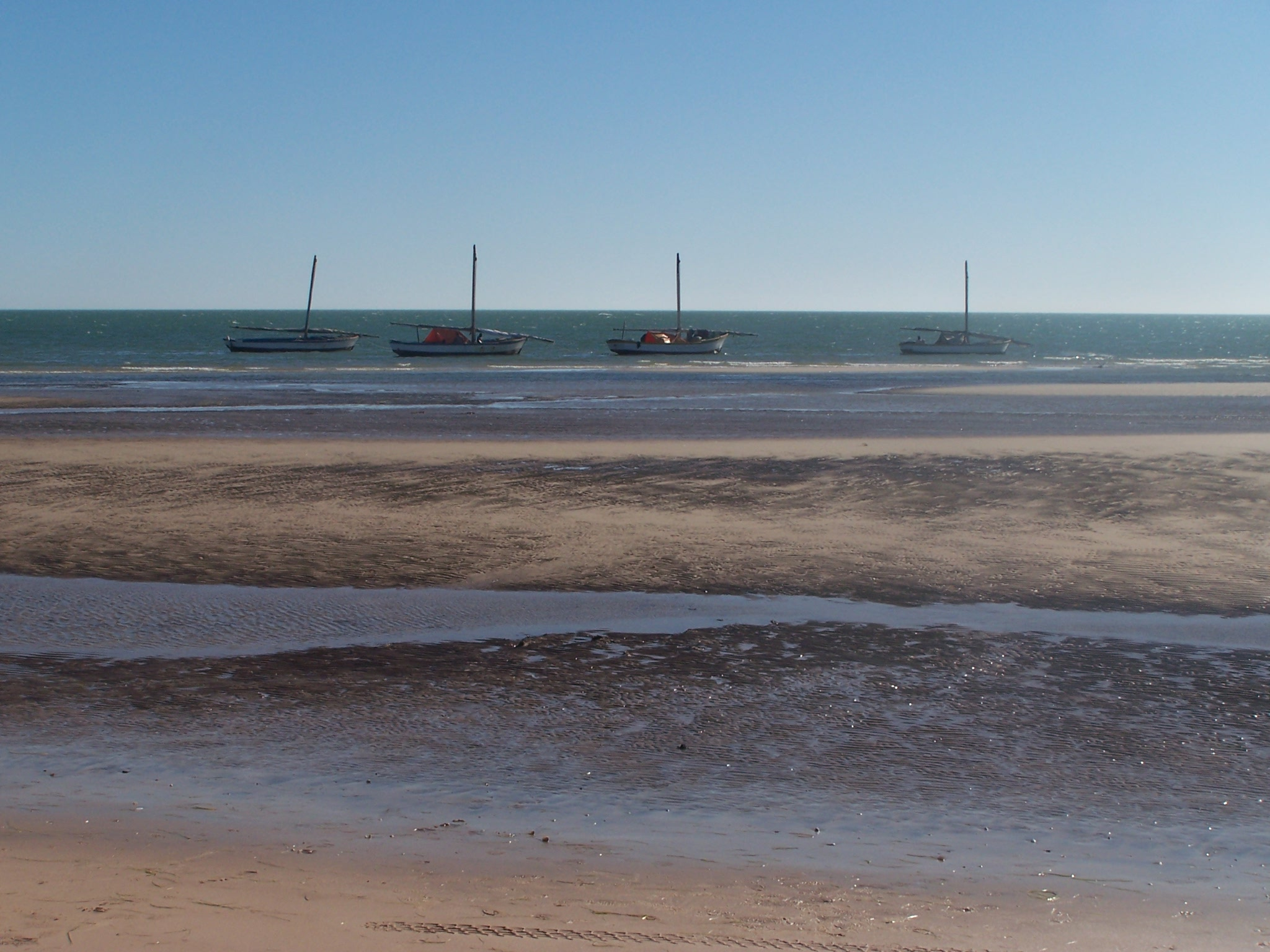
Parc national du banc d'Arguin
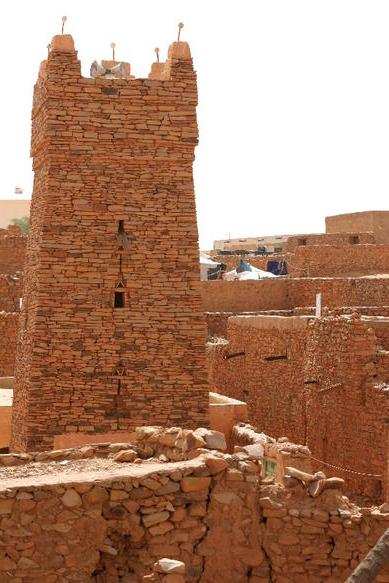
Oualata

### Maurice
- 2006 - Culturel - Aapravasi Ghat
- 2008 - Culturel - Paysage culturel du Morne Brabant

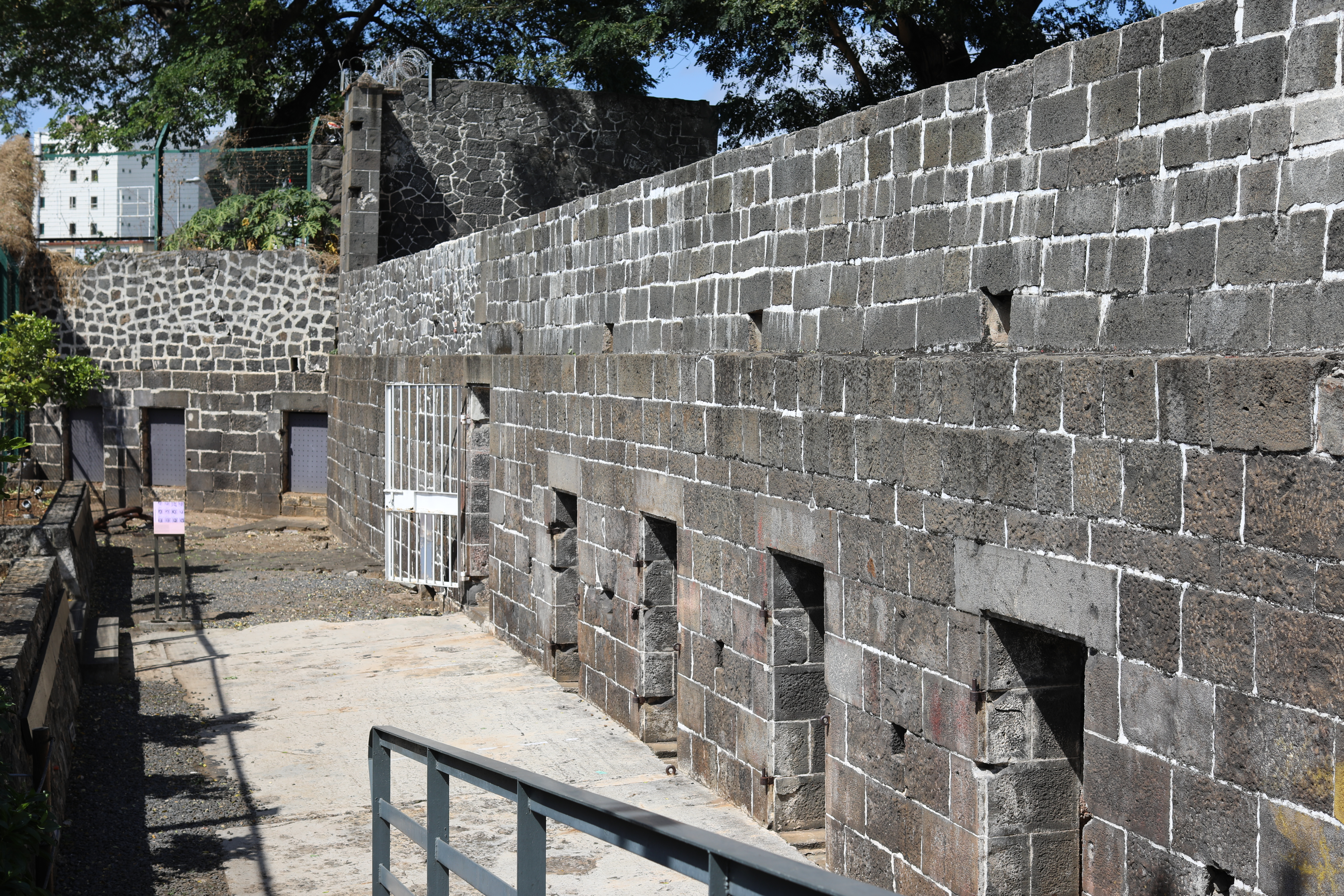
Aapravasi Ghat
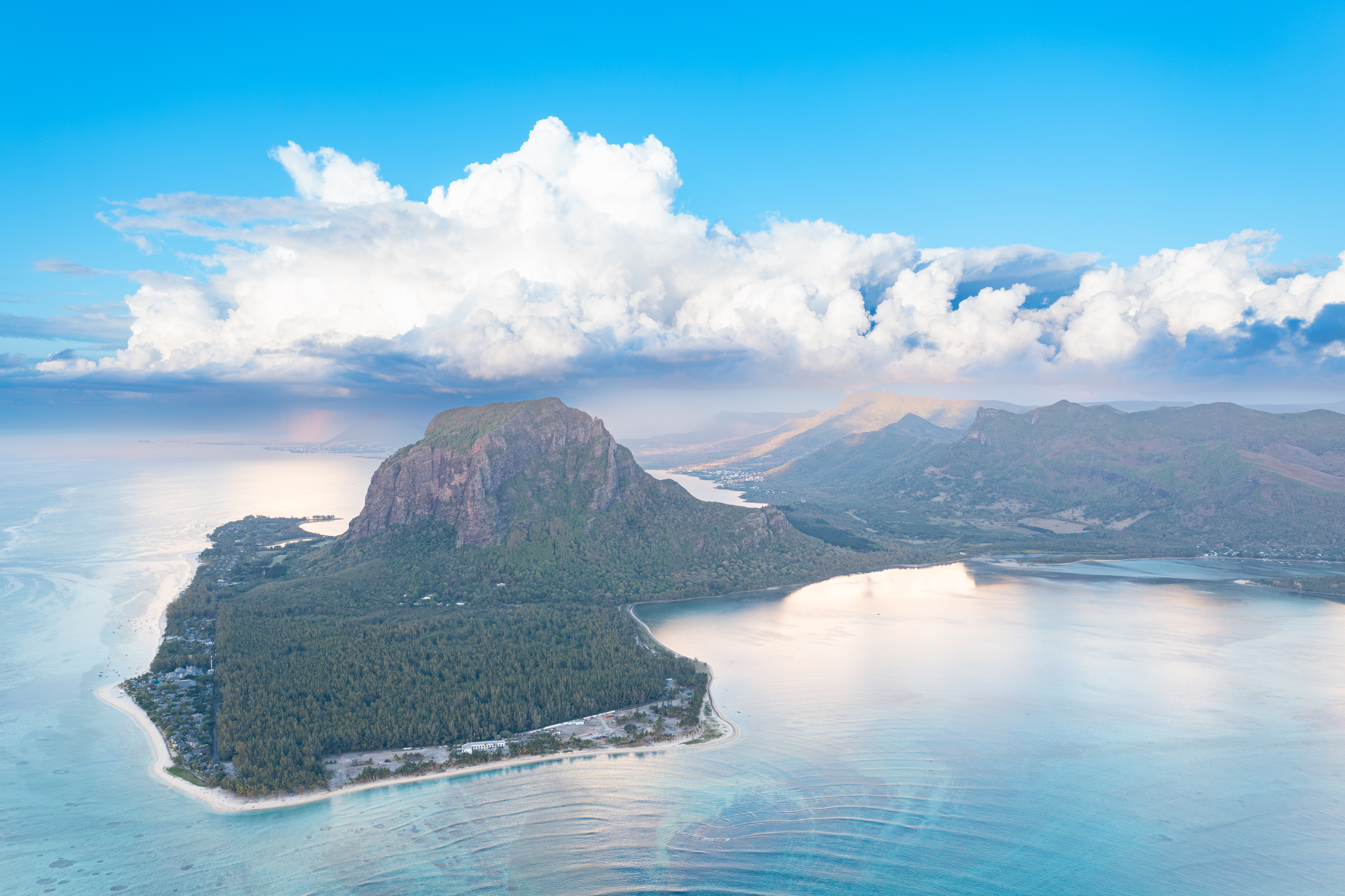
Morne Brabant

### Maroc
- 1981 - Culturel - Médina de Fès el-Bali
- 1985 - Culturel - Médina de Marrakech
- 1987 - Culturel - Ksar d'Aït-ben-Haddou
- 1996 - Culturel - Ville historique de Meknès
- 1997 - Culturel - Site archéologique de Volubilis
- 1997 - Culturel - Médina de Tétouan (ancienne Titawin)
- 2001 - Culturel - Médina d'Essaouira (ancienne Mogador)
- 2004 - Culturel - Ville portugaise de Mazagan (El Jadida)
- 2012 - Culturel - Rabat: Capitale moderne et ville historique: un patrimoine en partage

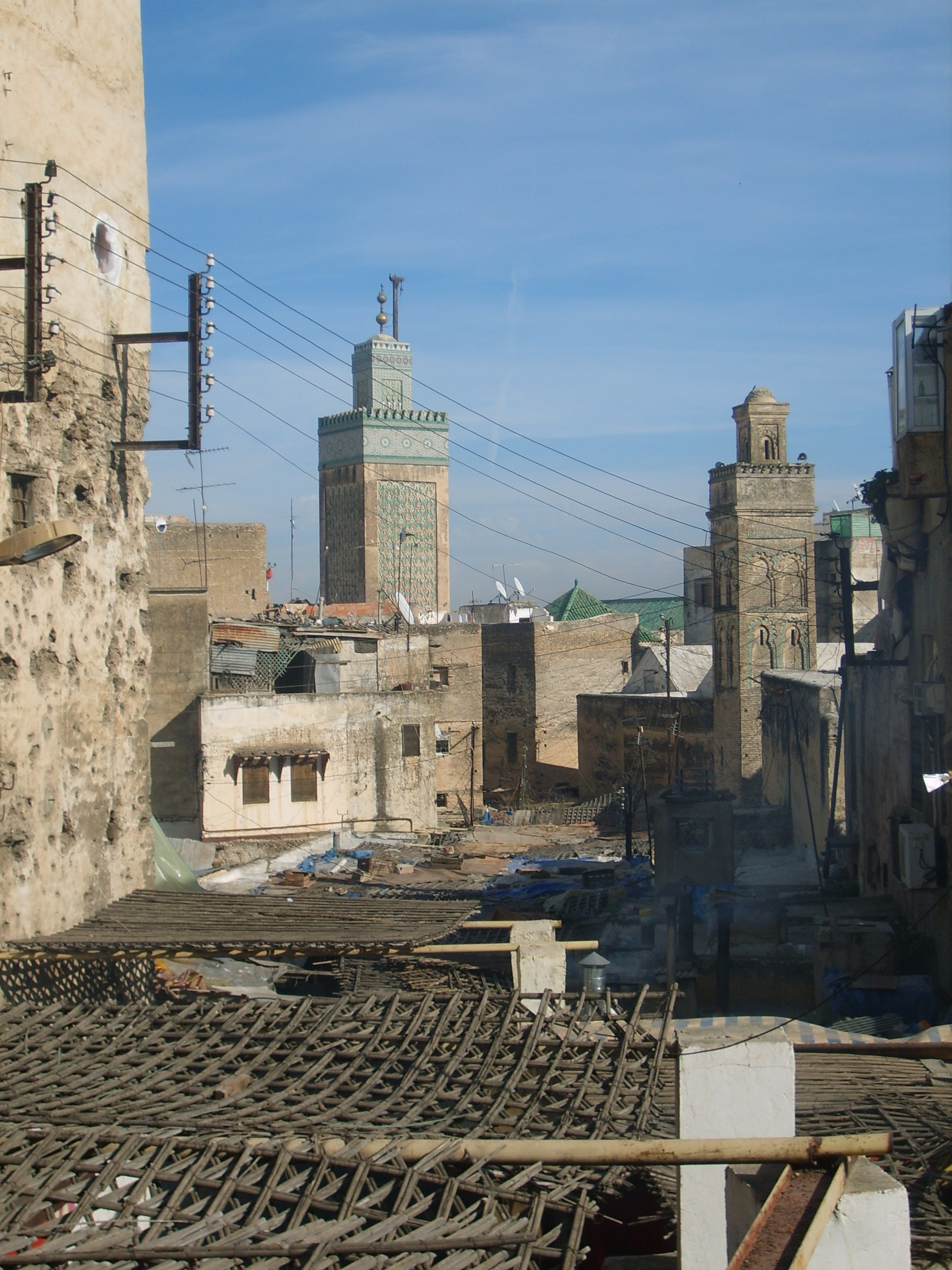
Fès el-Bali
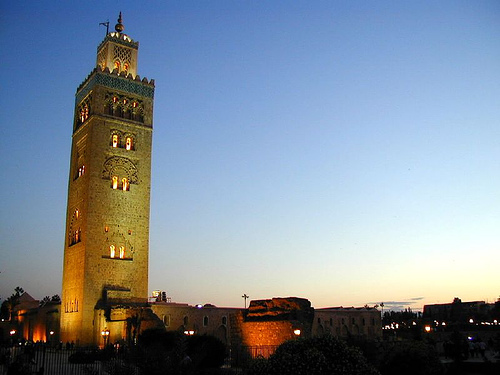
Marrakech
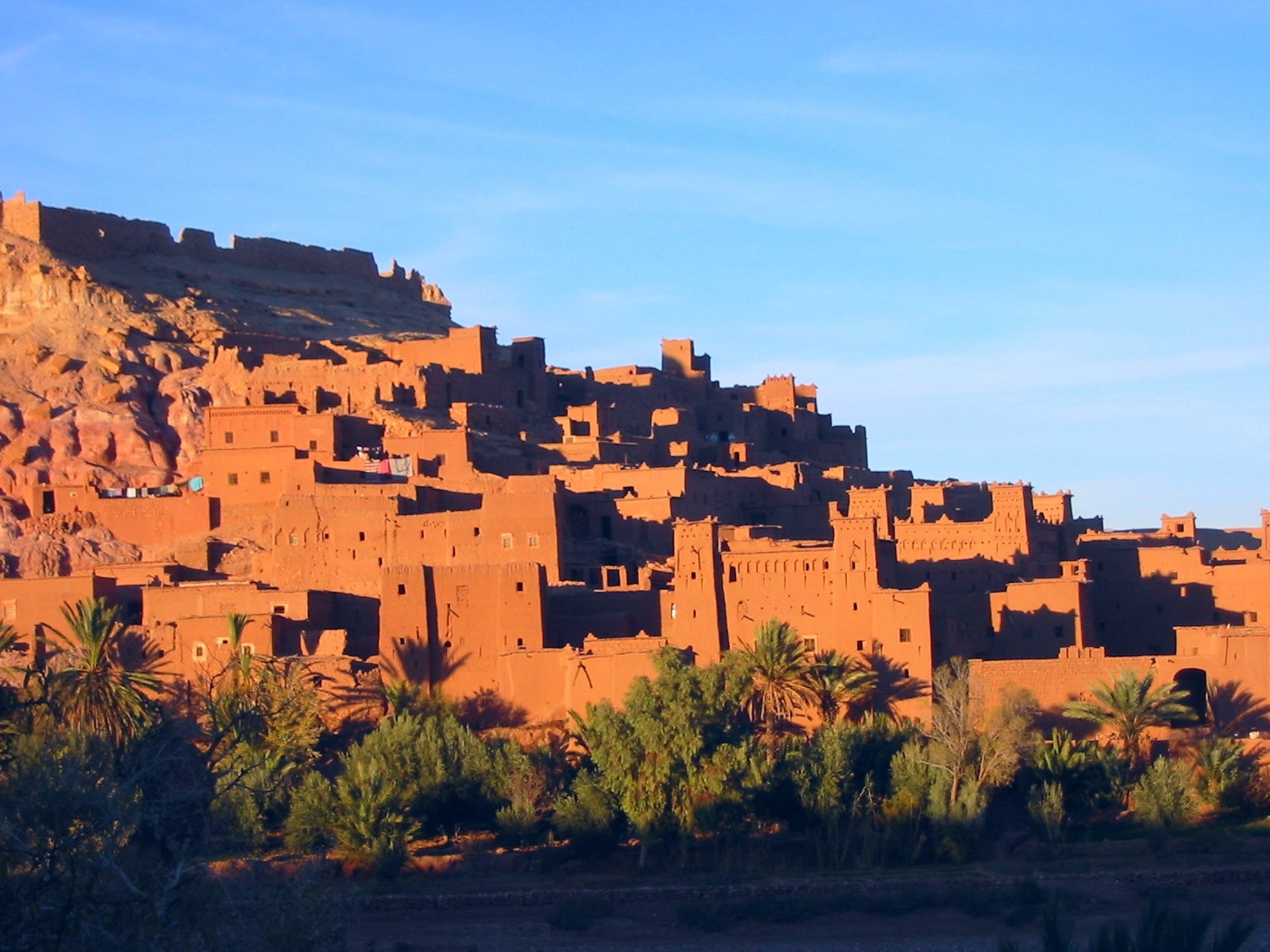
Aït-ben-Haddou
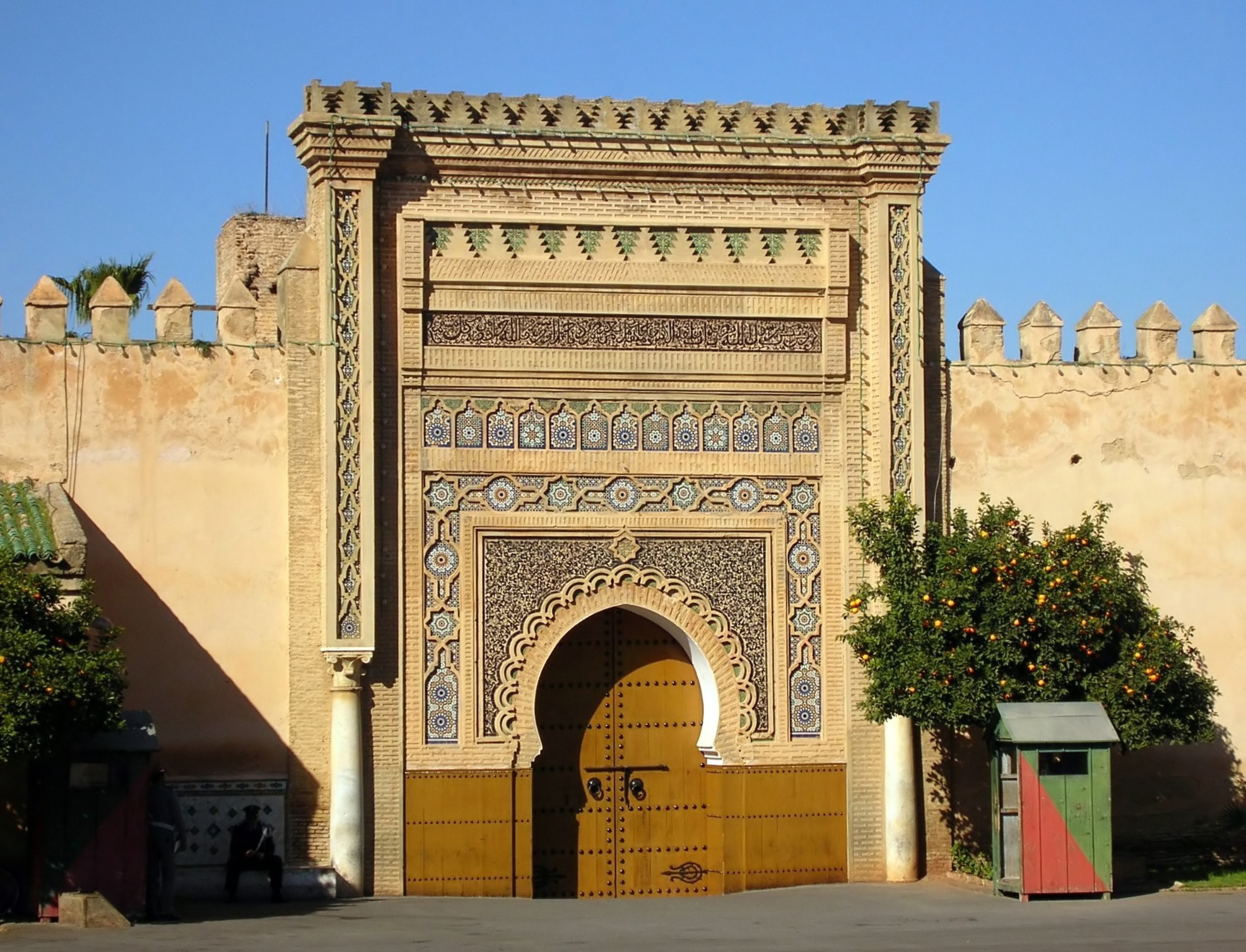
Palais royal de Meknès.
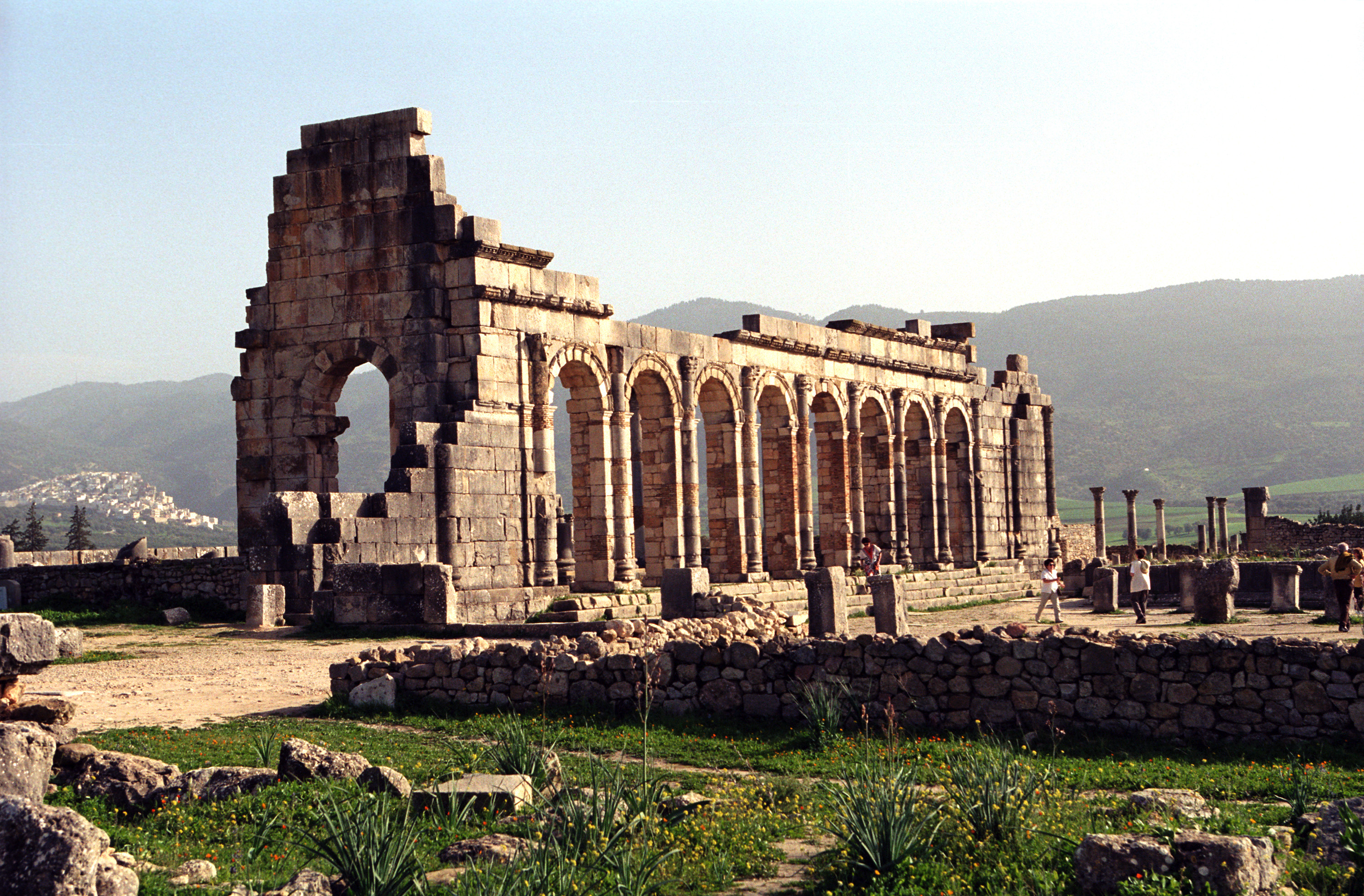
Site archéologique de Volubilis.
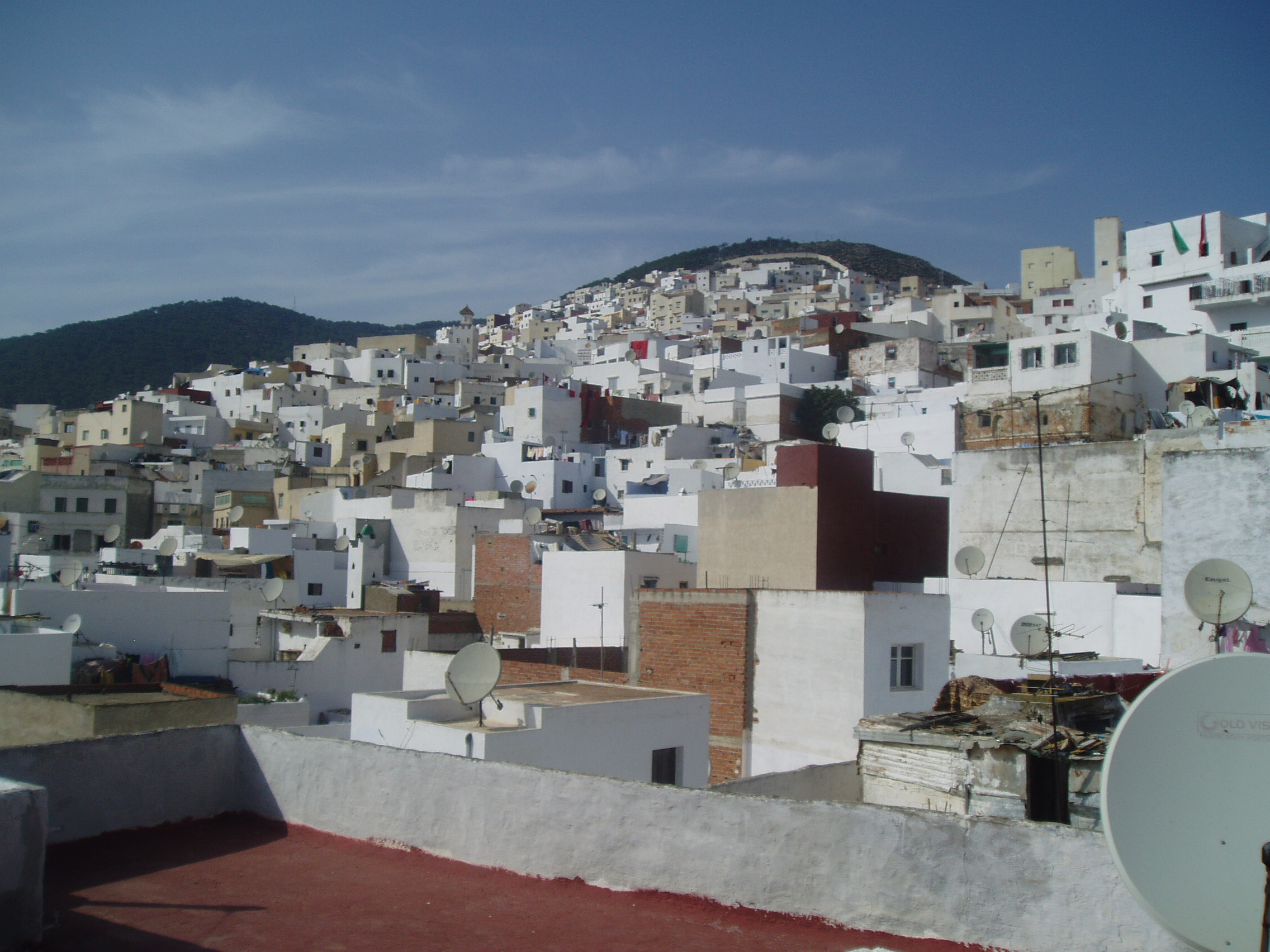
Tétouan
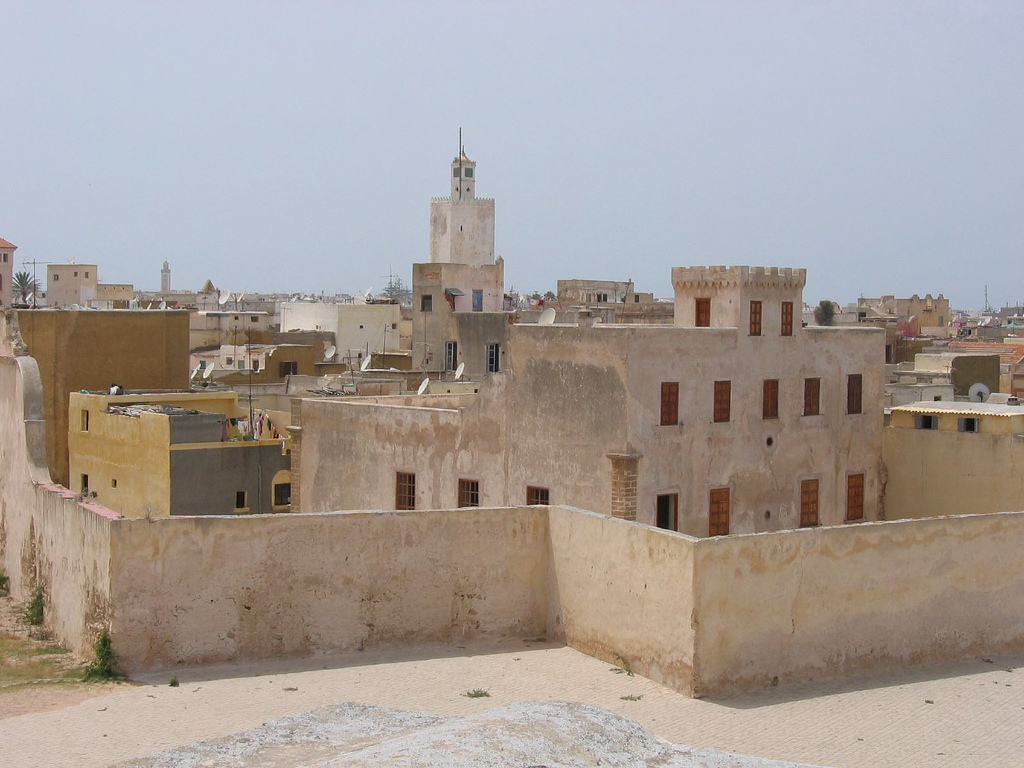
El Jadida
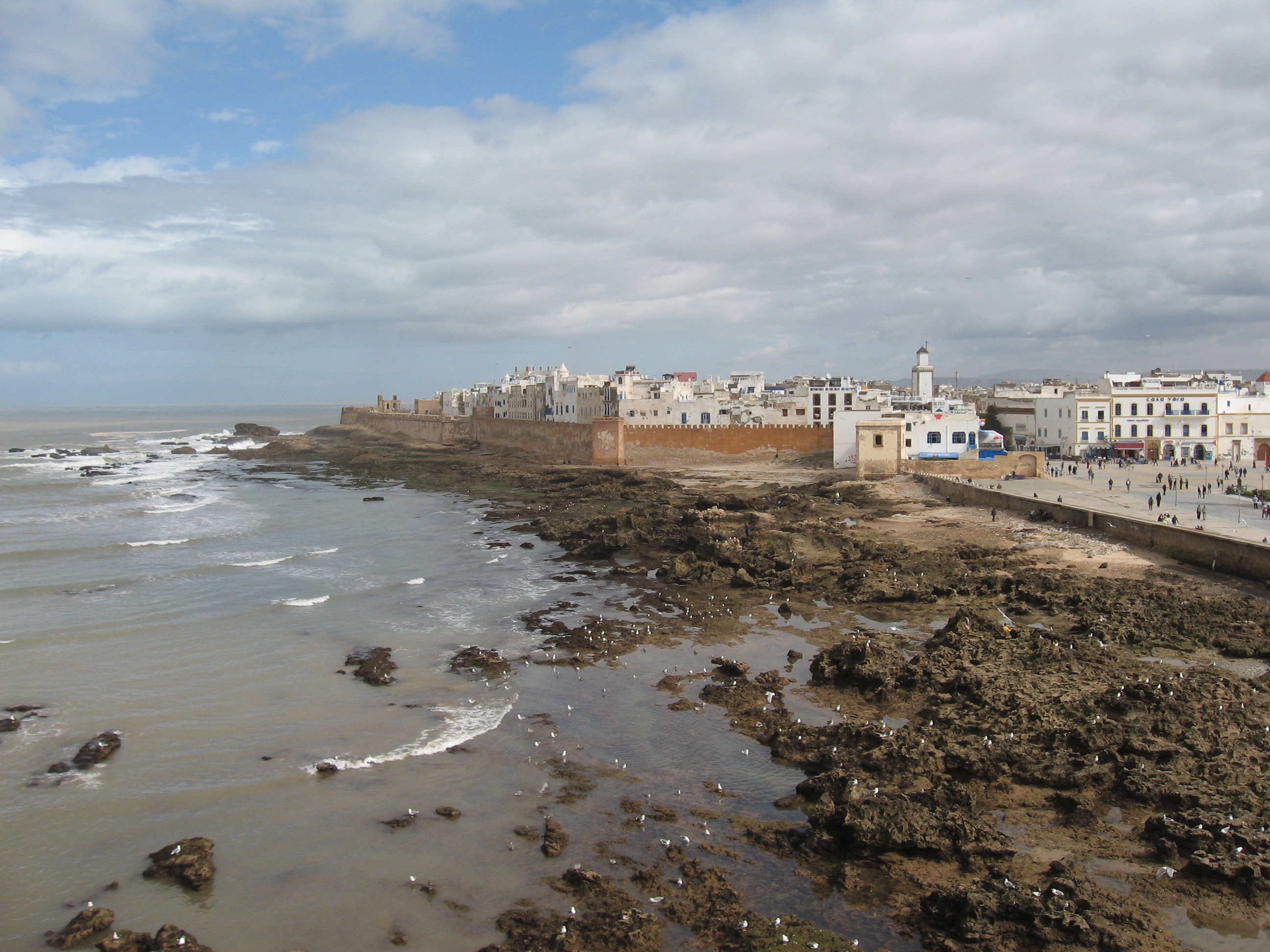
Essaouira
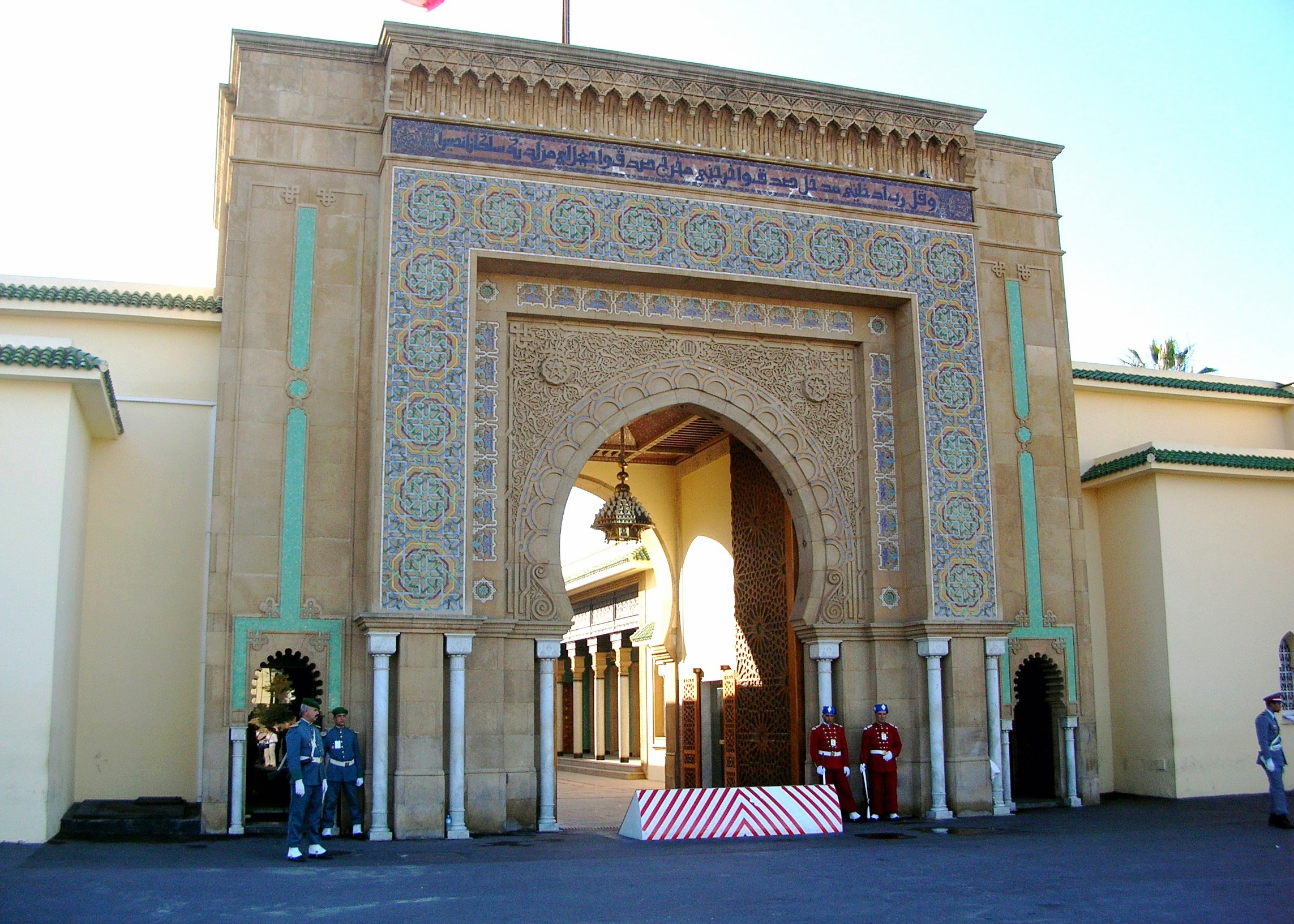
Palais royal

### Mozambique
- 1991 - Culturel - Île de Mozambique

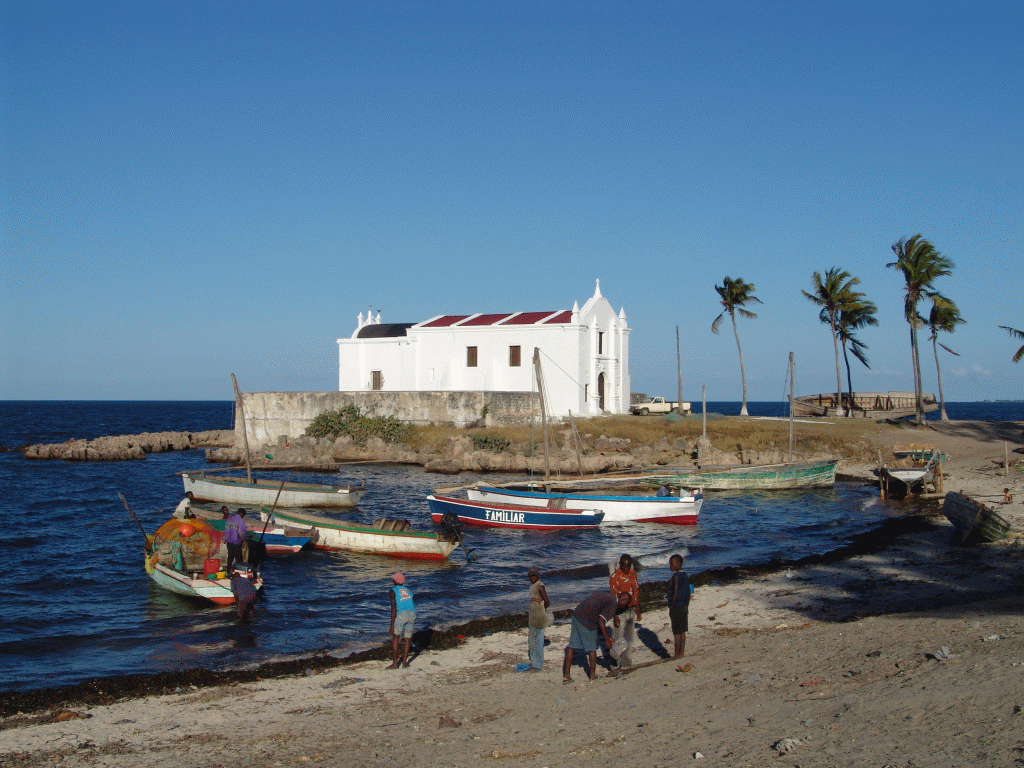
Île de Mozambique

### Namibie
- 2007 - Culturel - Twyfelfontein ou /Ui-//aes
- 2013 - Naturel - Erg du Namib

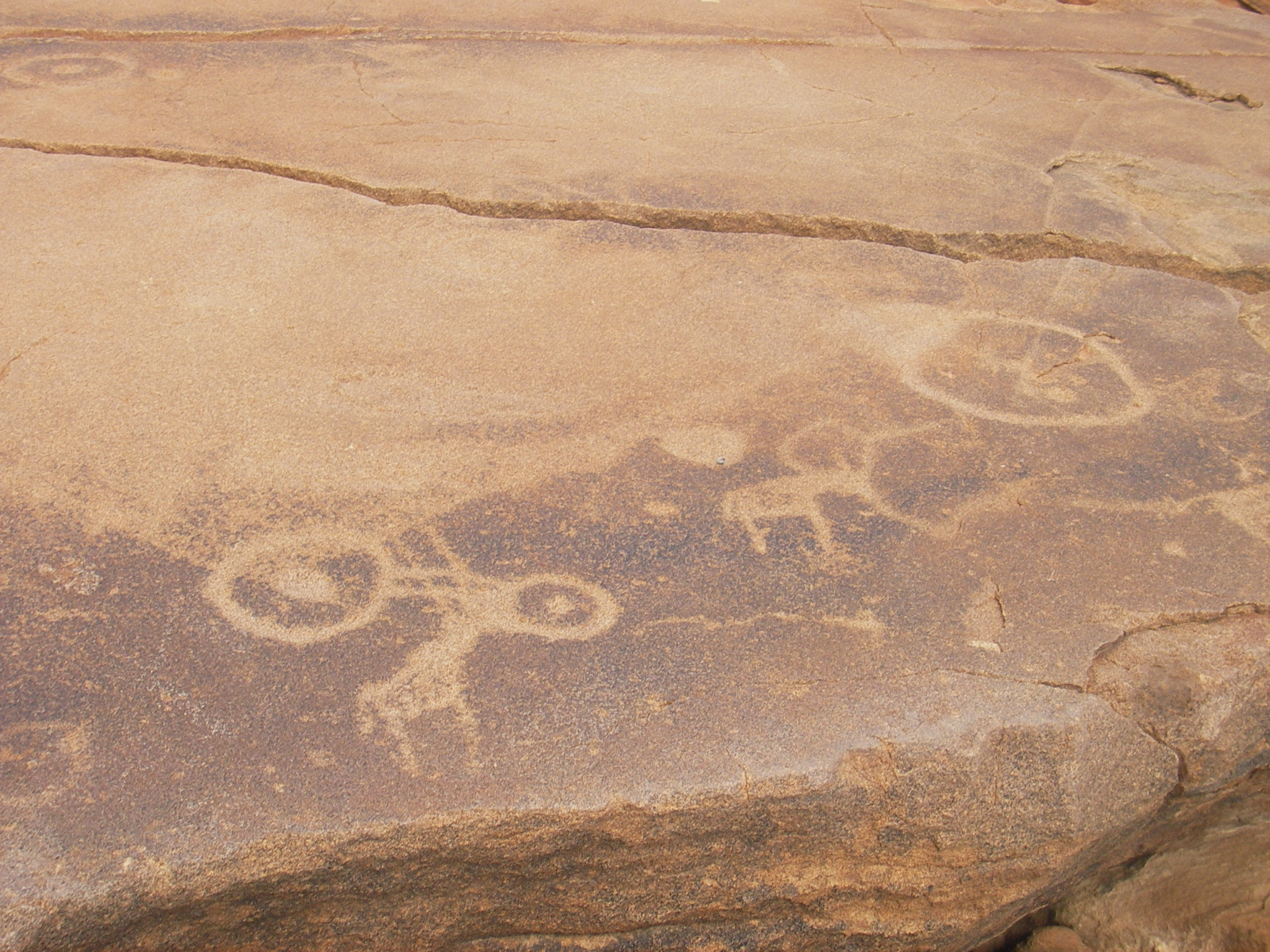
Twyfelfontein
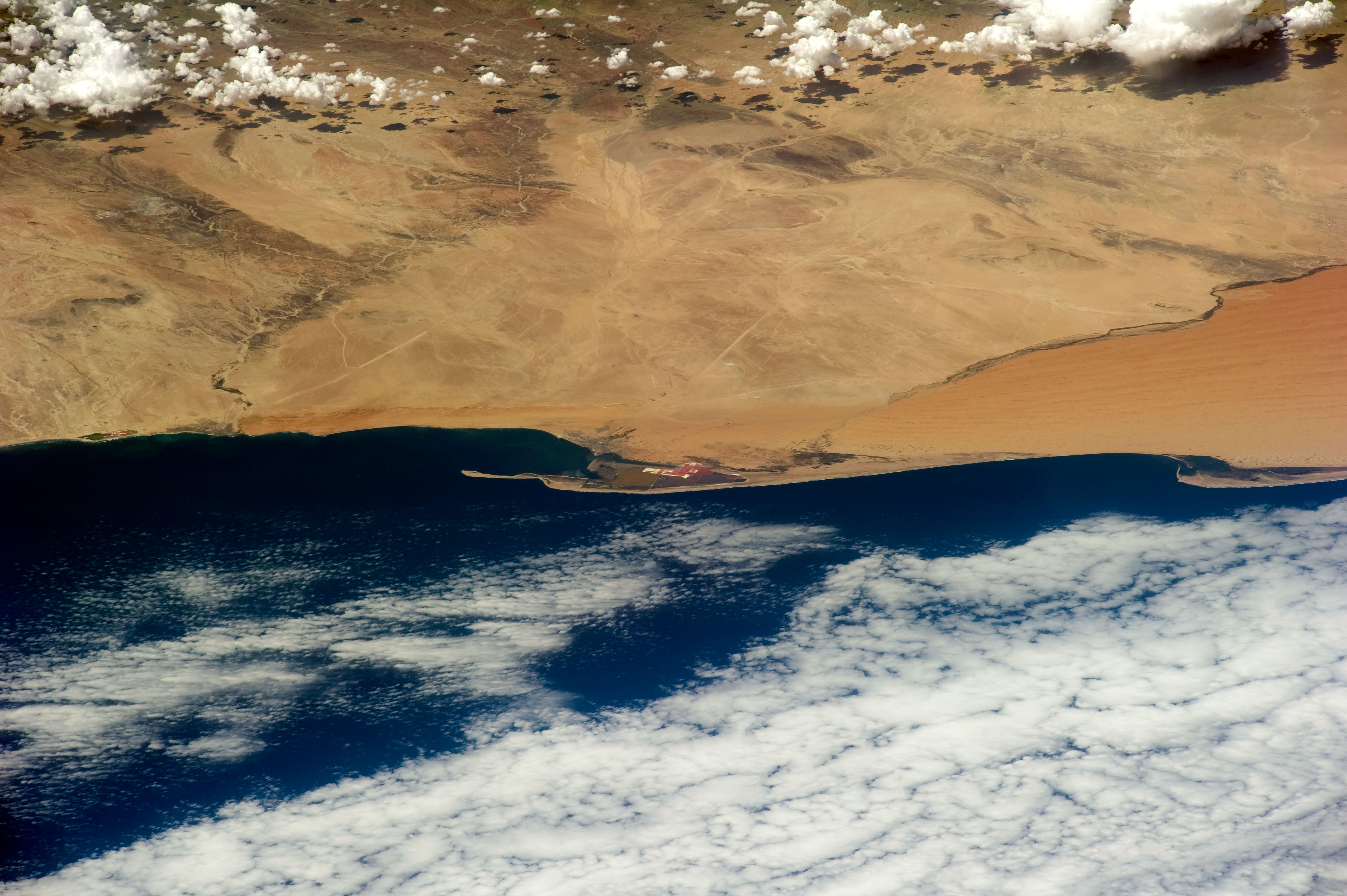
Désert du Namibie

### Niger
- 1991 - Naturel - Réserves naturelles de l'Aïr et du Ténéré †
- 1996 - Naturel - Complexe W-Arly-Pendjari (Parc national du W du Niger)
- 2013 - Culturel - Centre historique d'Agadez

Réserves naturelles de l'Aïr et du Ténéré
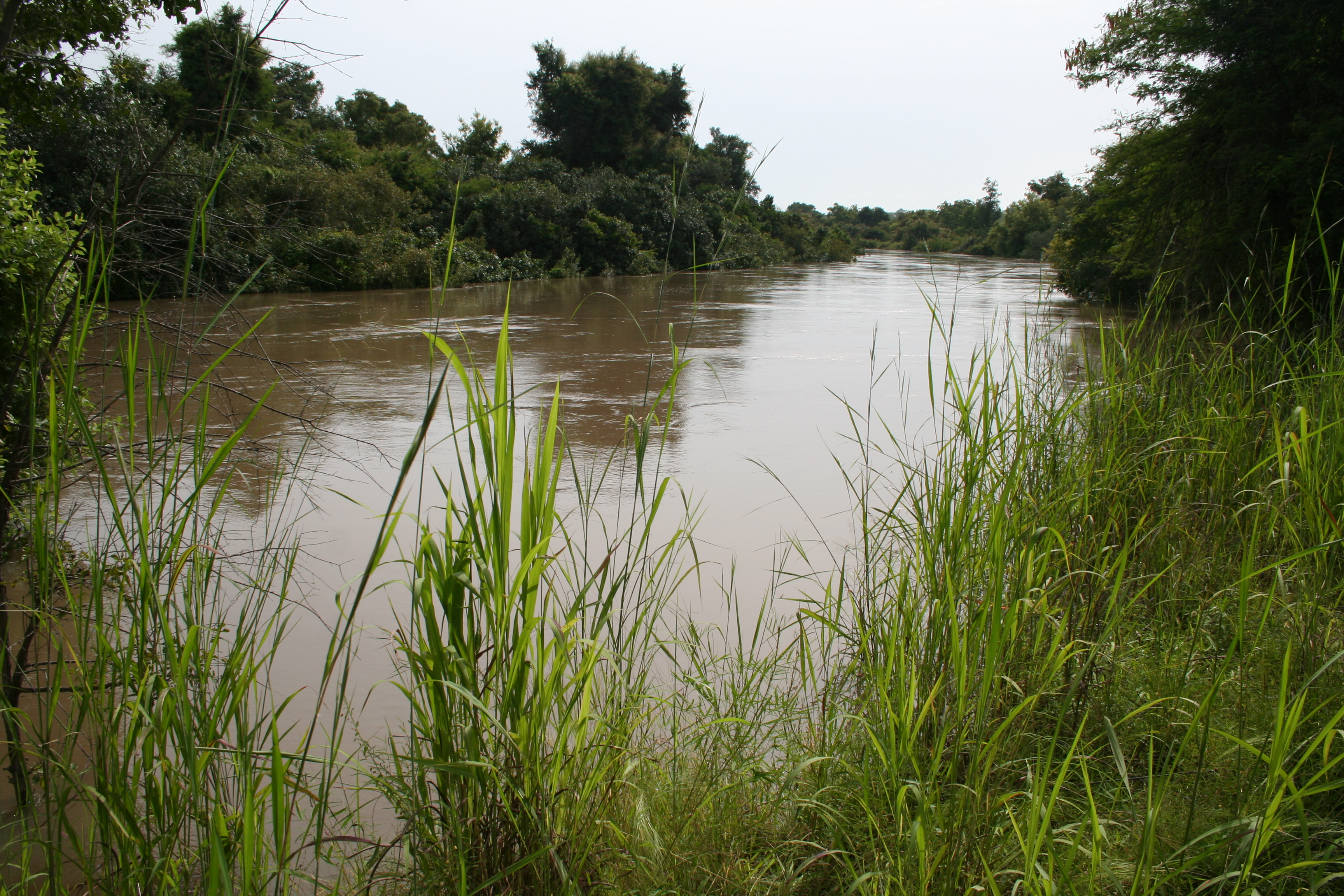
Parc national du W du Niger
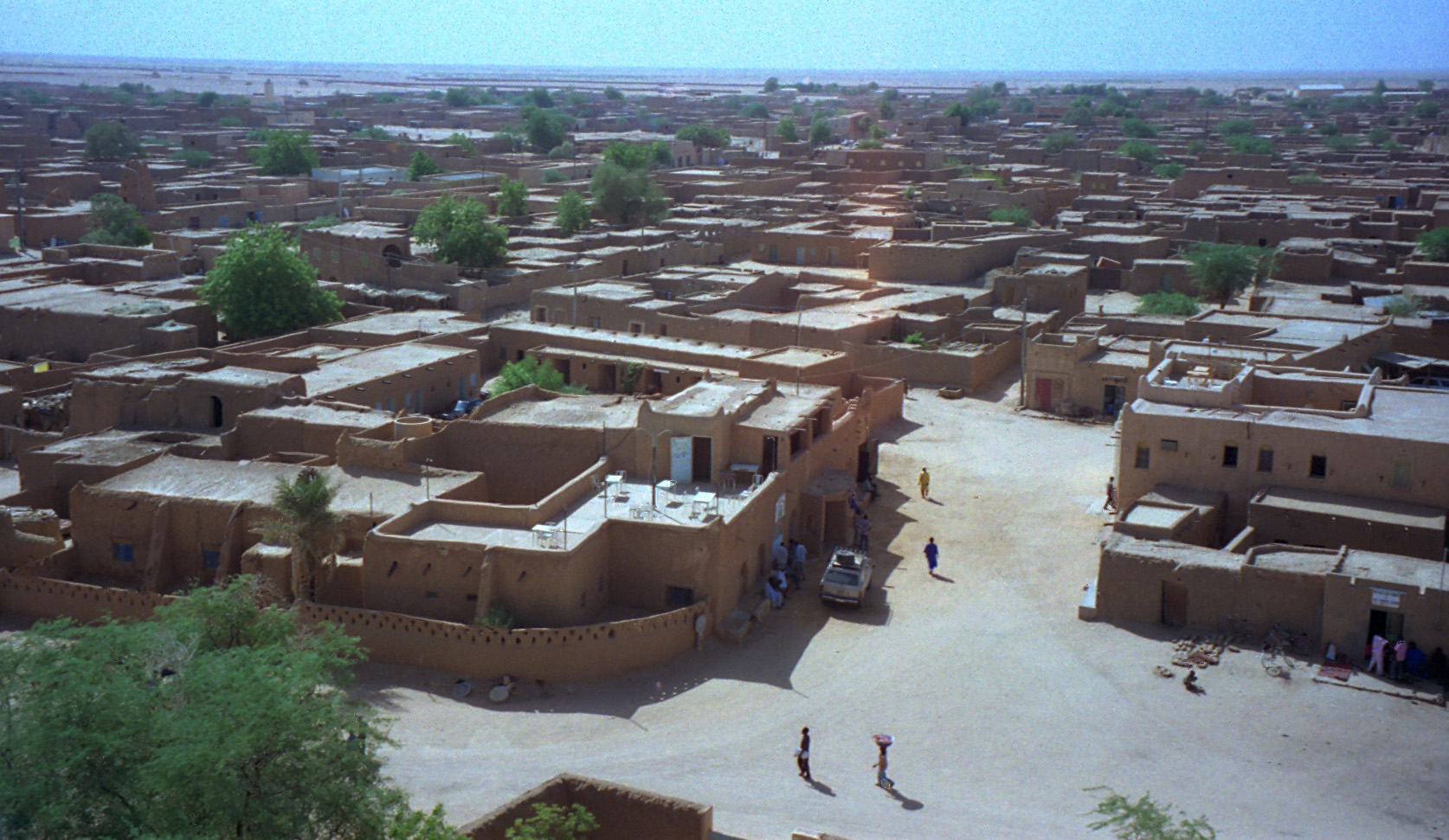
Agadez

### Nigeria
- 1999 - Culturel - Paysage culturel de Sukur
- 2005 - Culturel - Forêt sacrée d'Osun-Oshogbo

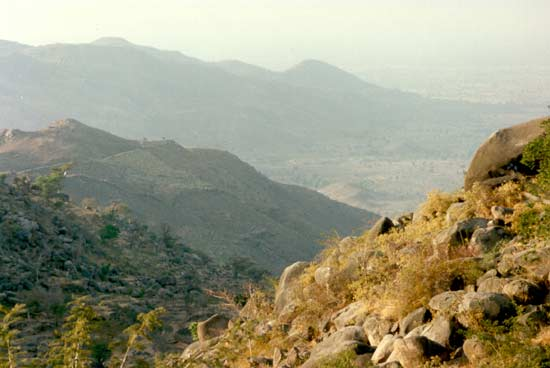
Paysage culturel de Sukur
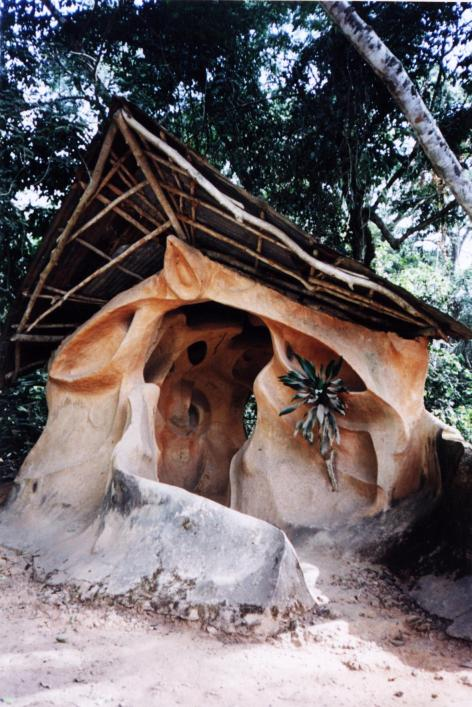
Osun-Oshogbo

### Ouganda
- 1994 - Naturel - Parc national des monts Rwenzori
- 1994 - Naturel - Forêt impénétrable de Bwindi
- 2001 - Culturel - Tombeaux des rois du Buganda à Kasubi †

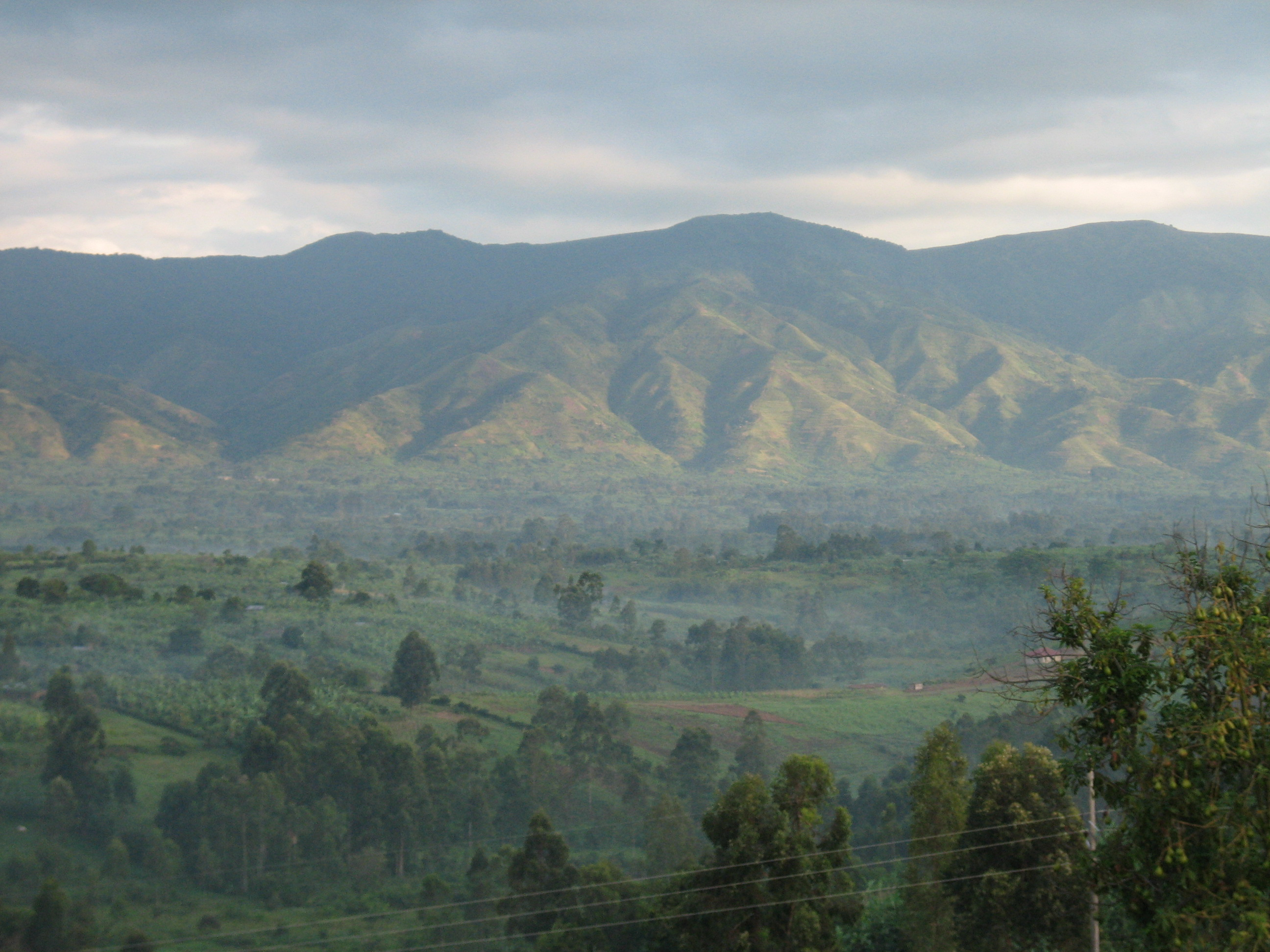
Monts Rwenzori
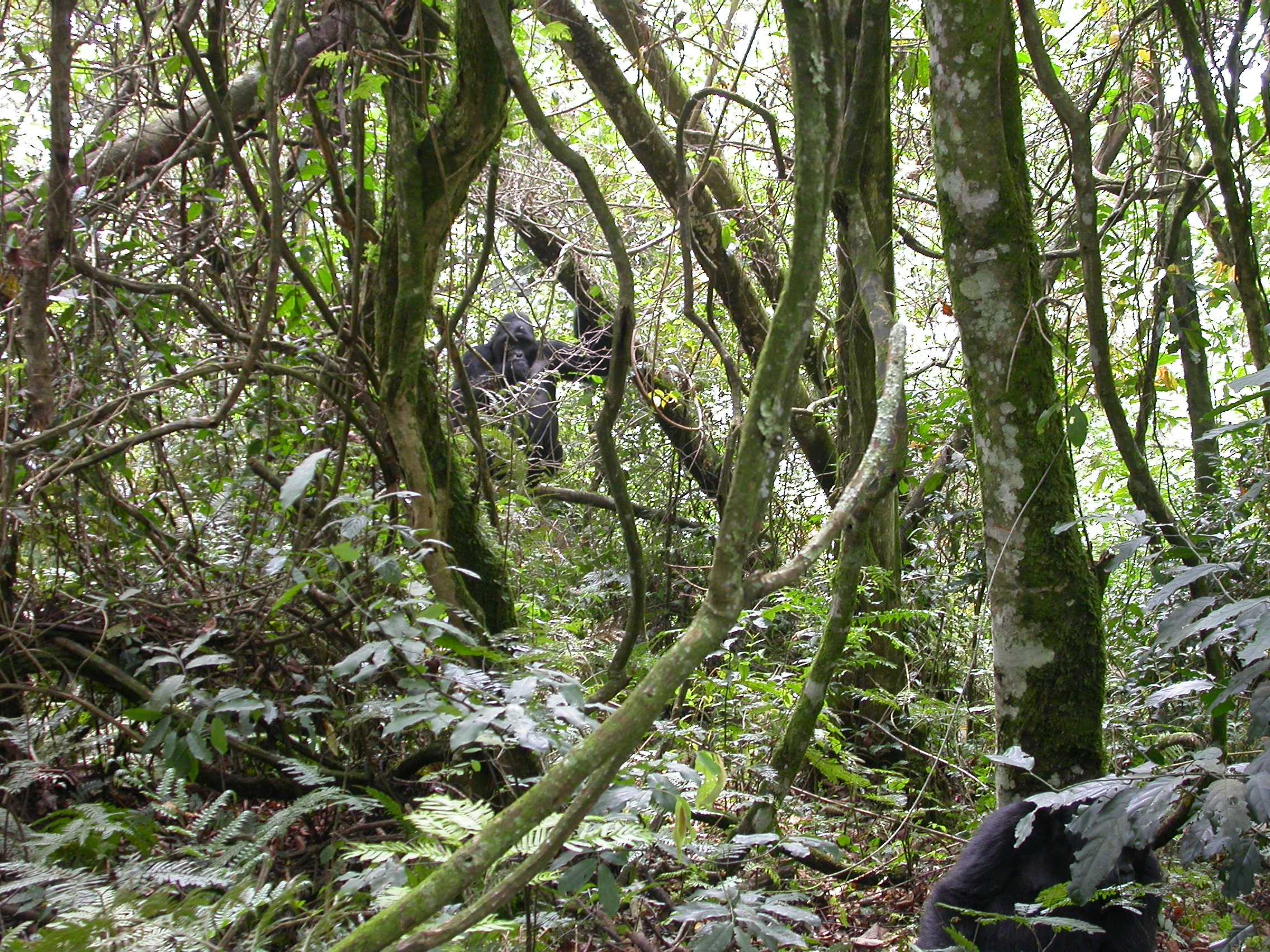
Bwindi
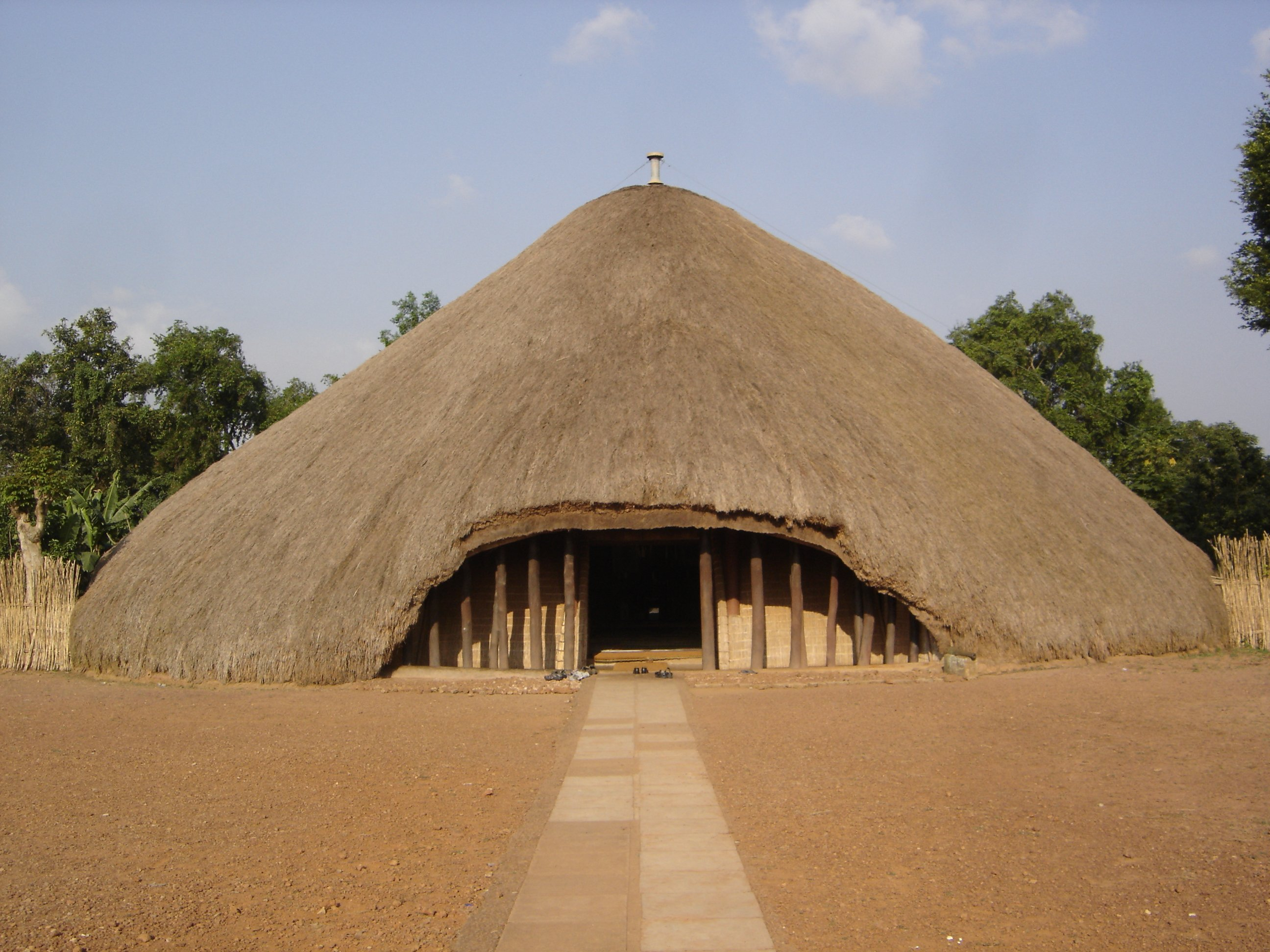
Tombeaux des rois du Buganda à Kasubi

### Portugal(Madère)
- 1999 - Naturel - Laurisylve

- Laurisylve

### Royaume-Uni
- 1995 - Naturel - Île Gough et Inaccessible (Tristan da Cunha)

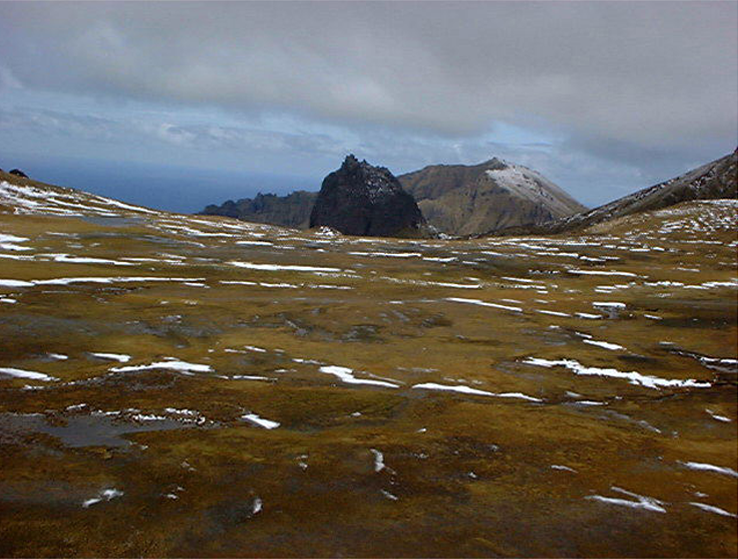
Île Inaccessible

### Rwanda
- 2023 - Naturel - Parc national de Nyungwe
- 2023 - Culturel - Sites mémoriaux du génocide : Nyamata, Murambi, Gisozi et Bisesero

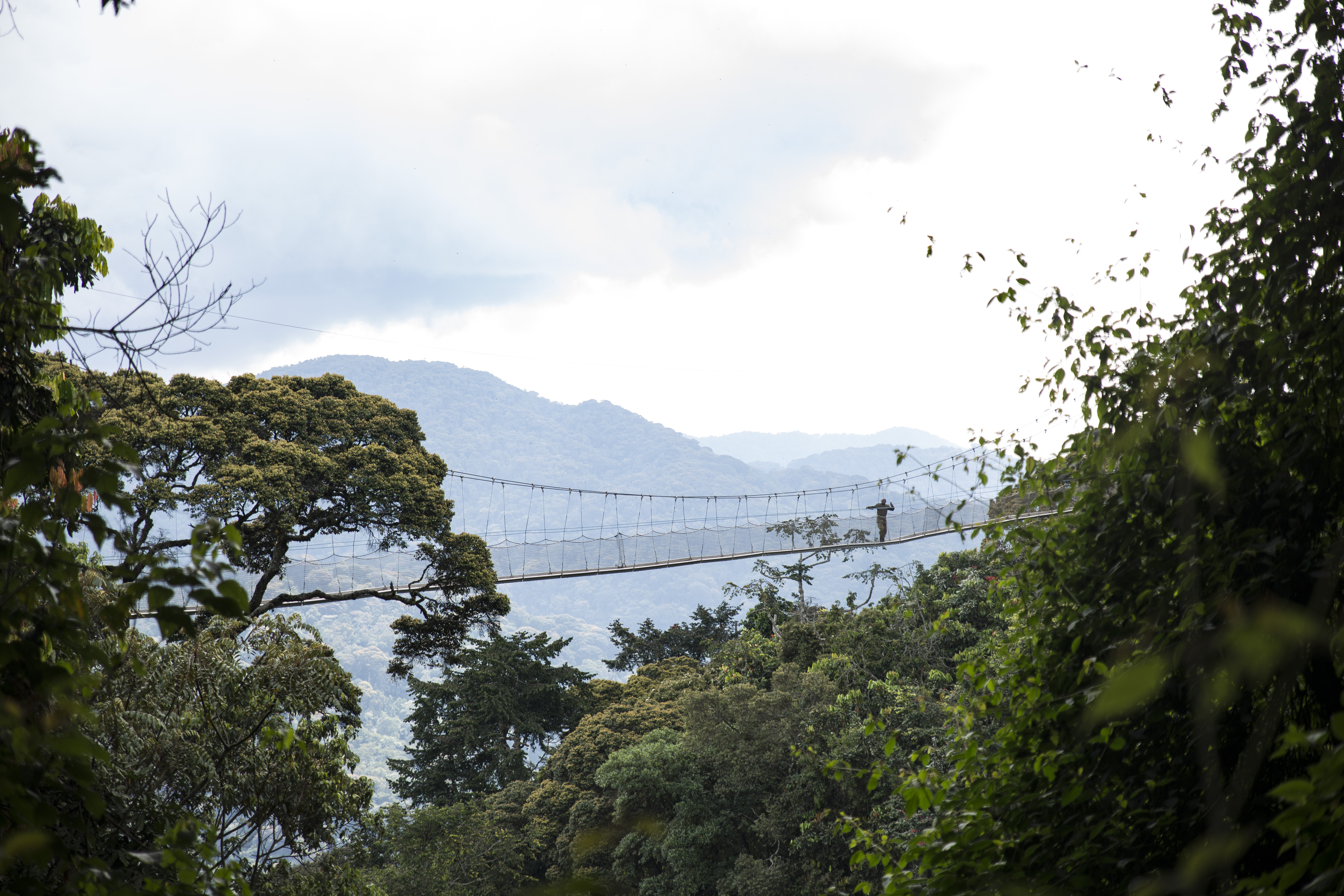
un pont suspendu dans le parc national de Nyungwe

### Sénégal
- 1978 - Culturel - Île de Gorée
- 1981 - Naturel - Parc national du Niokolo-Koba †
- 1981 - Naturel - Parc national des oiseaux du Djoudj
- 2000 - Culturel - Île de Saint-Louis
- 2011 - Culturel - Parc national du delta du Saloum
- 2012 - Culturel - Pays bassari: paysages culturels bassari, peul et bédik

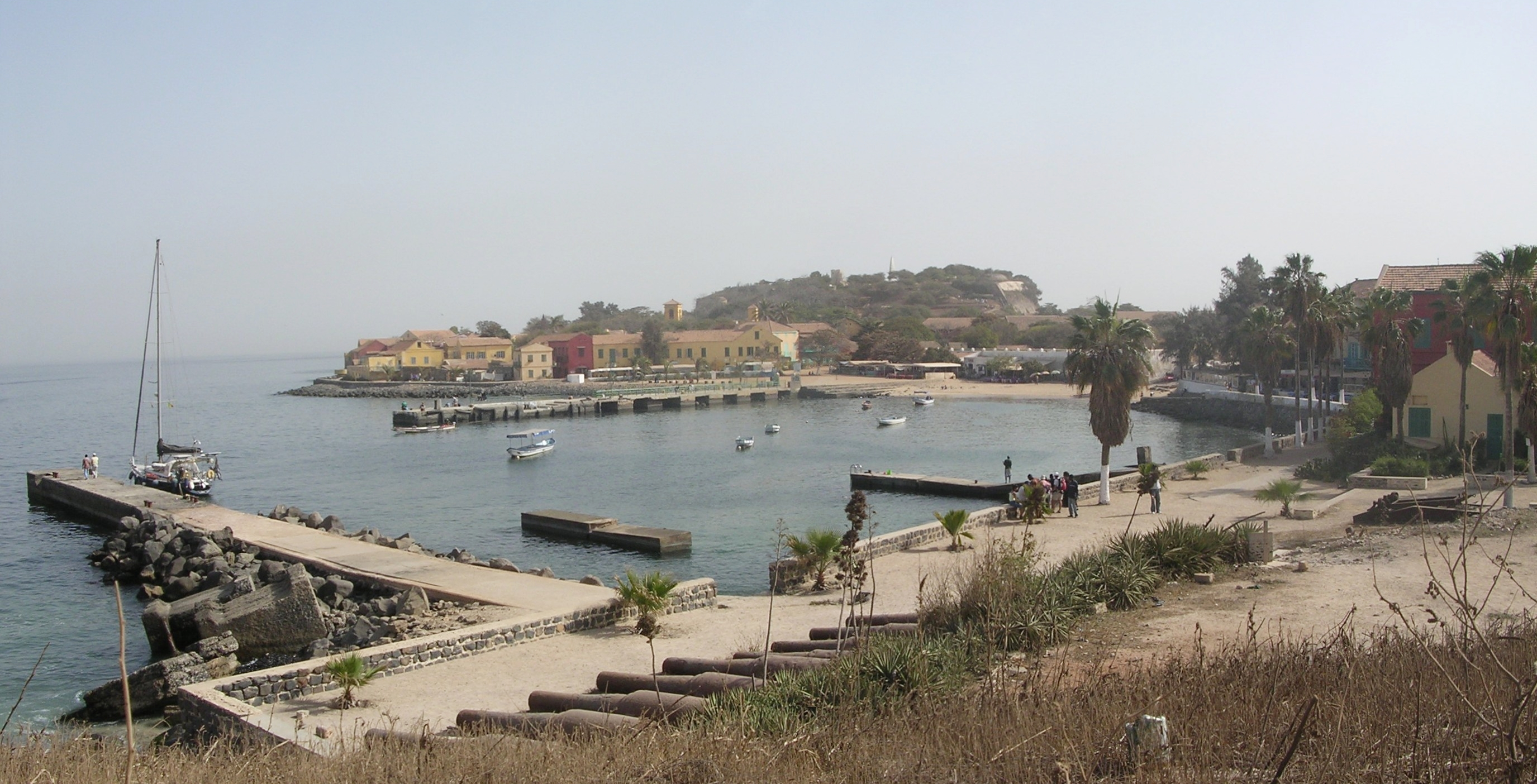
Île de Gorée.
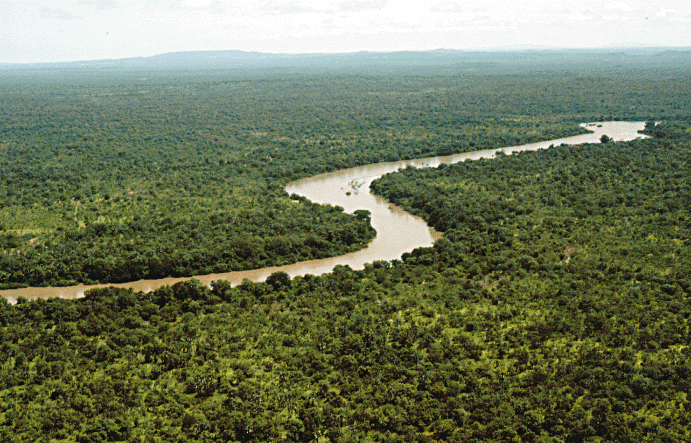
Fleuve Gambie.
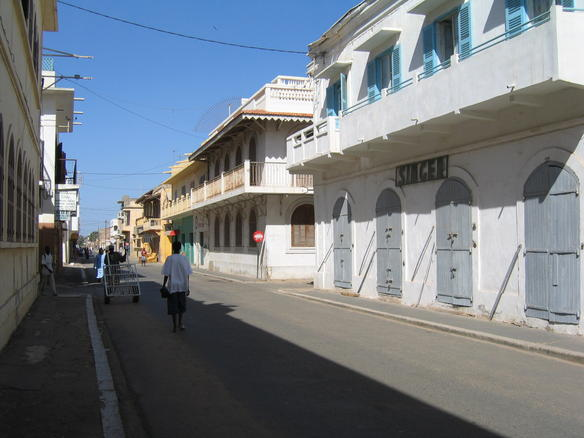
Saint-Louis.
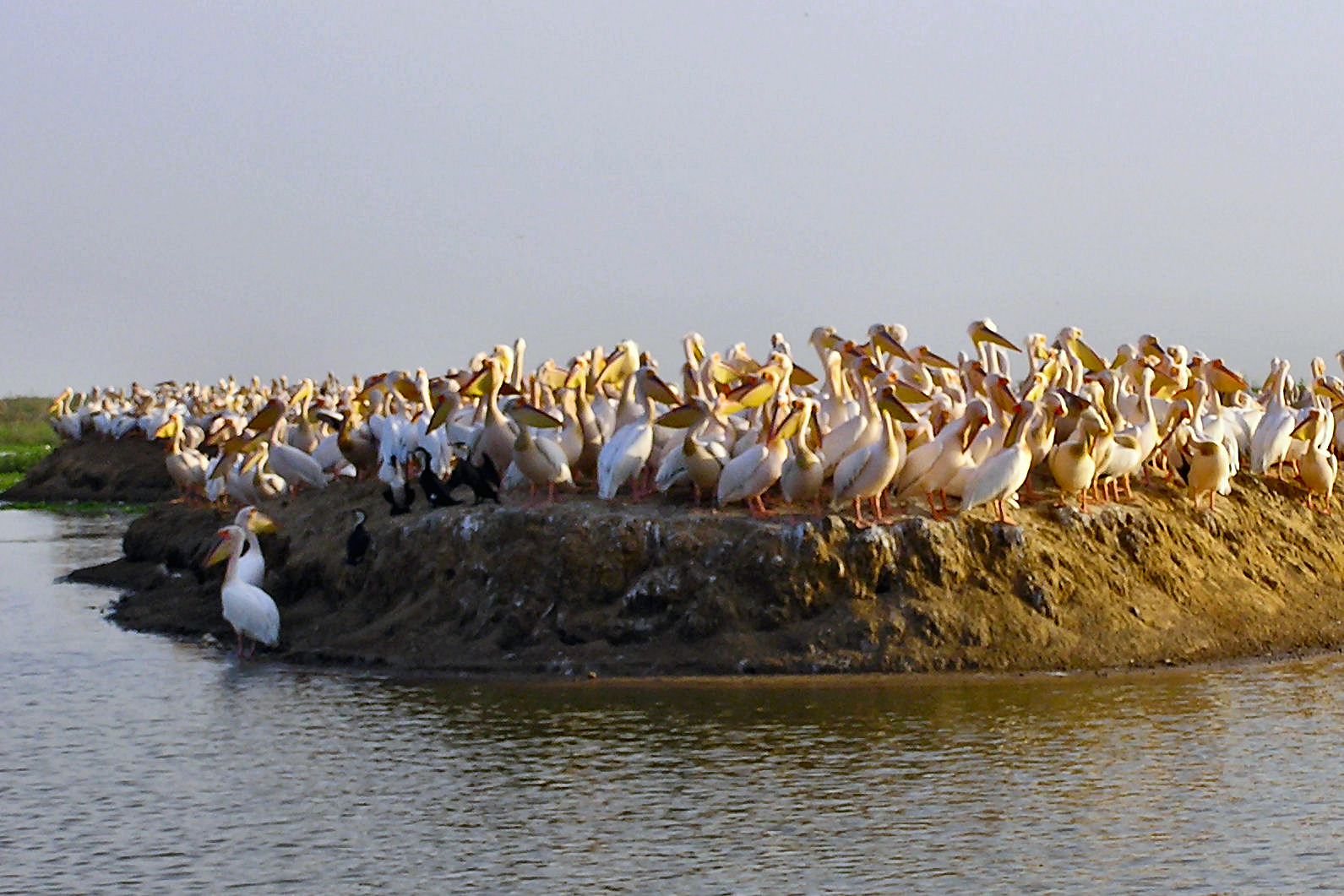
Île Djoudj.
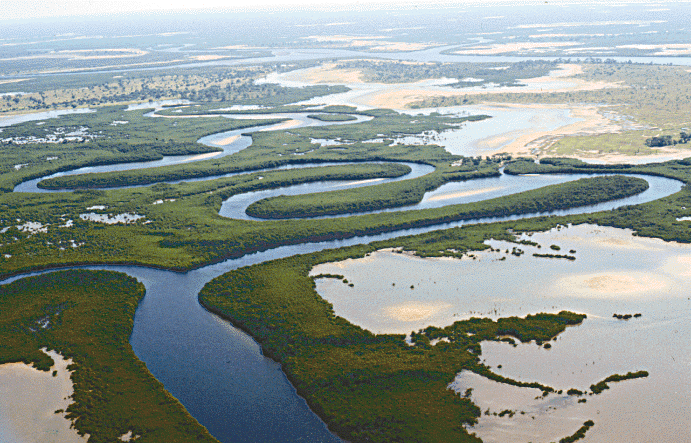
Parc national du delta du Saloum.
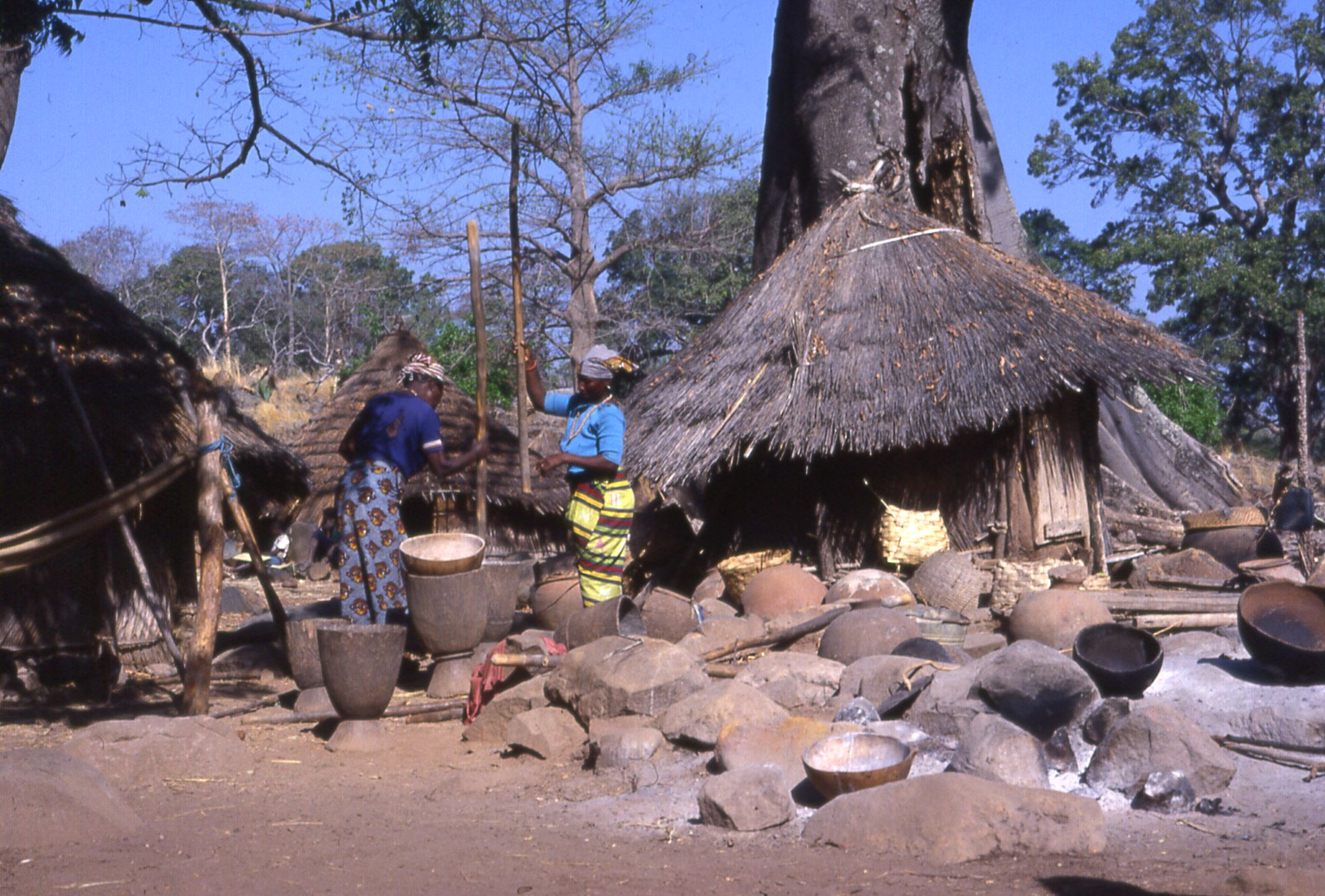
Village Bedik.

### Seychelles
- 1982 - Naturel - Atoll d'Aldabra
- 1983 - Naturel - Réserve naturelle de la Vallée de Mai

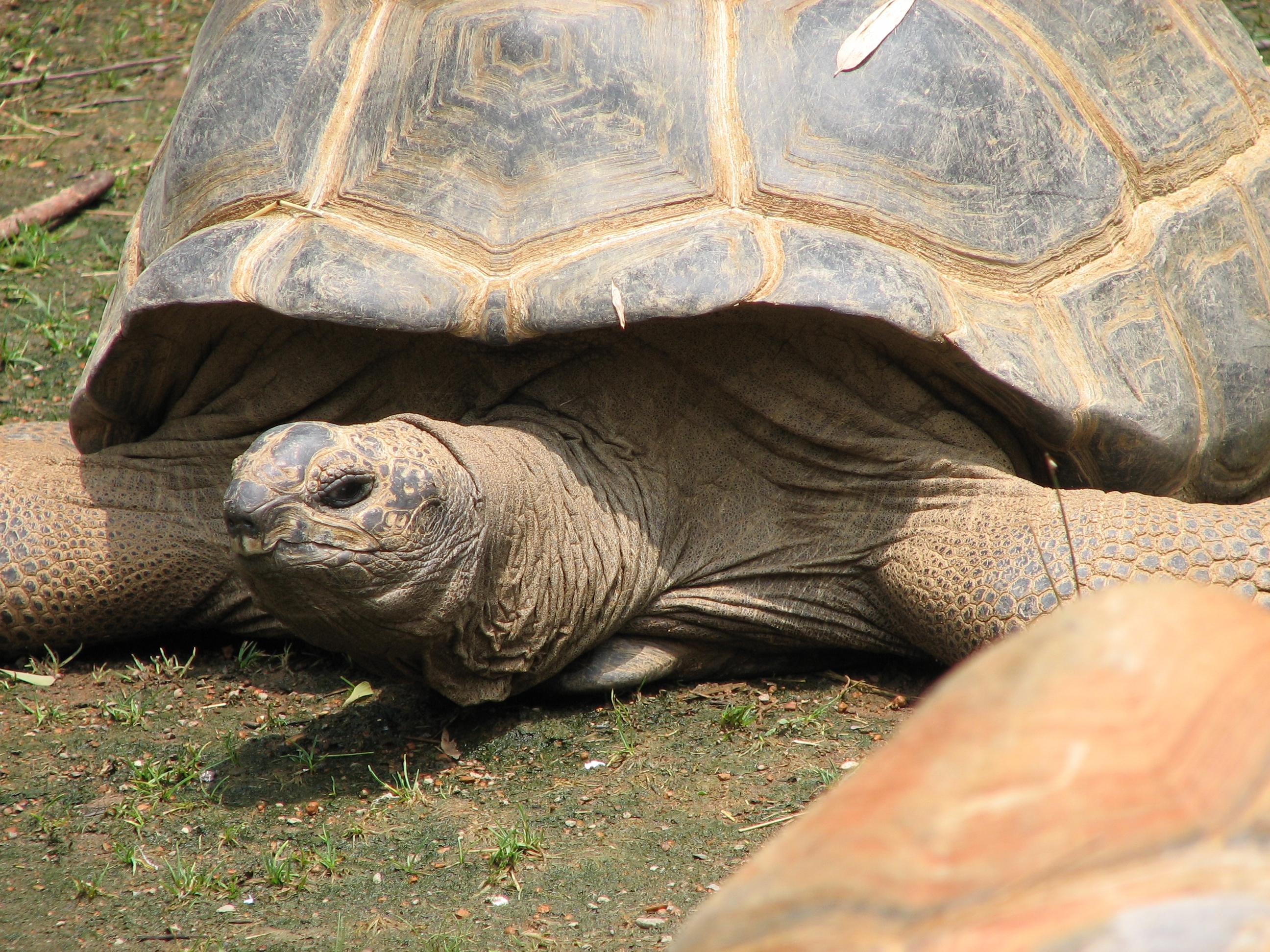
Aldabra.
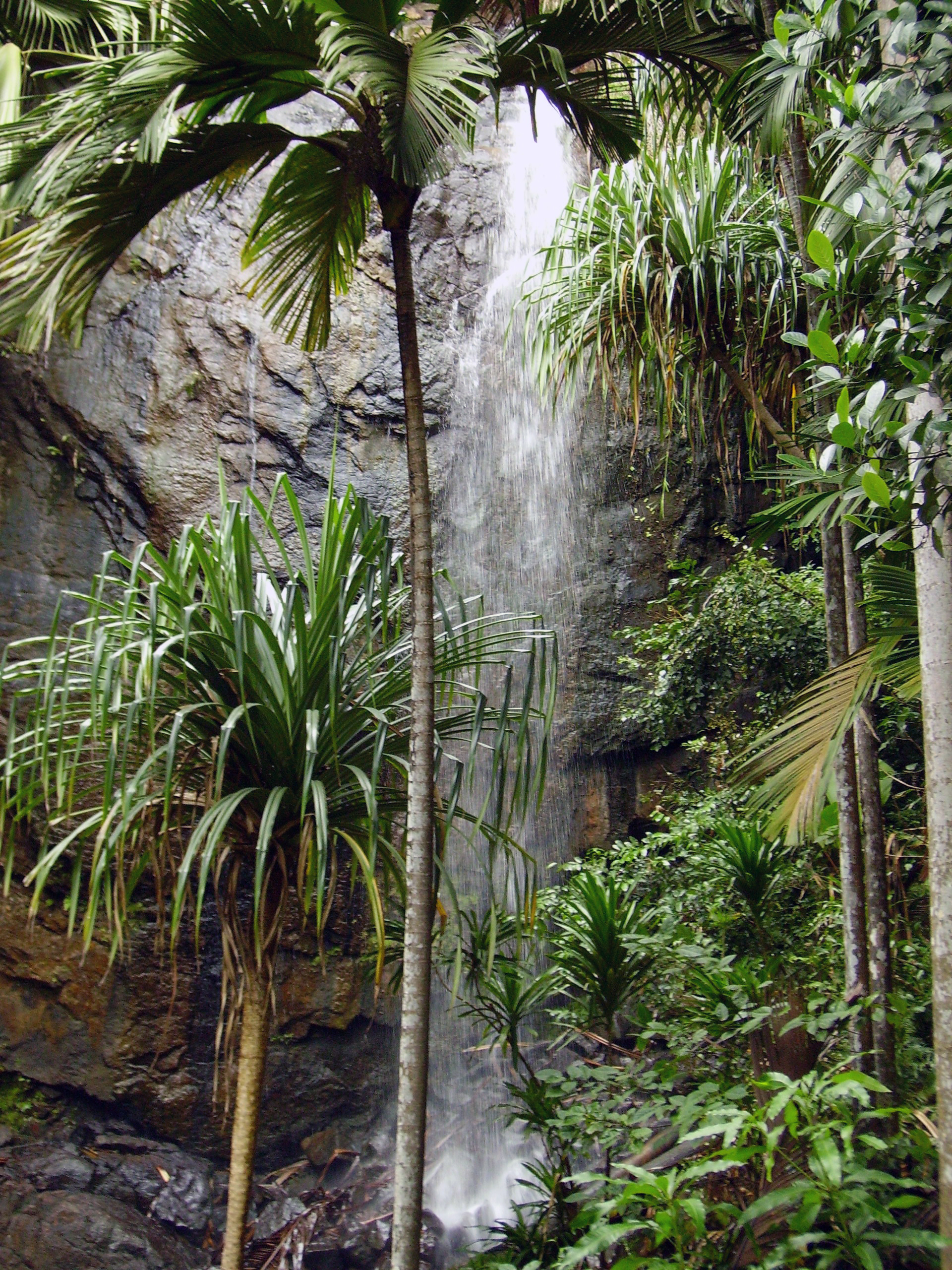
Vallée de Mai.

### Sierra Leone
- 2025 - Naturel - Complexe Gola-Tiwai (en)[14]

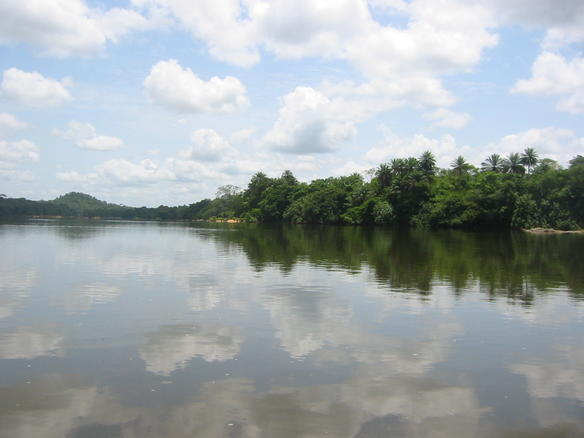
Île de Tiwai.

### Soudan
- 2003 - Culturel - Gebel Barkal et sites de la région napatéenne
- 2011 - Culturel - Sites archéologiques de Méroé
- 2016 - Naturel - Parc national marin de Sanganeb et parc national marin de la baie de Dungonab – île de Mukkawar

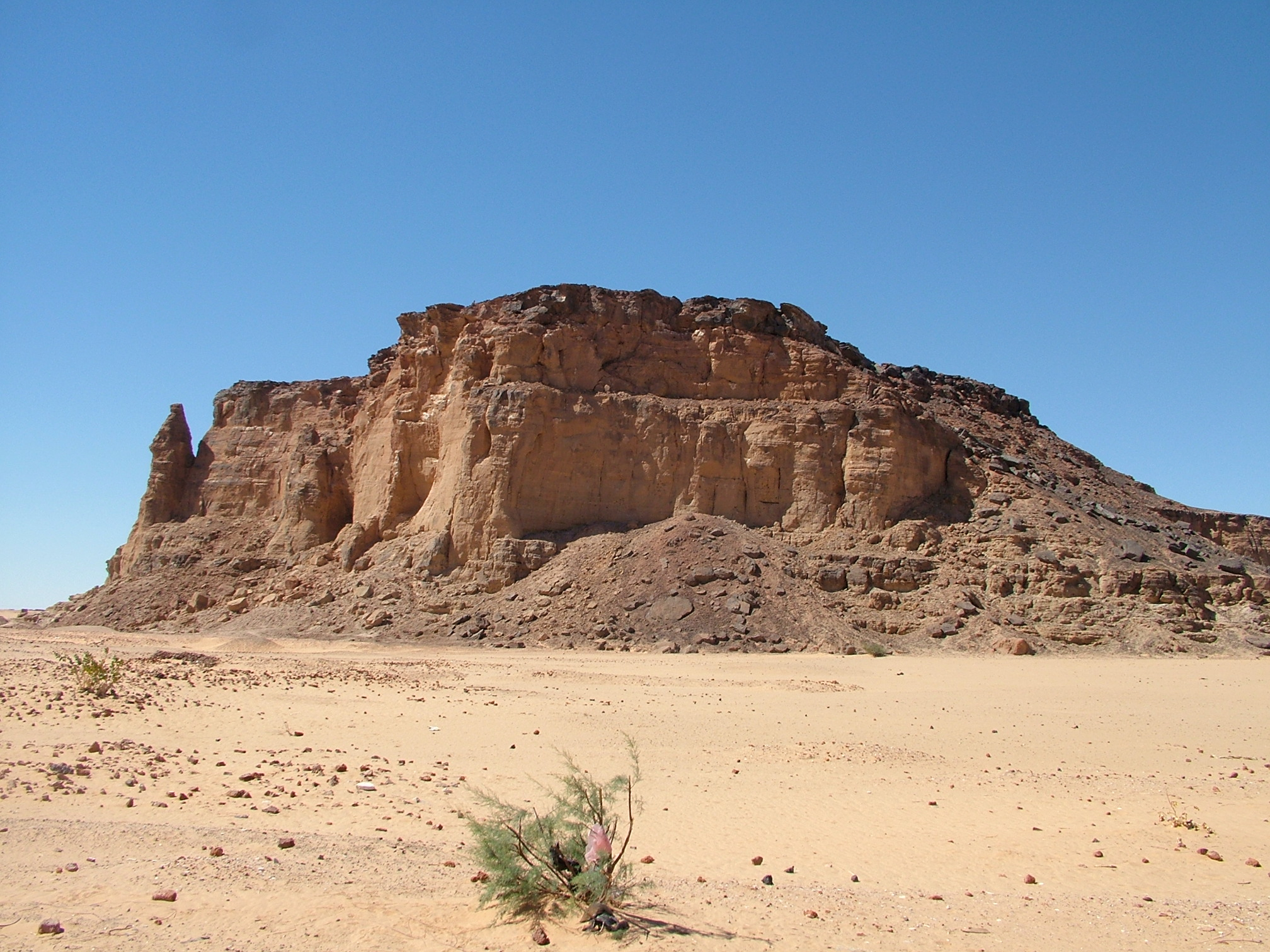
Gebel Barkal.
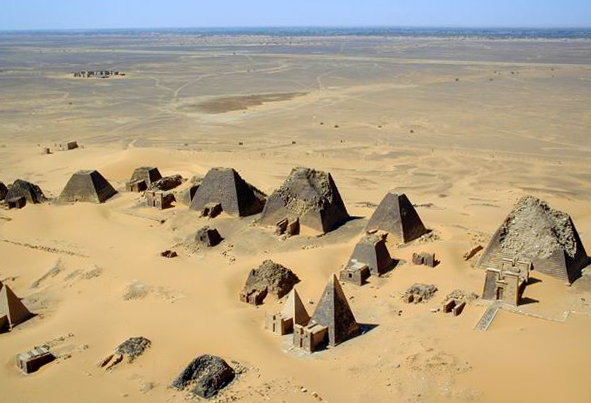
Méroé.

### Tanzanie
- 1979 - Mixte - Aire de conservation du Ngorongoro
- 1981 - Naturel - Parc national du Serengeti
- 1981 - Culturel - Ruines de Kilwa Kisiwani et de Songo Mnara
- 1982 - Naturel - Réserve de gibier de Sélous †
- 1987 - Naturel - Parc national du Kilimandjaro
- 2000 - Culturel - La ville de pierre de Zanzibar
- 2006 - Culturel - Sites d'art rupestre de Kondoa

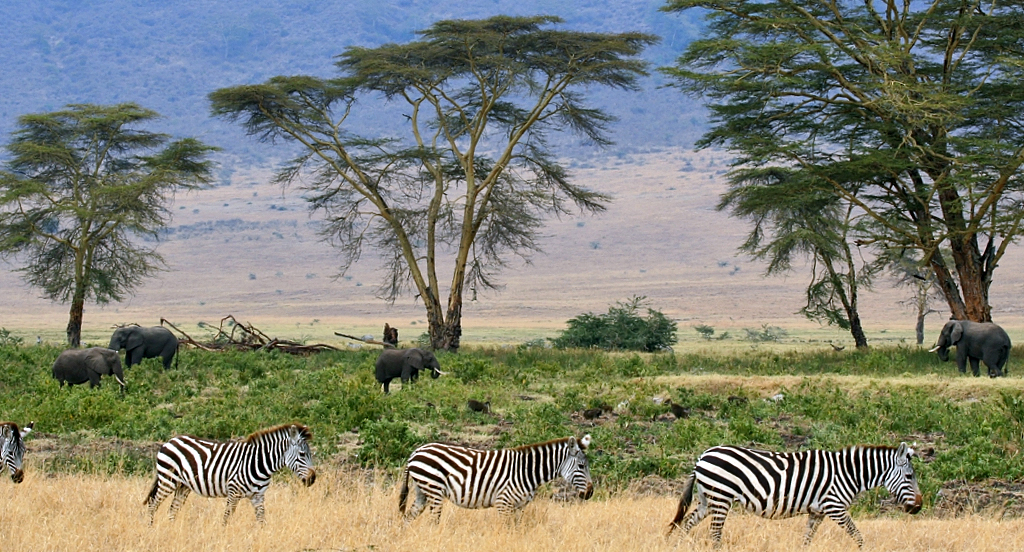
Zèbres.
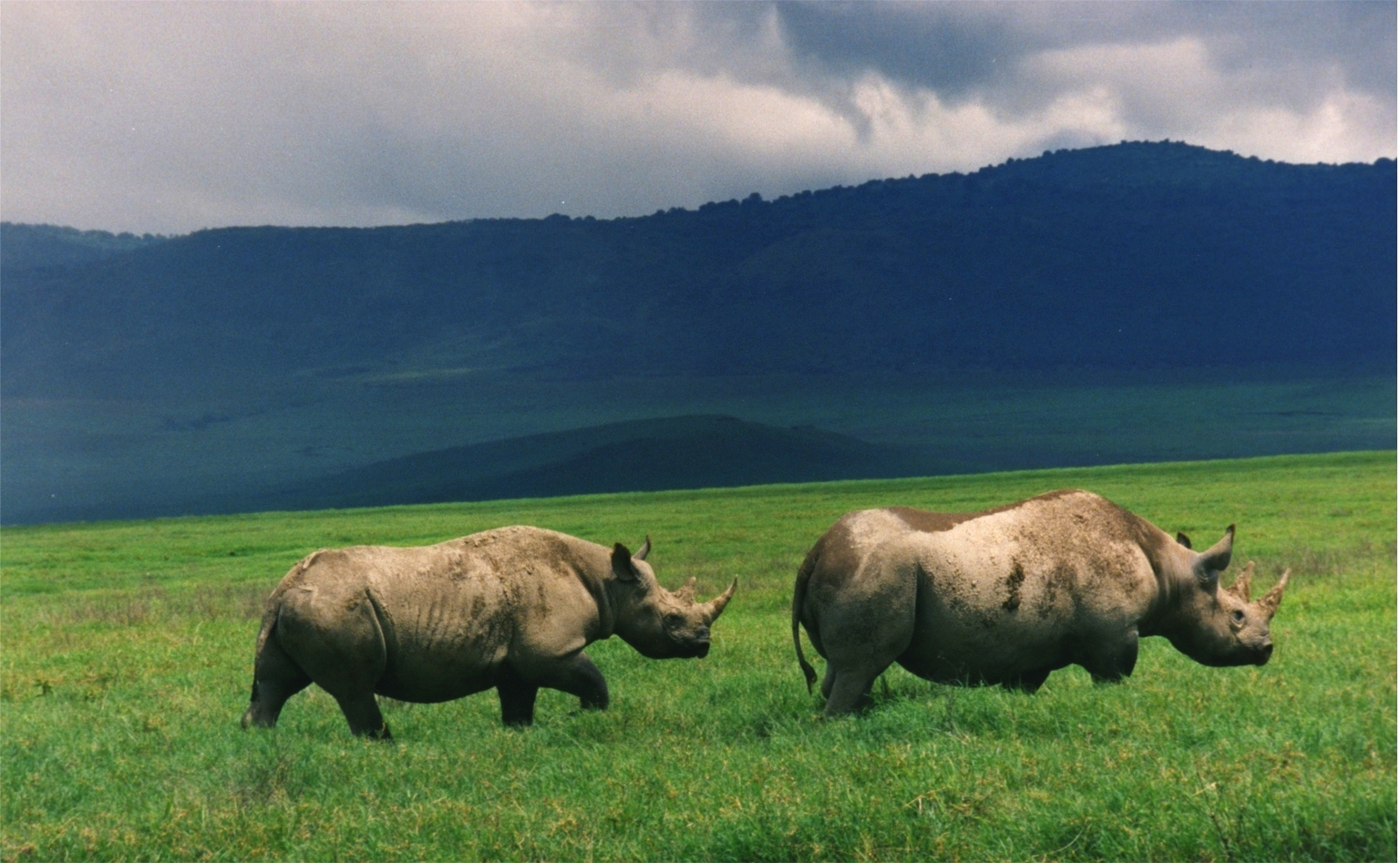
Rhinocéros noirs.
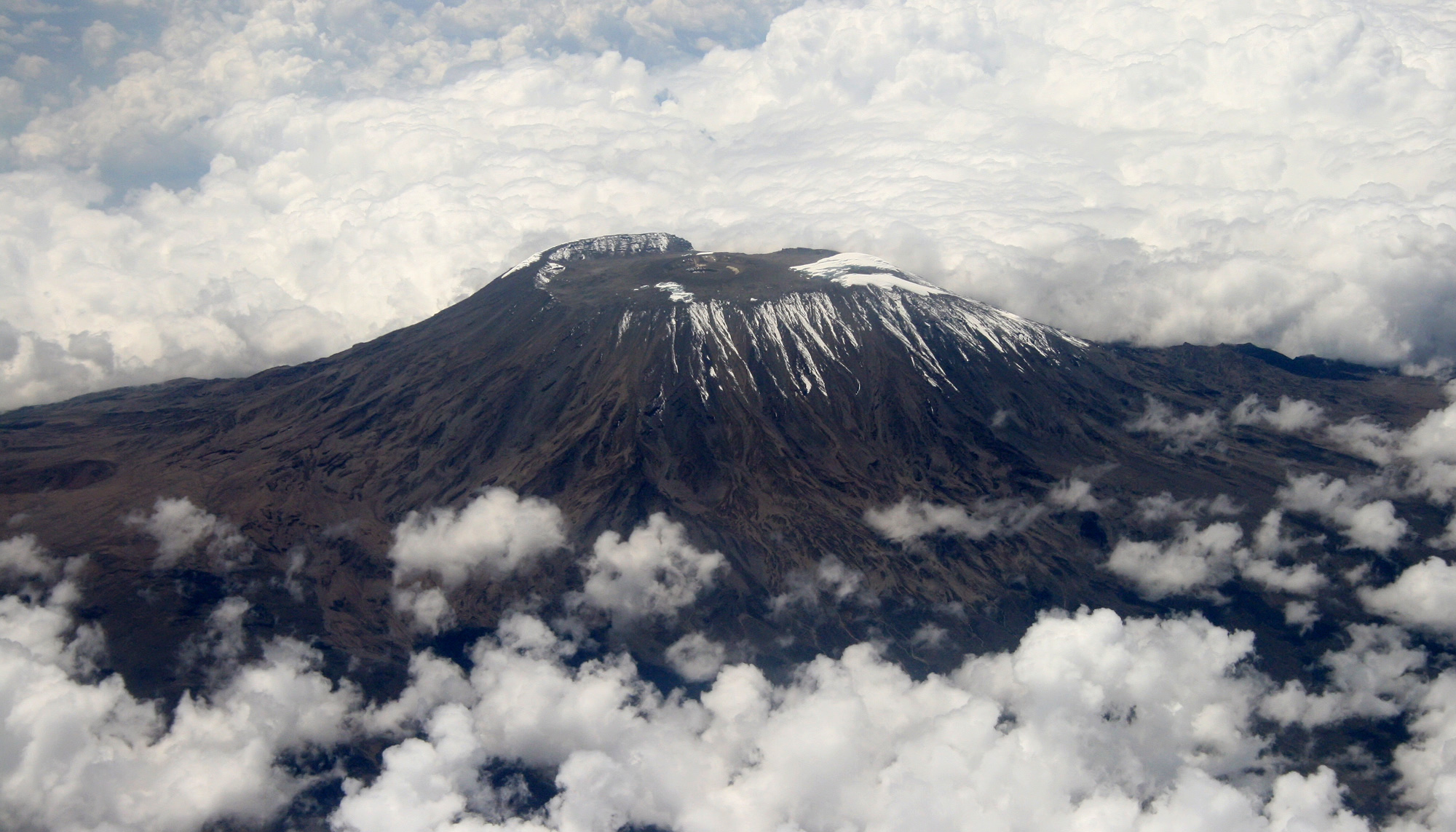
Kilimanjaro.
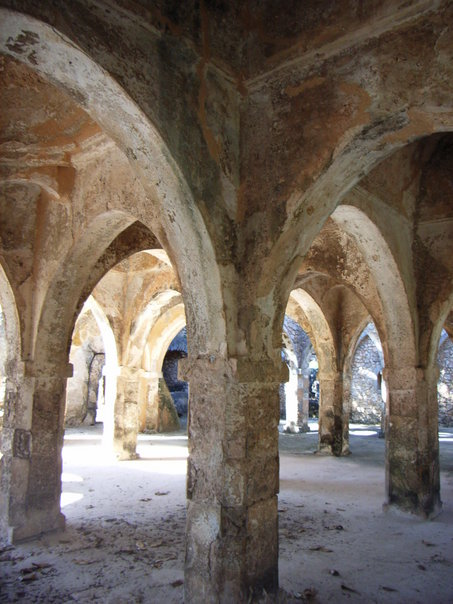
La grande mosquée de Kilwa Kisiwani.
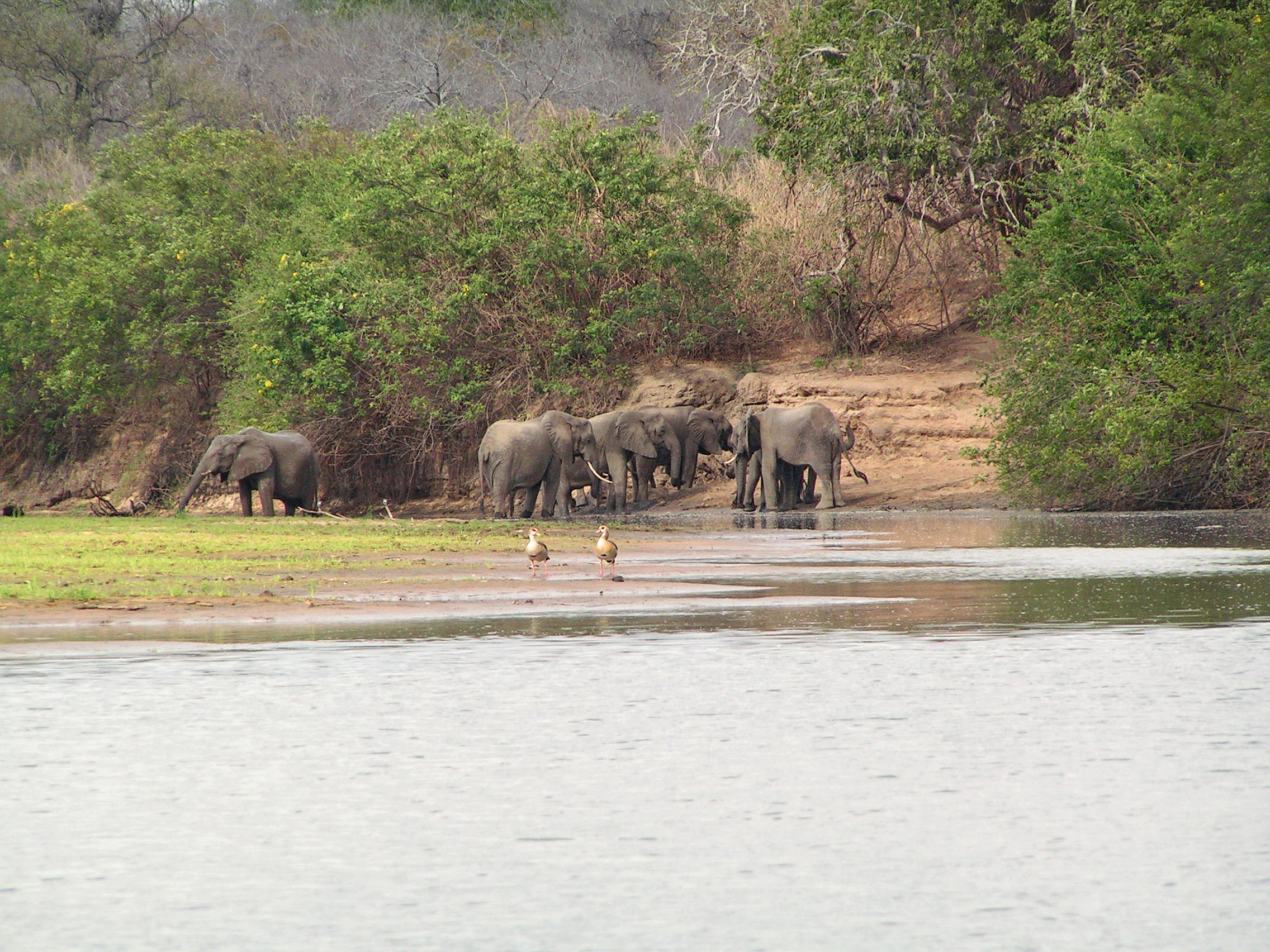
Eléphants.
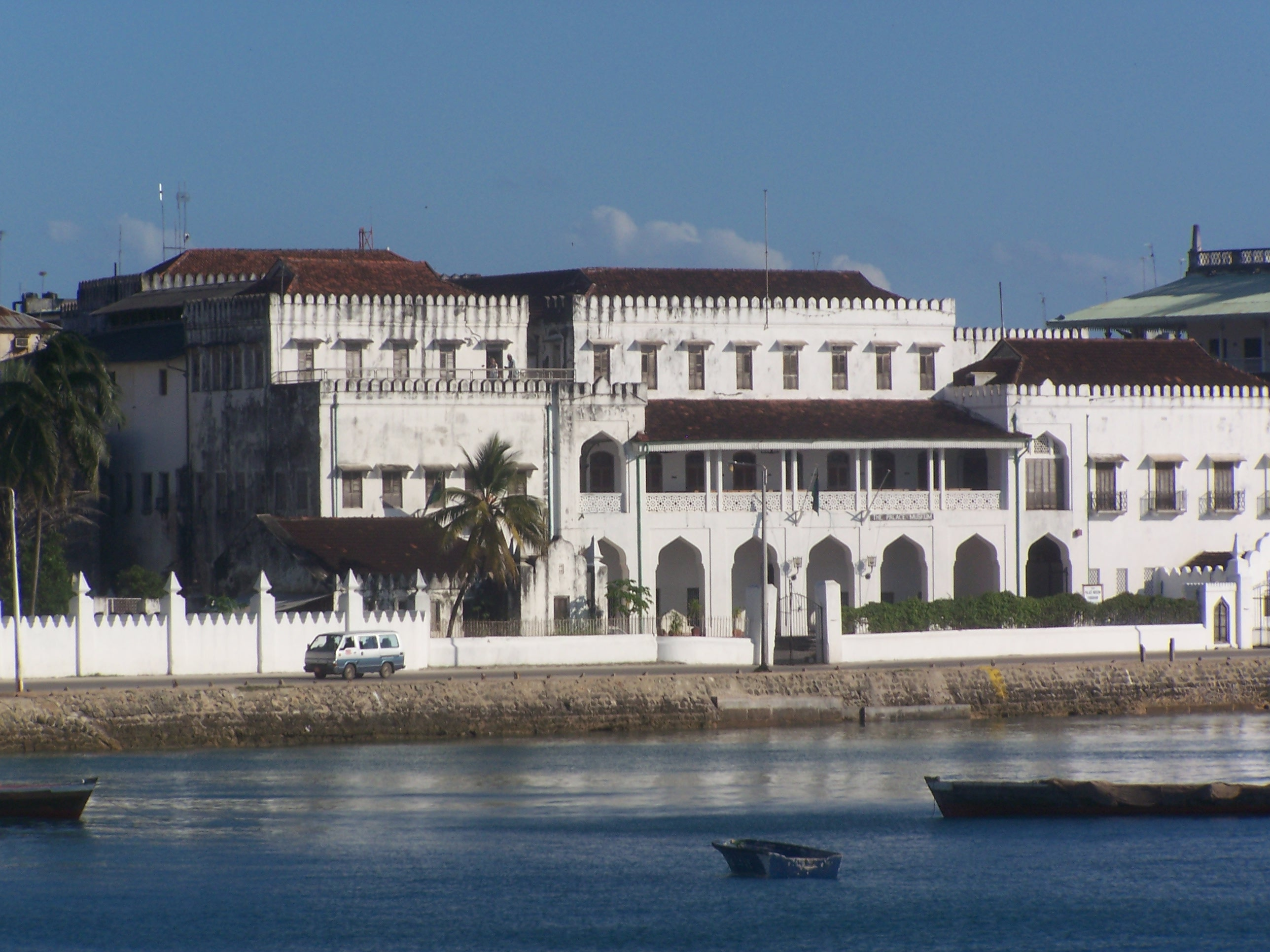
Stone Town.
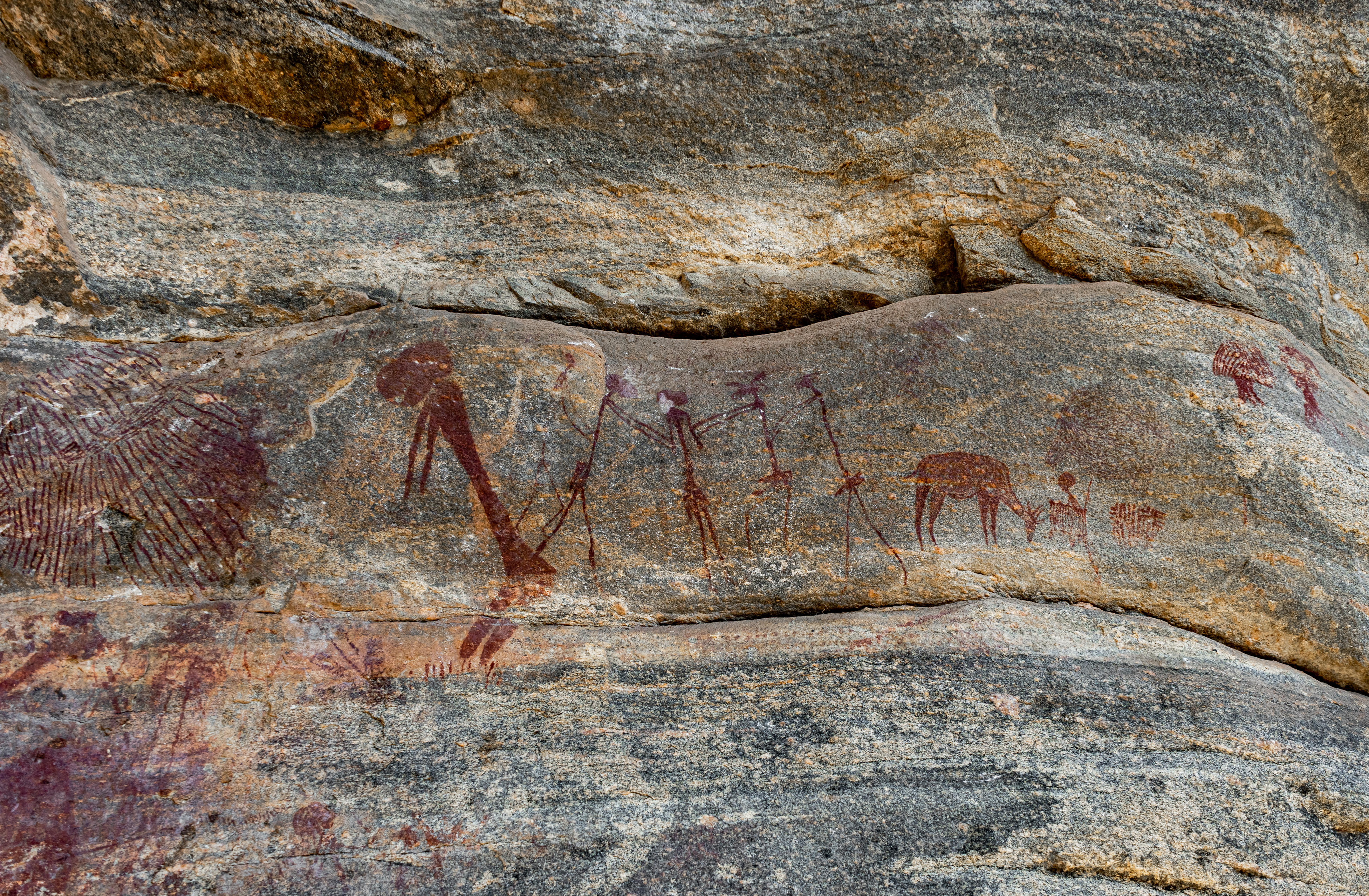
grotte ornée de Kondoa-Irangi

### Tchad
- 1986 - Mixte - Plateau de l'Ennedi.
- 2012 - Naturel - Lacs d'Ounianga.

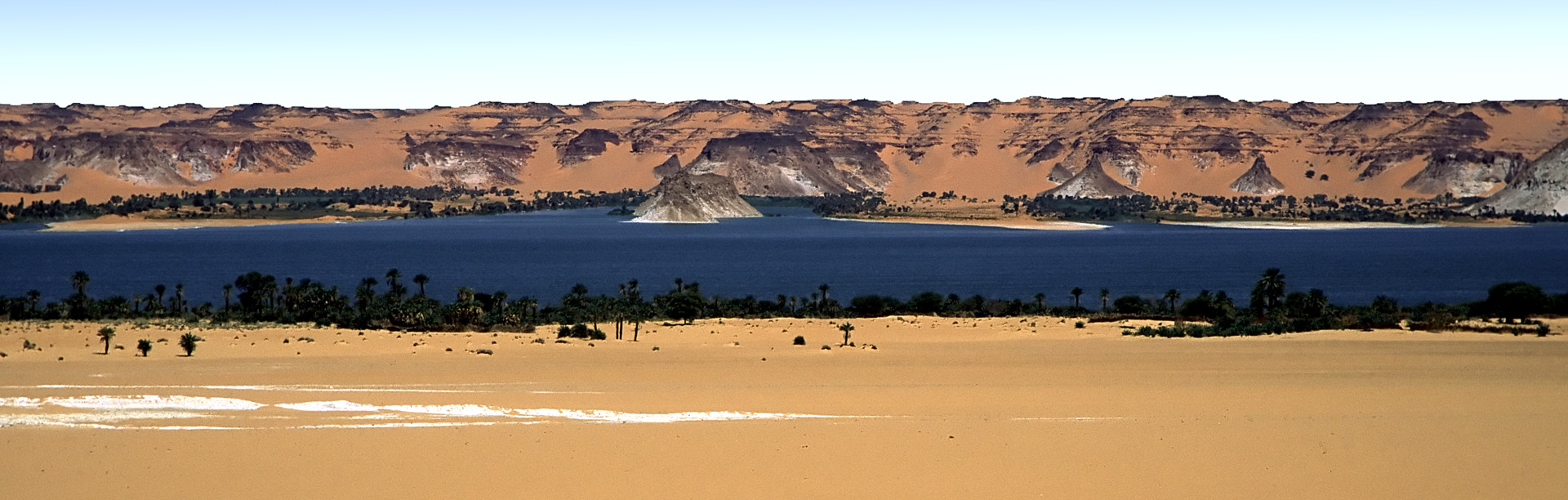
Lacs d'Ounianga
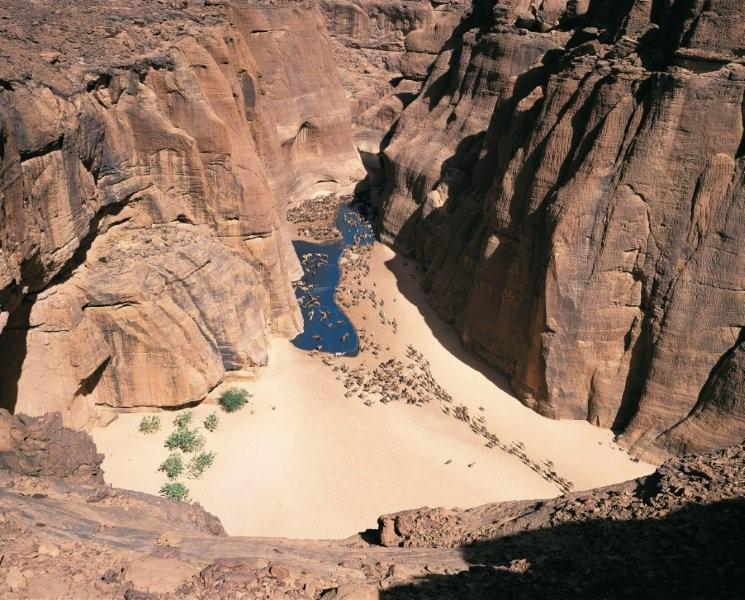
Plateau de l'Ennedi

### Togo
- 2004 - Culturel - Koutammakou, le pays des Batammariba

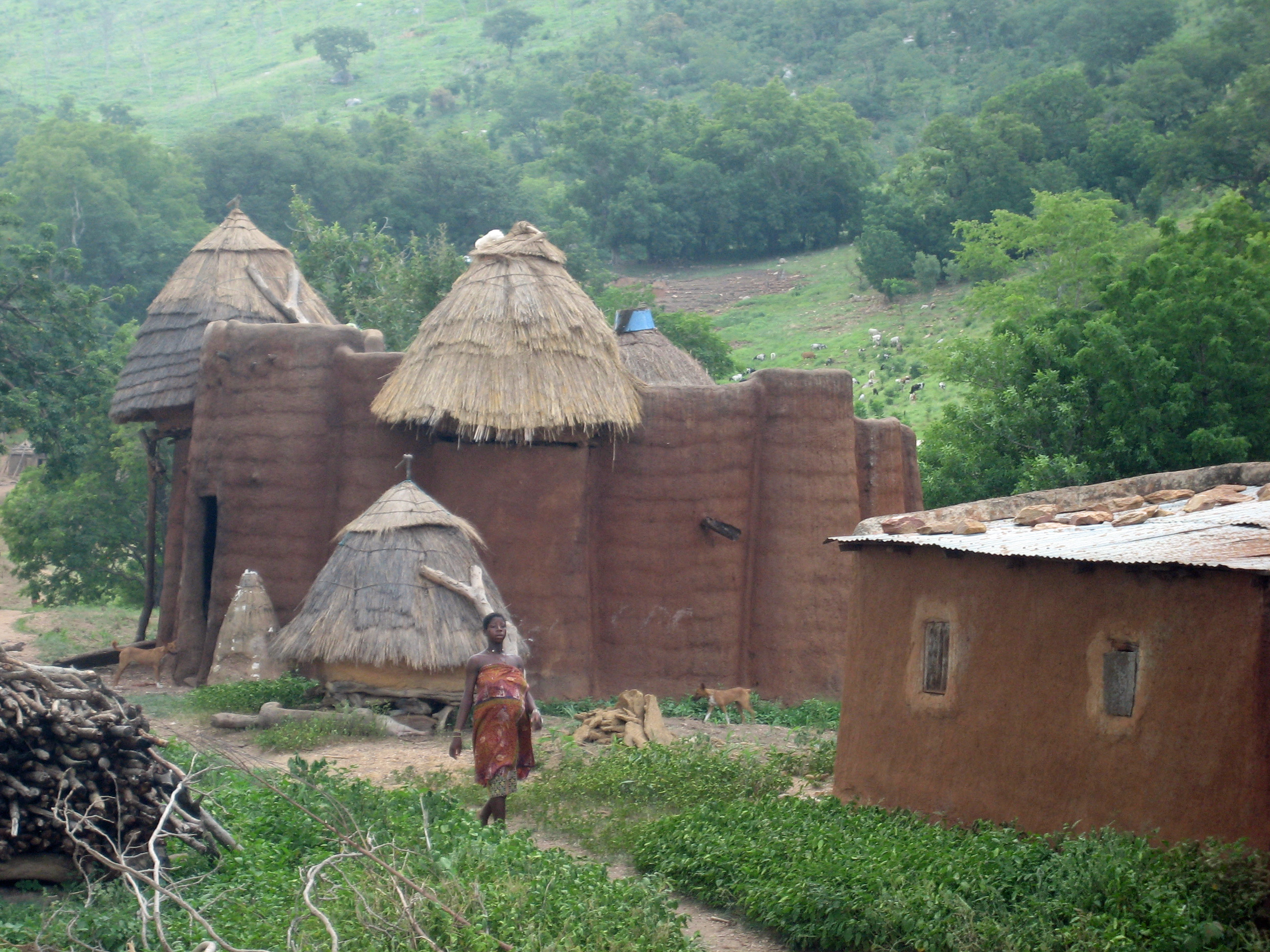
Des maisons

### Tunisie
- 1979 - Culturel - Amphithéâtre d'El Jem
- 1979 - Culturel - Médina de Tunis
- 1979 - Culturel - Site archéologique de Carthage
- 1980 - Naturel - Parc national de l'Ichkeul
- 1985 - Culturel - Cité punique de Kerkouane et sa nécropole
- 1988 - Culturel - Kairouan
- 1988 - Culturel - Médina de Sousse
- 1997 - Culturel - Dougga / Thugga
- 2023 - Culturel - L’ile de Djerba

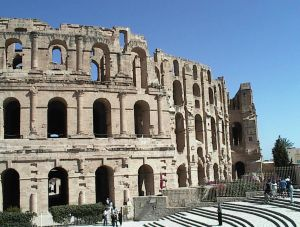
Amphithéâtre d'El Jem
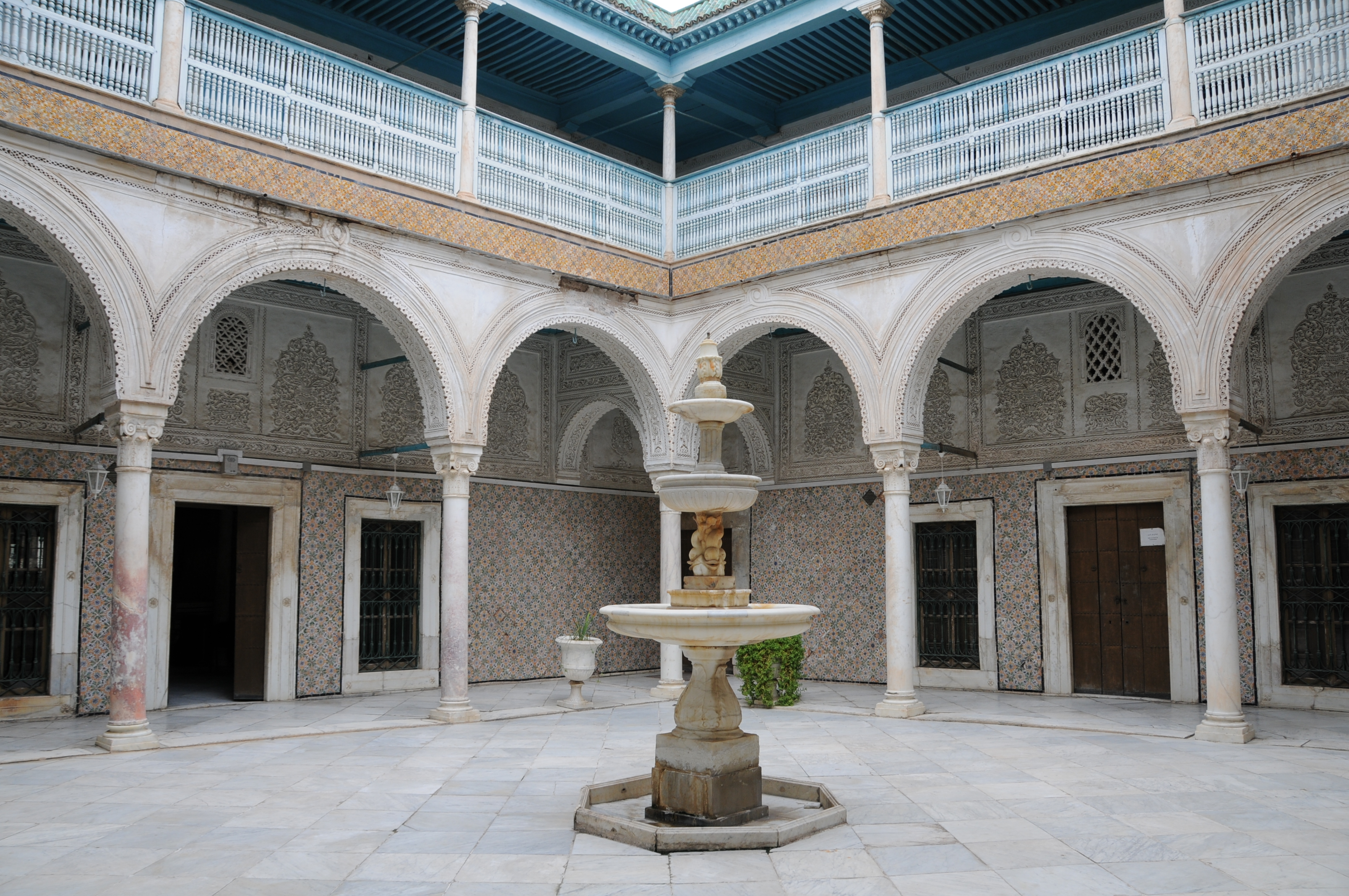
Médina de Tunis
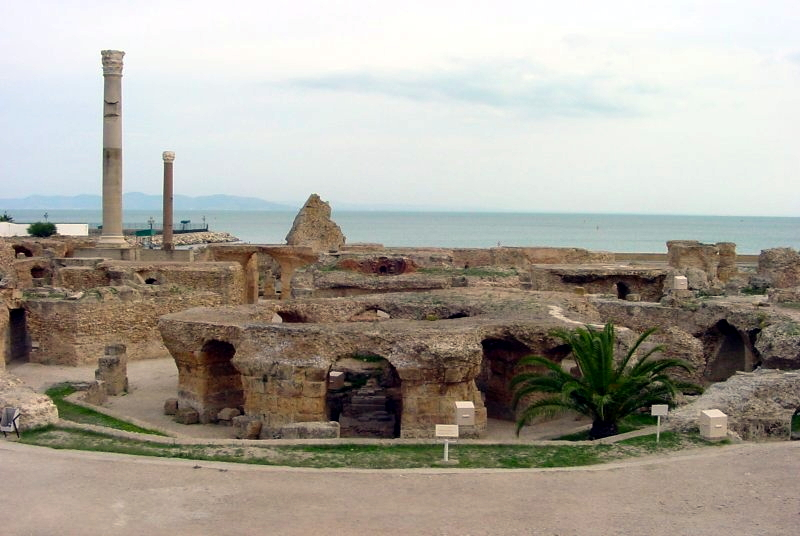
Ruines de Carthage
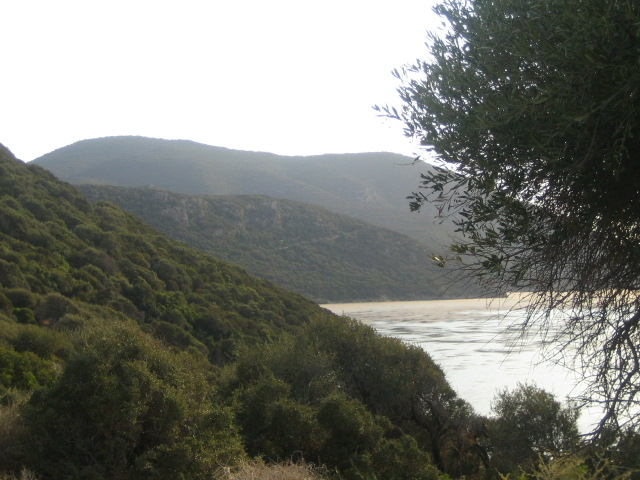
Lac Ichkeul
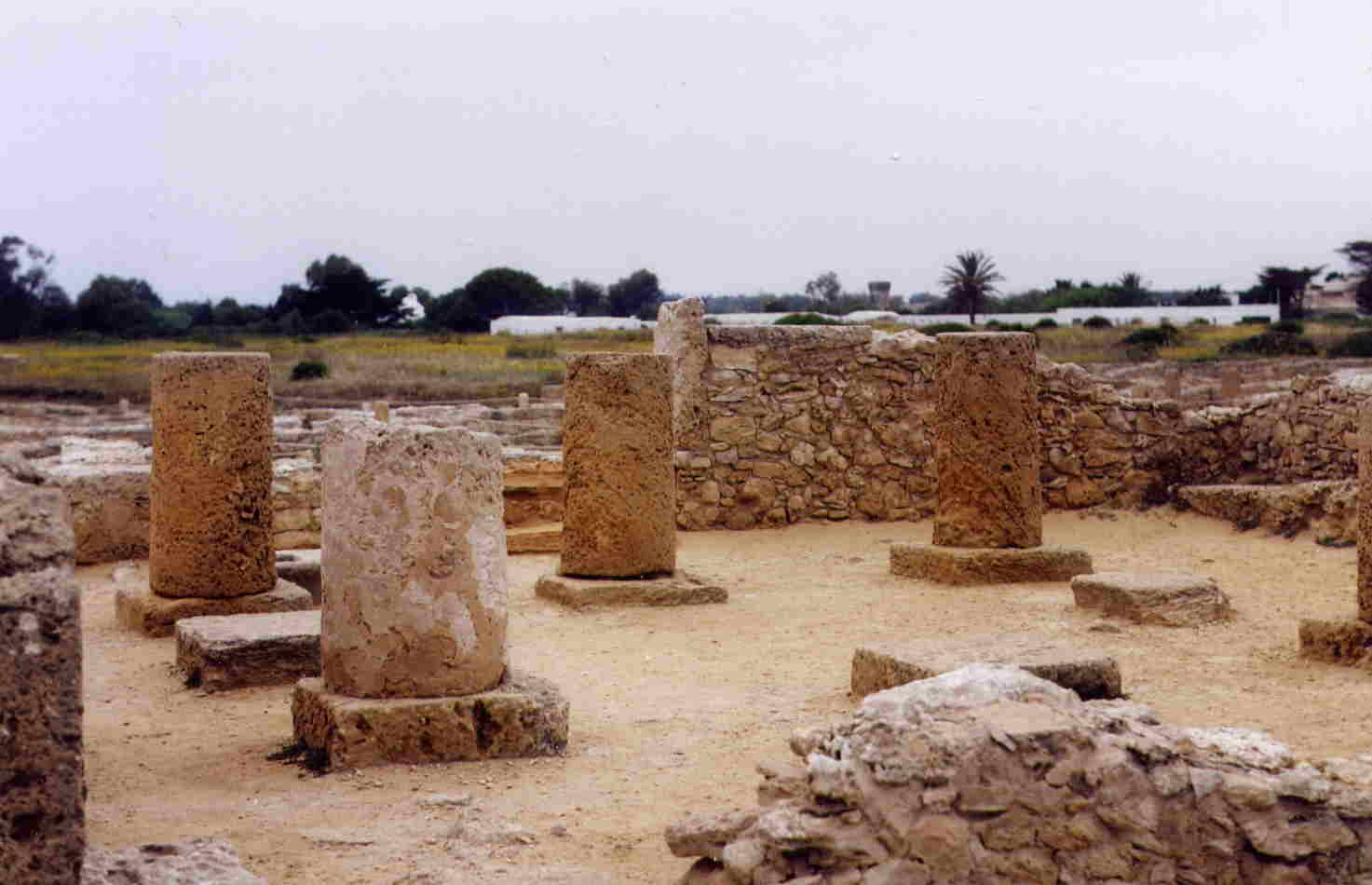
Kerkouane
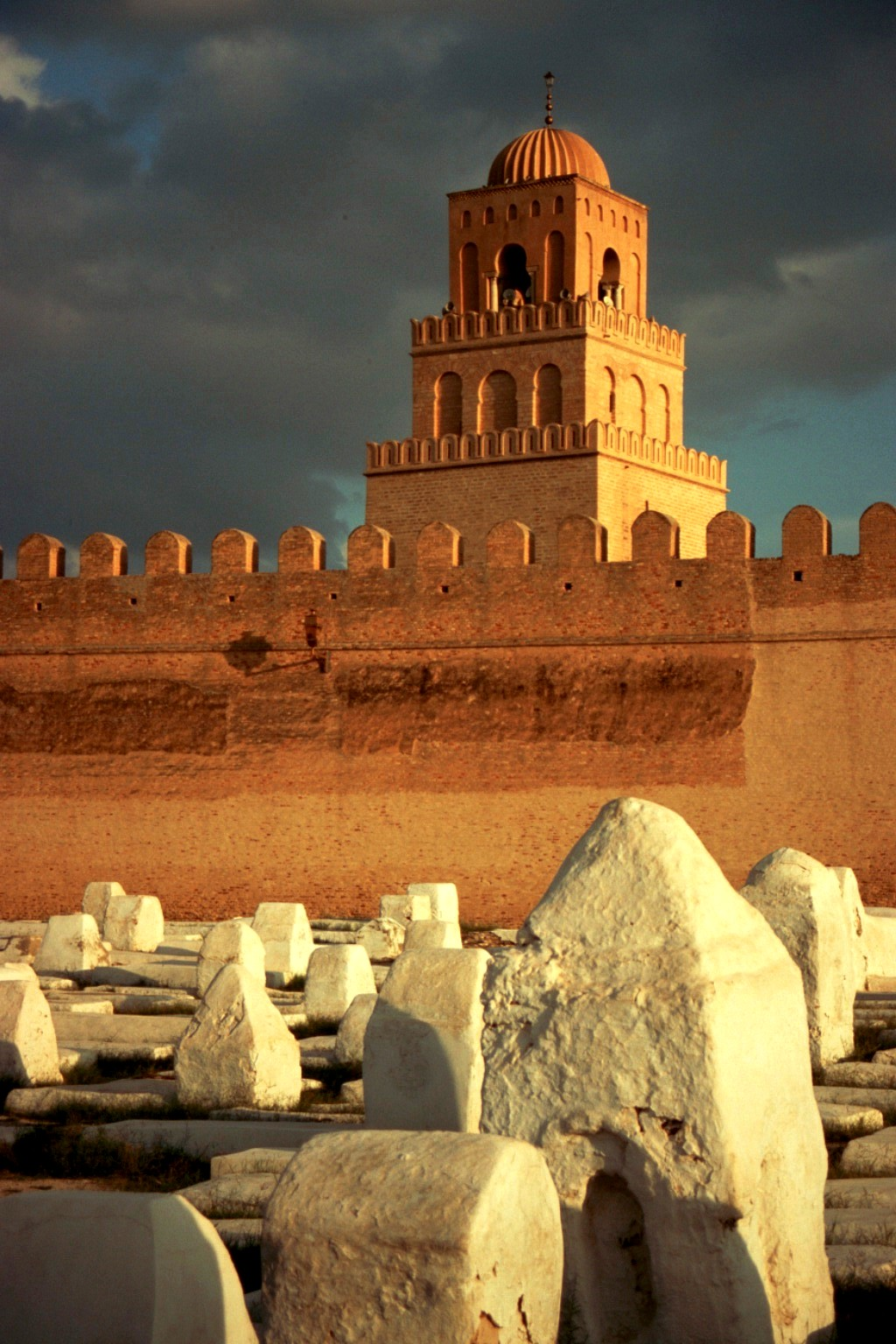
Kairouan
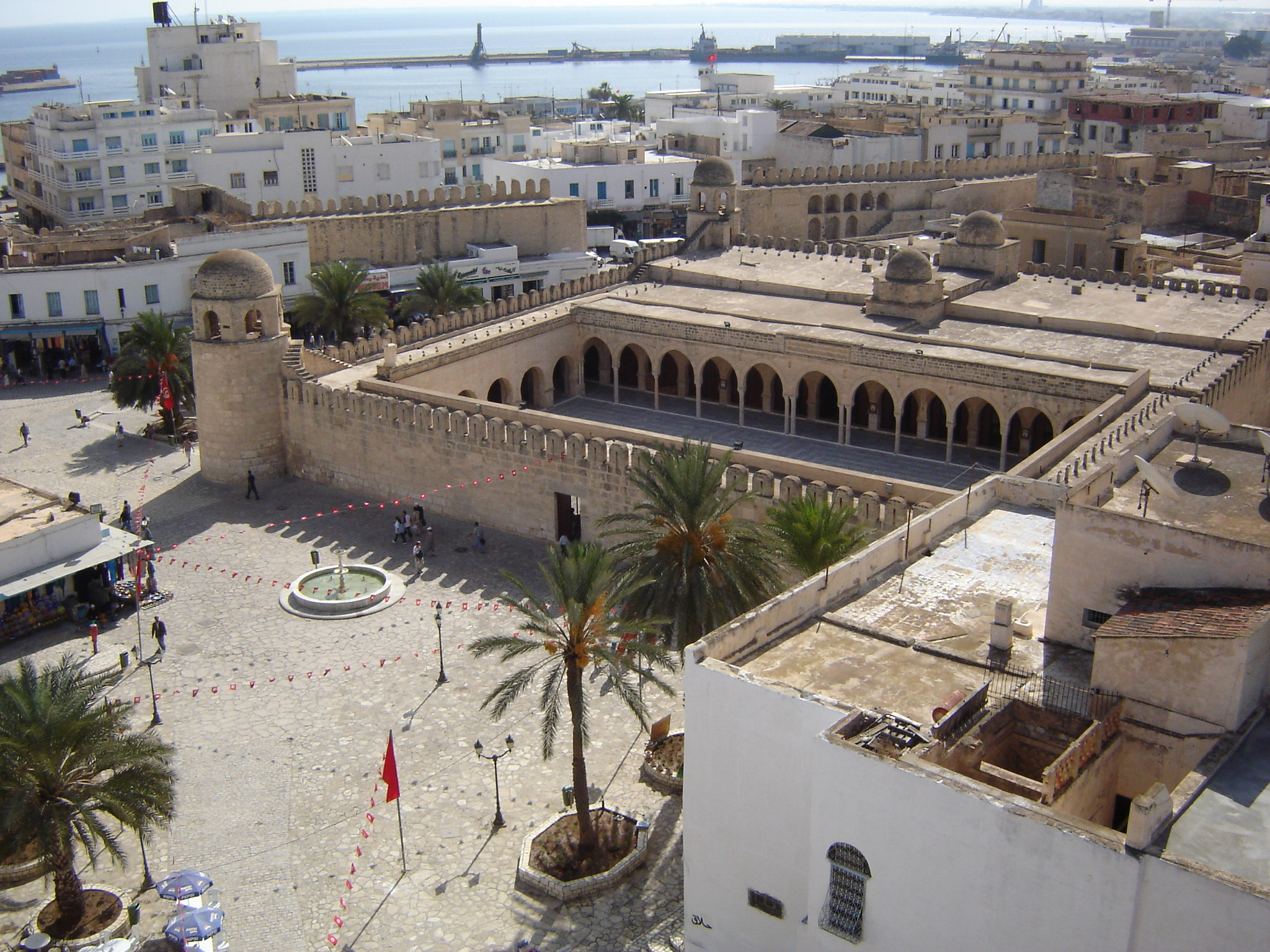
Sousse
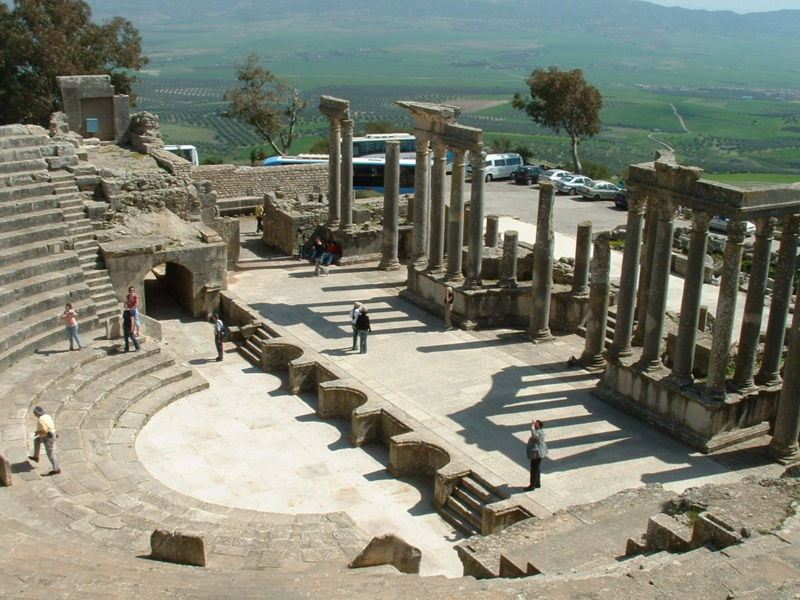
Dougga
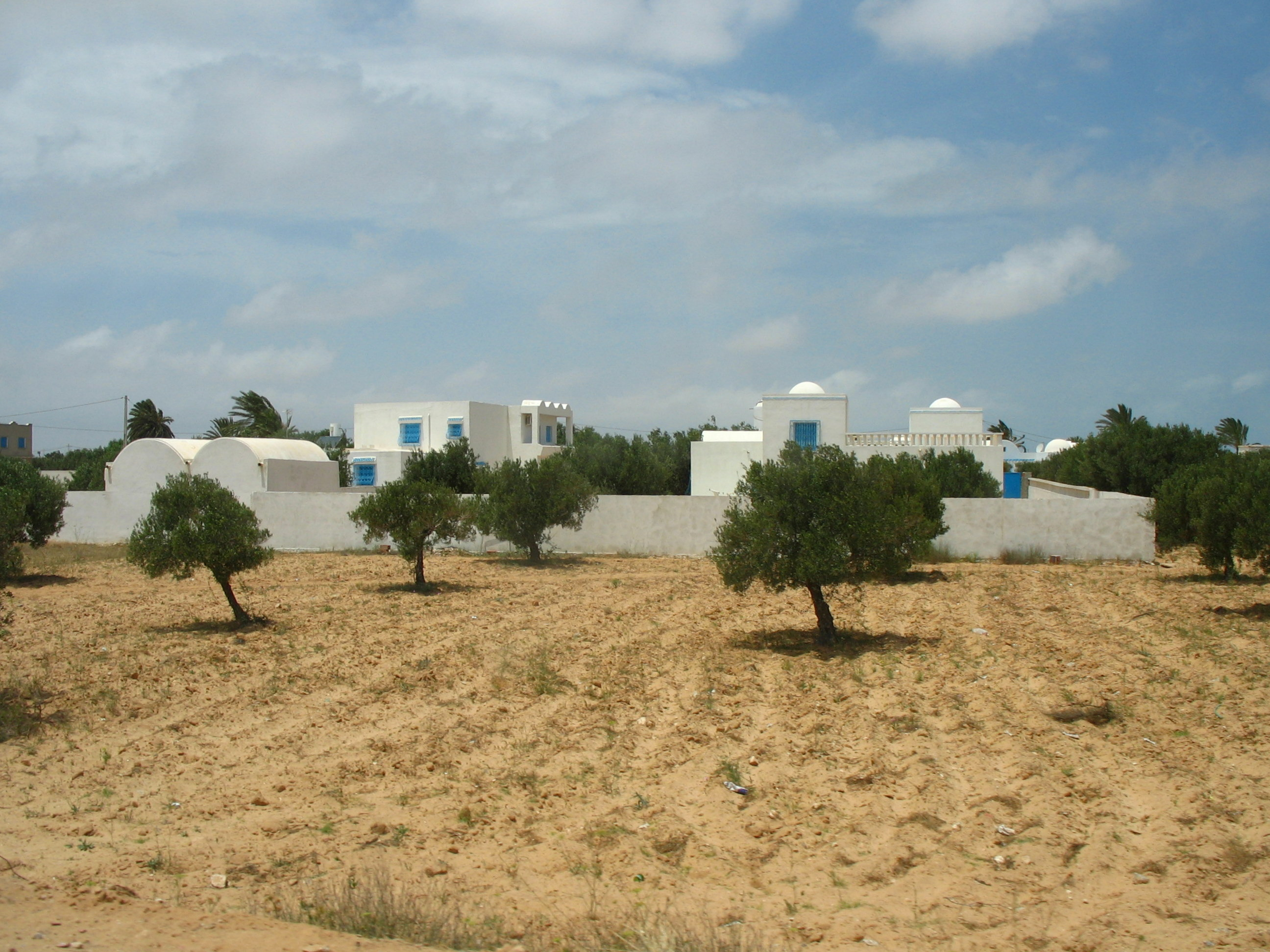
maison typique de l'architecture traditionnelle de Djerba, au milieu d'un verger

### Zambie*,Zimbabwe*
- 1989 - Naturel - Mosi-oa-Tunya / Chutes Victoria

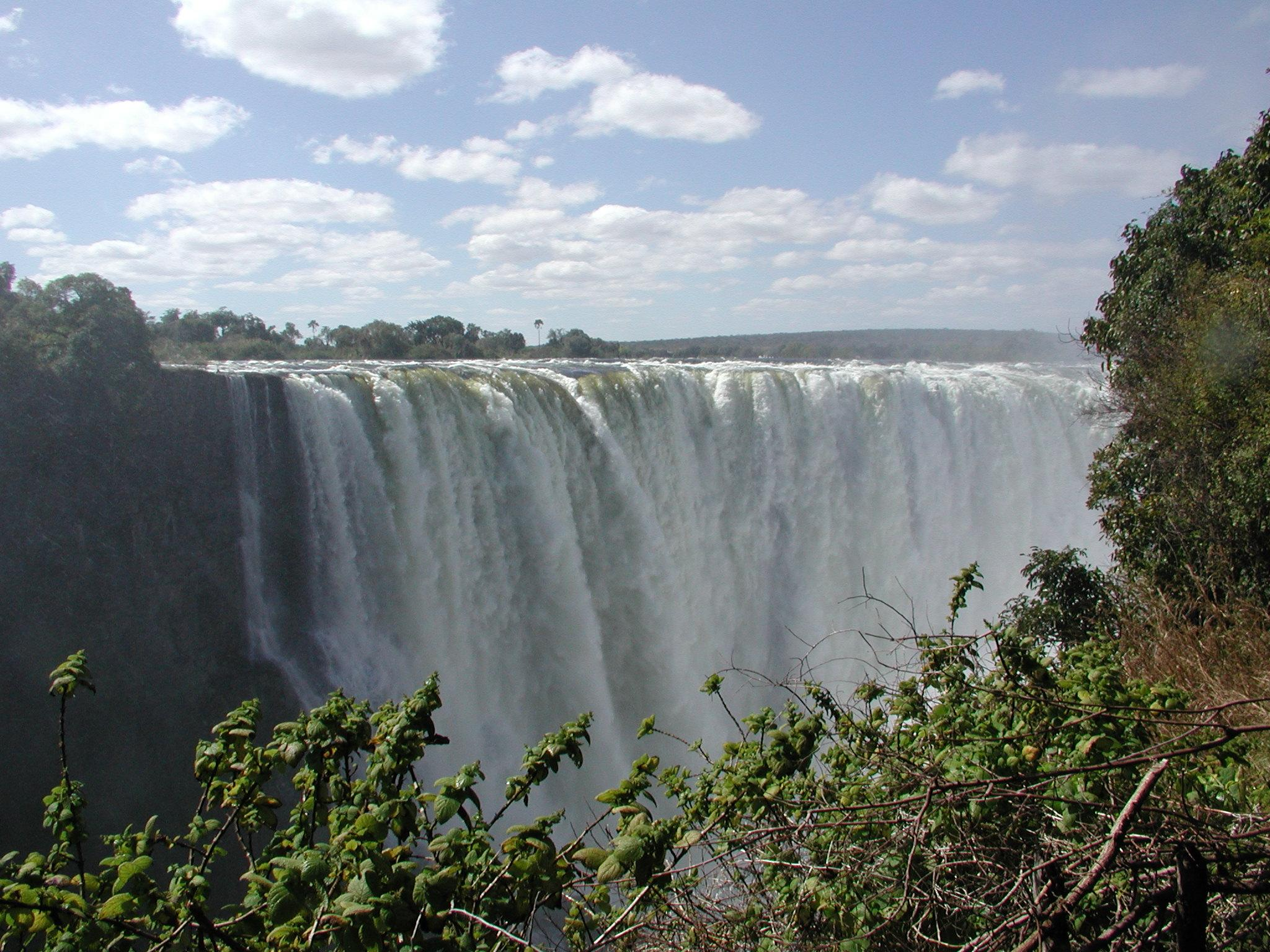
Chutes Victoria

### Zimbabwe
- 1984 - Naturel - Parc national de Mana Pools, aires de safari Sapi et Chewore
- 1986 - Culturel - Ruines de Khami
- 1986 - Culturel - Monument national du Grand Zimbabwe
- 2003 - Culturel - Parc national de Matobo

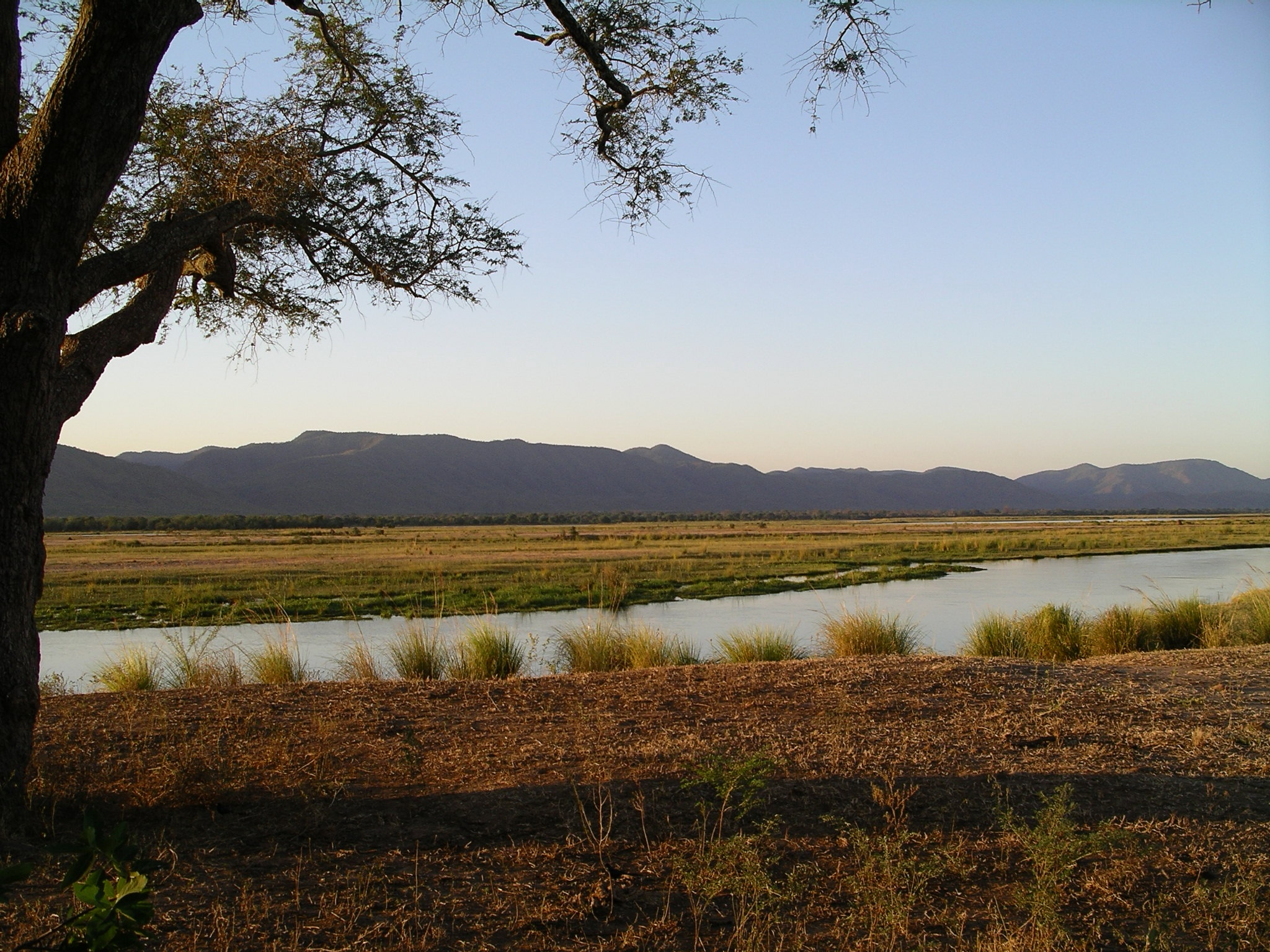
Fleuve Zambèze dans le parc national de Mana Pools
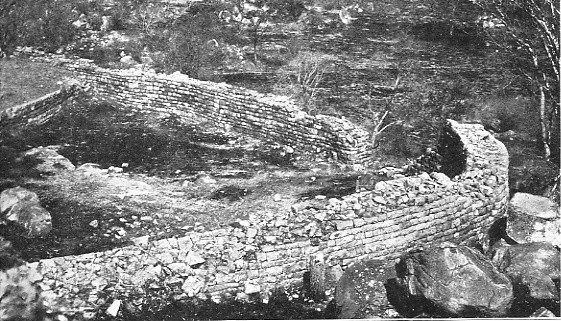
Khami
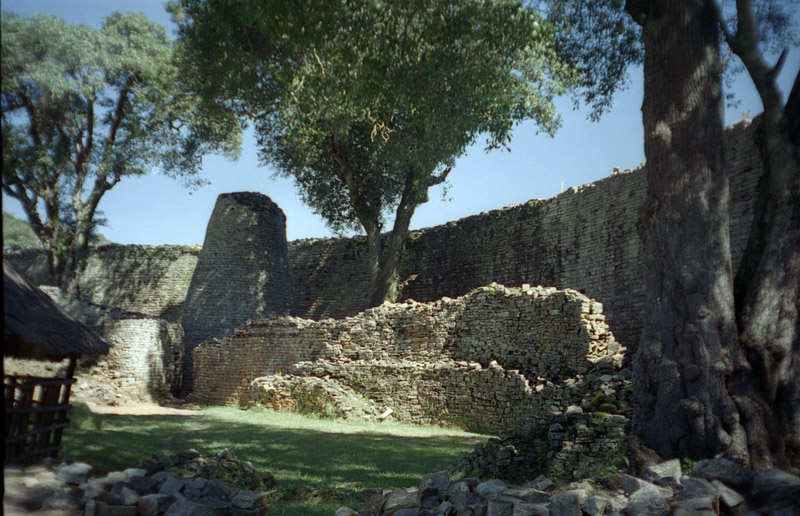
Monument national du Grand Zimbabwe
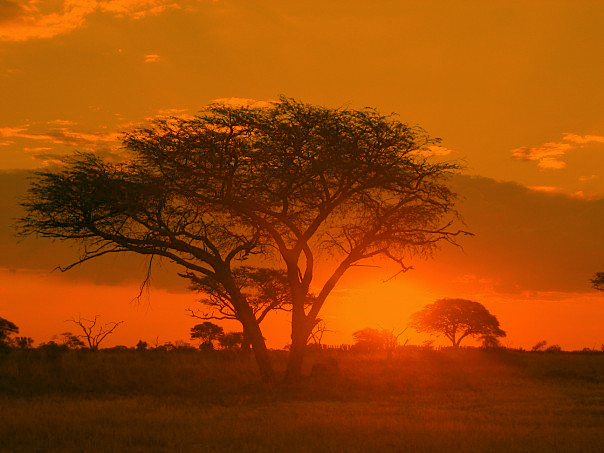
Parc national de Matobo

## Statistiques
La liste suivante recense les sites du patrimoine mondial situés en Afrique.
| Pays                             | Adhésion | PM : Total | PM : Culturel | PM : Naturel | PM : Mixte | LI : Total | LI : Culturel | LI : Naturel | LI : Mixte |
| -------------------------------- | -------- | ---------- | ------------- | ------------ | ---------- | ---------- | ------------- | ------------ | ---------- |
| Afrique du Sud                   | 1997     | +11,       | +05,          | +05,         | +01,       | +05,       | +04,          | +01,         | +00,       |
| Algérie                          | 1974     | +07,       | +06,          | +00,         | +01,       | +06,       | +05,          | +00,         | +01,       |
| Angola                           | 1991     | +01,       | +01,          | +00,         | +00,       | +13,       | +12,          | +01,         | +00,       |
| Bénin                            | 1982     | +02,       | +01,          | +01,         | +00,       | +05,       | +05,          | +00,         | +00,       |
| Botswana                         | 1998     | +02,       | +01,          | +01,         | +00,       | +07,       | +03,          | +02,         | +02,       |
| Burkina Faso                     | 1987     | +02,       | +01,          | +01,         | +00,       | +06,       | +05,          | +01,         | +00,       |
| Burundi                          | 1982     | +00,       | +00,          | +00,         | +00,       | +10,       | +02,          | +06,         | +02,       |
| Cameroun                         | 1982     | +03,       | +01,          | +02,         | +00,       | +20,       | +12,          | +07,         | +01,       |
| Cap-Vert                         | 1988     | +01,       | +01,          | +00,         | +00,       | +08,       | +04,          | +03,         | +01,       |
| Comores                          | 2000     | +00,       | +00,          | +00,         | +00,       | +04,       | +02,          | +01,         | +01,       |
| Côte d'Ivoire                    | 1981     | +05,       | +02,          | +01,         | +02,       | +02,       | +00,          | +01,         | +01,       |
| Djibouti                         | 2007     | +00,       | +00,          | +00,         | +00,       | +10,       | +03,          | +06,         | +01,       |
| Égypte                           | 1974     | +06,       | +05,          | +01,         | +00,       | +33,       | +23,          | +07,         | +03,       |
| Érythrée                         | 2001     | +01,       | +01,          | +00,         | +00,       | +01,       | +01,          | +00,         | +00,       |
| Éthiopie                         | 1977     | +11,       | +09,          | +02,         | +00,       | +07,       | +03,          | +01,         | +02,       |
| Eswatini                         | 2005     | +00,       | +00,          | +00,         | +00,       | +01,       | +01,          | +00,         | +00,       |
| France                           | 1975     | +01,       | +00,          | +01,         | +00,       | +00,       | +00,          | +00,         | +00,       |
| Gabon                            | 1986     | +02,       | +00,          | +01,         | +01,       | +06,       | +01,          | +00,         | +05,       |
| Gambie                           | 1987     | +02,       | +02,          | +00,         | +00,       | +02,       | +02,          | +00,         | +00,       |
| Ghana                            | 1975     | +02,       | +02,          | +00,         | +00,       | +06,       | +04,          | +02,         | +00,       |
| Guinée                           | 1979     | +01,       | +01,          | +00,         | +00,       | +03,       | +03,          | +00,         | +00,       |
| Guinée équatoriale               | 2010     | +00,       | +00,          | +00,         | +00,       | +00,       | +00,          | +00,         | +00,       |
| Guinée-Bissau                    | 2006     | +01,       | +00,          | +01,         | +00,       | +00,       | +00,          | +00,         | +00,       |
| Kenya                            | 1991     | +07,       | +04,          | +03,         | +00,       | +17,       | +04,          | +11,         | +02,       |
| Lesotho                          | 2003     | +01,       | +00,          | +00,         | +01,       | +01,       | +00,          | +00,         | +01,       |
| Liberia                          | 2002     | +00,       | +00,          | +00,         | +00,       | +02,       | +01,          | +01,         | +00,       |
| Libye                            | 1978     | +05,       | +05,          | +00,         | +00,       | +00,       | +00,          | +00,         | +00,       |
| Madagascar                       | 1983     | +03,       | +01,          | +02,         | +00,       | +08,       | +03,          | +03,         | +02,       |
| Malawi                           | 1982     | +03,       | +02,          | +01,         | +00,       | +06,       | +03,          | +01,         | +02,       |
| Mali                             | 1977     | +04,       | +03,          | +00,         | +01,       | +14,       | +09,          | +04,         | +01,       |
| Maroc                            | 1975     | +09,       | +09,          | +00,         | +00,       | +11,       | +07,          | +04,         | +00,       |
| Maurice                          | 1995     | +02,       | +02,          | +00,         | +00,       | +01,       | +00,          | +01,         | +00,       |
| Mauritanie                       | 1981     | +02,       | +01,          | +01,         | +00,       | +03,       | +03,          | +00,         | +00,       |
| Mozambique                       | 1982     | +02,       | +01,          | +01,         | +00,       | +04,       | +02,          | +01,         | +01,       |
| Namibie                          | 2000     | +02,       | +01,          | +01,         | +00,       | +08,       | +01,          | +05,         | +02,       |
| Niger                            | 1974     | +03,       | +01,          | +02,         | +00,       | +19,       | +09,          | +06,         | +04,       |
| Nigeria                          | 1974     | +02,       | +02,          | +00,         | +00,       | +13,       | +07,          | +03,         | +03,       |
| Norvège                          | 1977     | +00,       | +00,          | +00,         | +00,       | +01,       | +00,          | +01,         | +00,       |
| Ouganda                          | 1987     | +03,       | +01,          | +02,         | +00,       | +05,       | +04,          | +01,         | +00,       |
| République centrafricaine        | 1980     | +02,       | +00,          | +02,         | +00,       | +09,       | +06,          | +02,         | +01,       |
| République du Congo              | 1987     | +01,       | +00,          | +01,         | +00,       | +04,       | +02,          | +02,         | +00,       |
| République démocratique du Congo | 1974     | +05,       | +03,          | +01,         | +01,       | +03,       | +00,          | +00,         | +03,       |
| Royaume-Uni                      | 1984     | +01,       | +00,          | +01,         | +00,       | +01,       | +00,          | +01,         | +00,       |
| Rwanda                           | 2000     | +02,       | +01,          | +01,         | +00,       | +00,       | +00,          | +00,         | +00,       |
| Sao Tomé-et-Principe             | 2006     | +00,       | +00,          | +00,         | +00,       | +00,       | +00,          | +00,         | +00,       |
| Sénégal                          | 1976     | +07,       | +05,          | +02,         | +00,       | +08,       | +06,          | +00,         | +02,       |
| Seychelles                       | 1980     | +02,       | +00,          | +02,         | +00,       | +02,       | +01,          | +00,         | +00,       |
| Sierra Leone                     | 2005     | +01,       | +00,          | +01,         | +00,       | +06,       | +03,          | +02,         | +01,       |
| Soudan                           | 1974     | +03,       | +02,          | +01,         | +00,       | +05,       | +03,          | +02,         | +00,       |
| Soudan du Sud                    | 2016     | +00,       | +00,          | +00,         | +00,       | +03,       | +01,          | +01,         | +01,       |
| Tanzanie                         | 1977     | +07,       | +03,          | +03,         | +01,       | +05,       | +02,          | +03,         | +00,       |
| Tchad                            | 1999     | +02,       | +00,          | +01,         | +01,       | +07,       | +04,          | +02,         | +01,       |
| Togo                             | 1998     | +01,       | +01,          | +00,         | +00,       | +07,       | +04,          | +01,         | +02,       |
| Tunisie                          | 1975     | +09,       | +07,          | +01,         | +00,       | +13,       | +06,          | +05,         | +02,       |
| Zambie                           | 1984     | +01,       | +00,          | +01,         | +00,       | +07,       | +03,          | +02,         | +02,       |
| Zimbabwe                         | 1982     | +05,       | +03,          | +02,         | +00,       | +02,       | +02,          | +00,         | +00,       |